# Lijst van personen overleden in 1998
Dit is een lijst van personen die zijn overleden in 1998.

## Januari

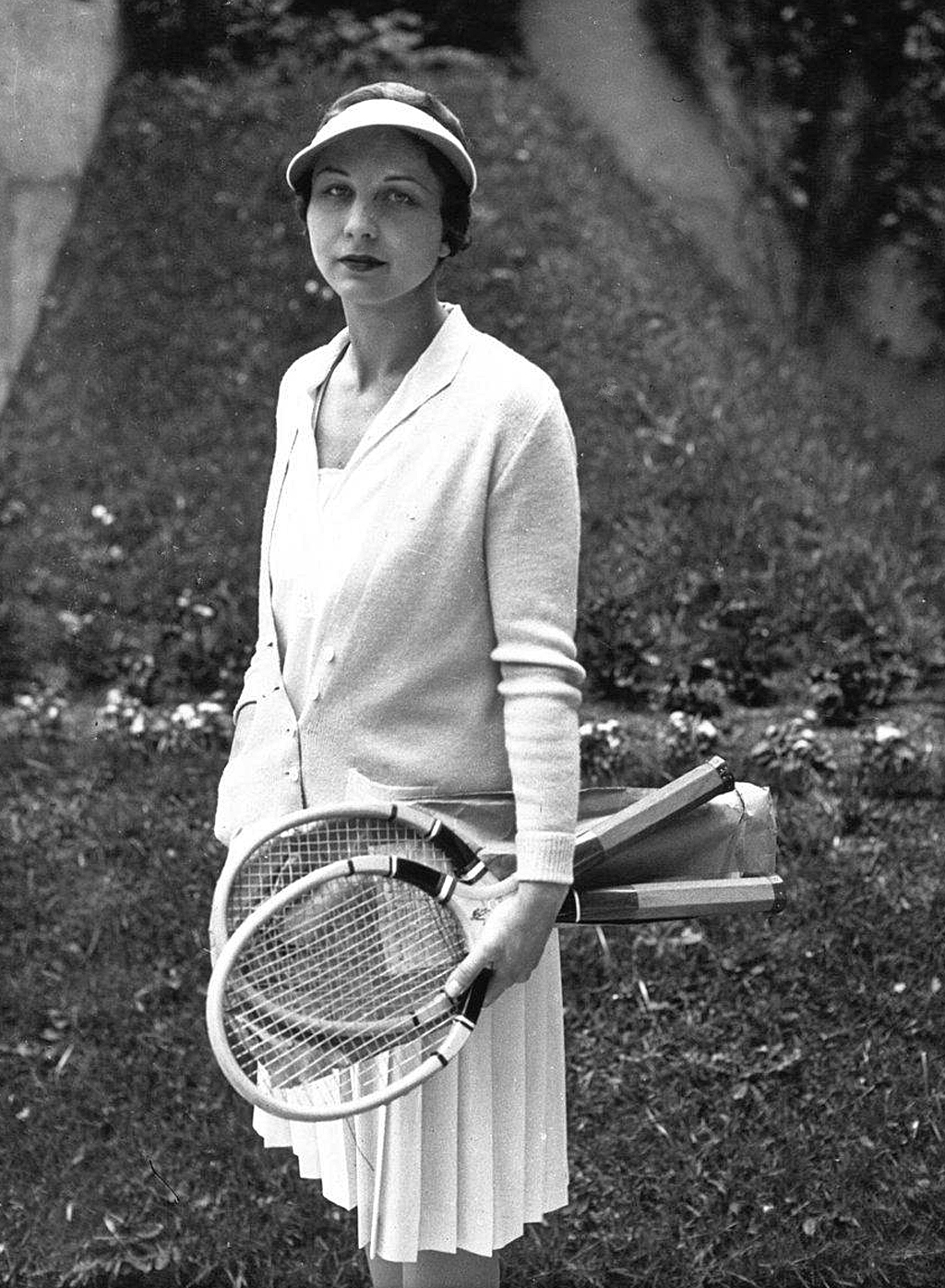
Helen Wills-Moody
1 januari

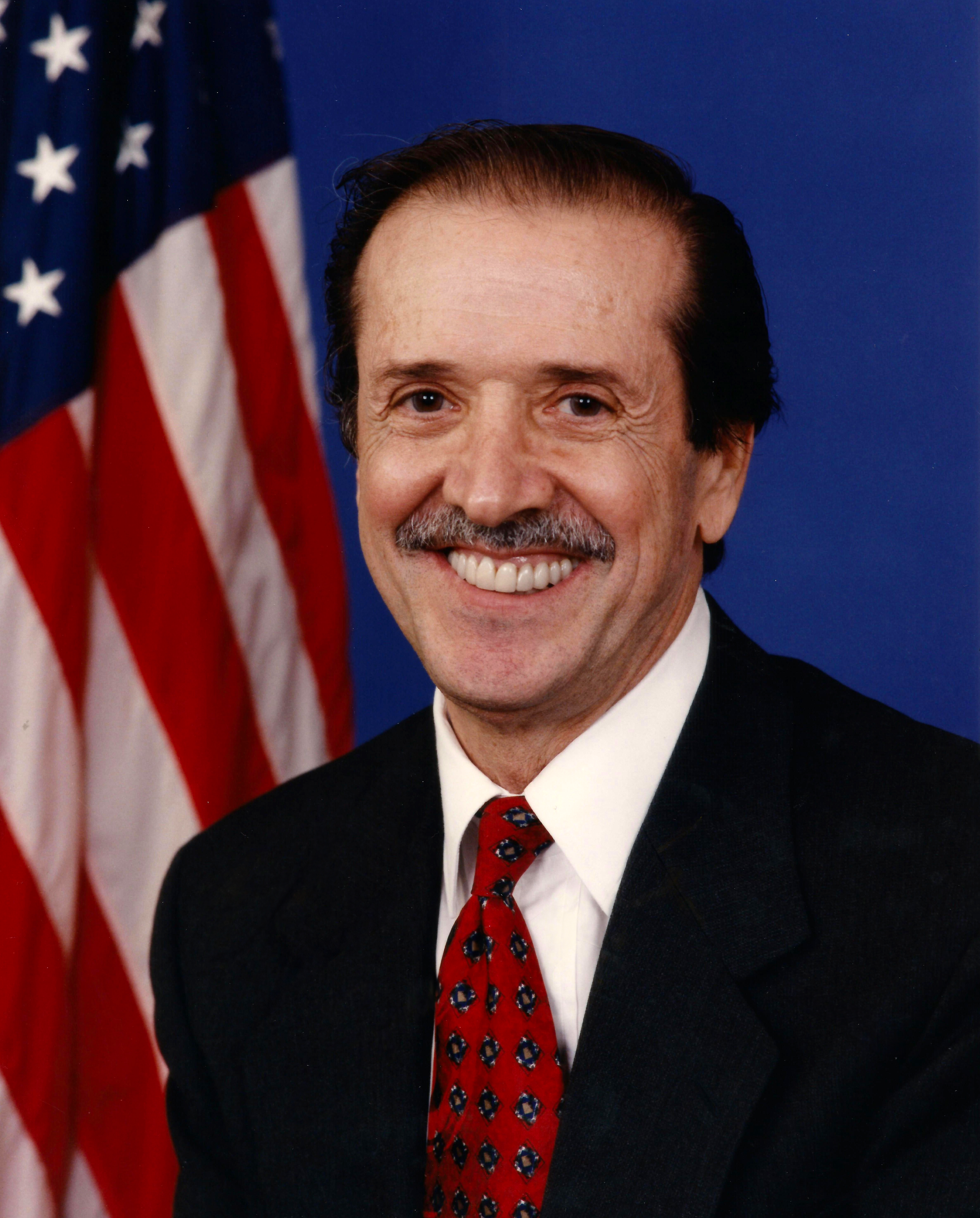
Sonny Bono
5 januari

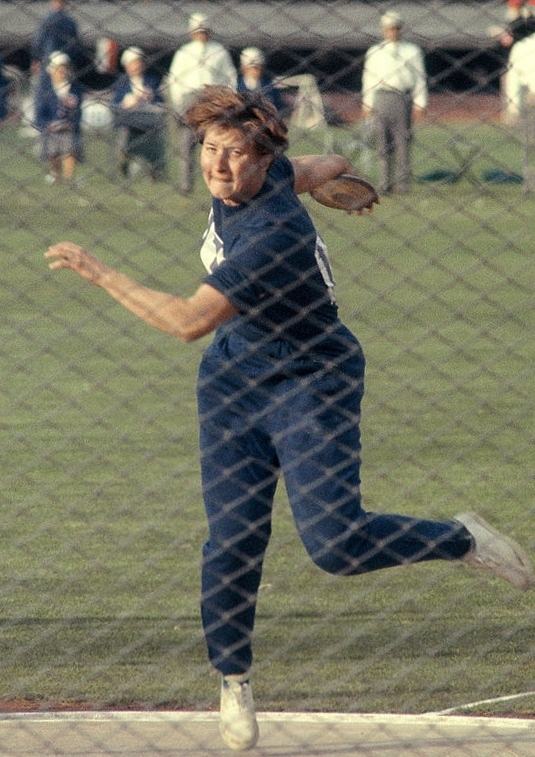
Lia Manoliu
9 januari

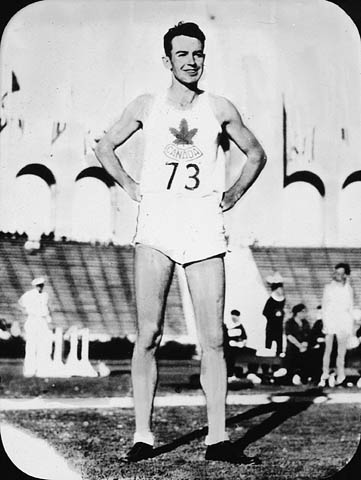
Duncan McNaughton
15 januari

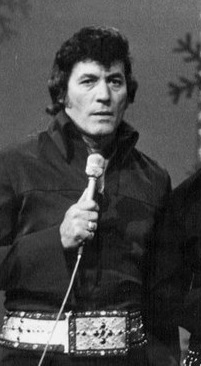
Carl Perkins
19 januari

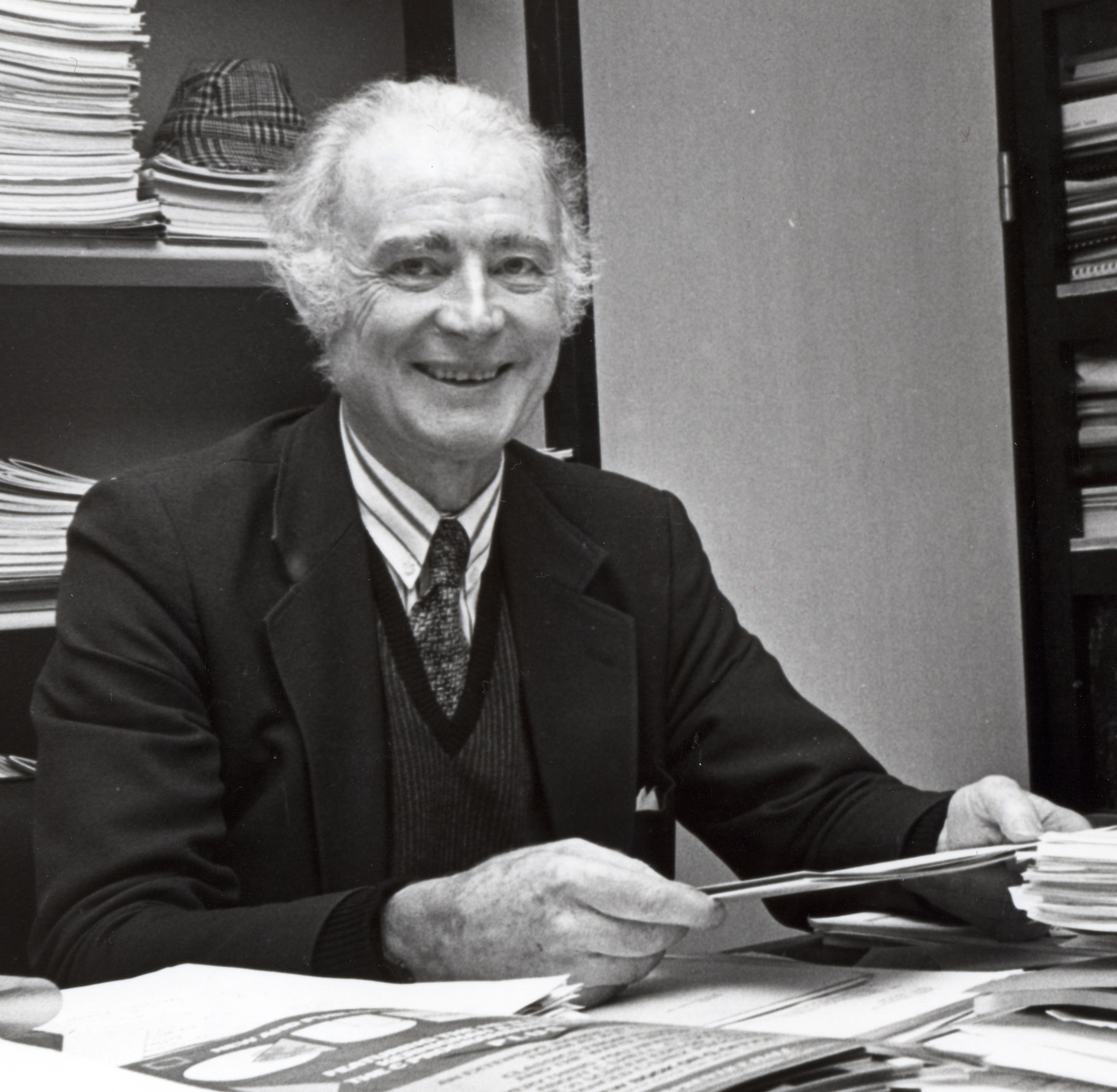
Arie Duijvestijn
21 januari

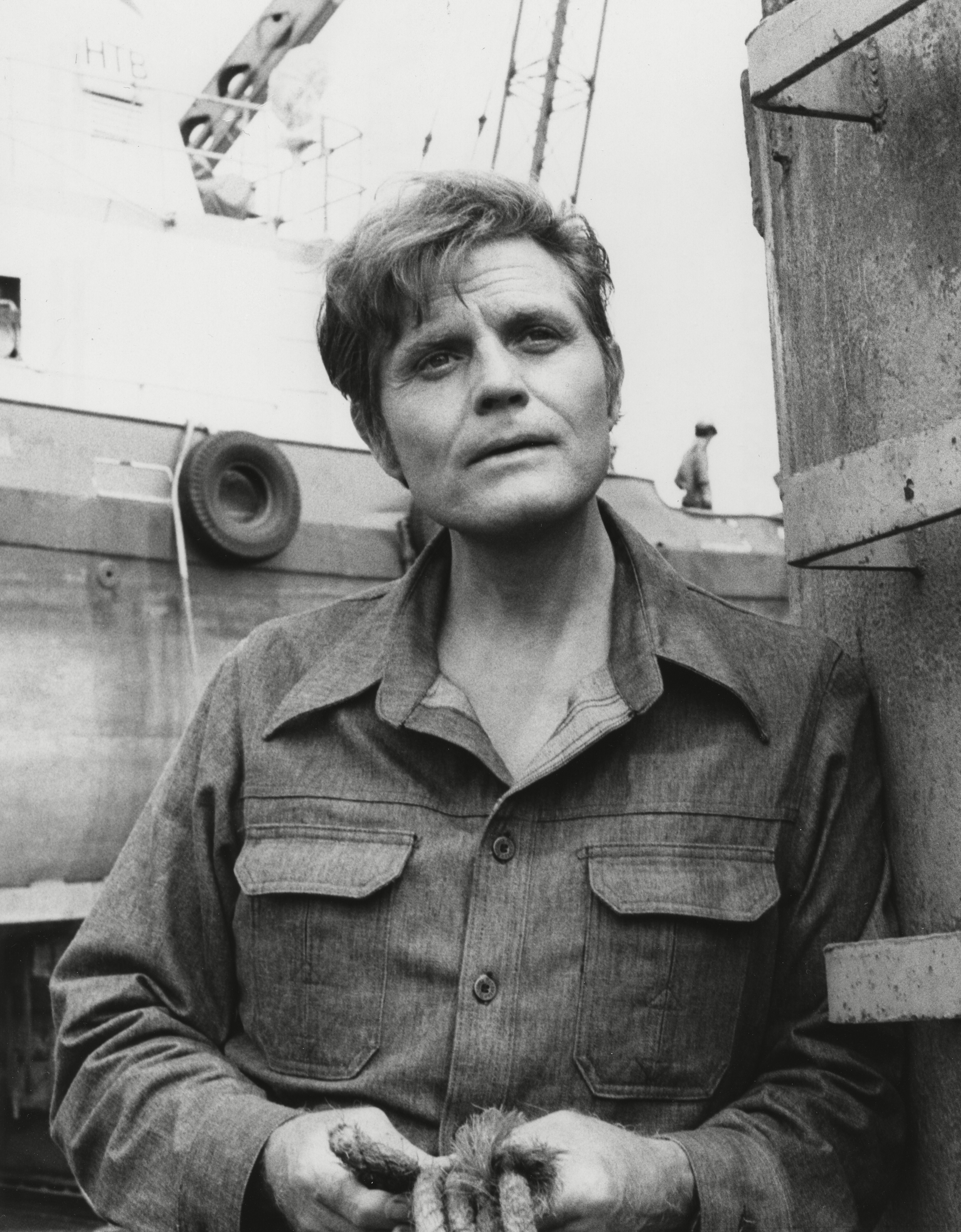
Jack Lord
21 januari

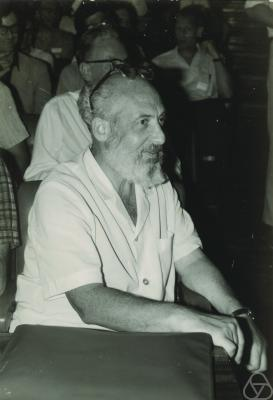
Samuel Eilenberg
30 januari

| 1 | 2 | 3 | 4 | 5 | 6 | 7 | 8 | 9 | 10 | 11 | 12 | 13 | 14 | 15 | 16 | 17 | 18 | 19 | 20 | 21 | 22 | 23 | 24 | 25 | 26 | 27 | 28 | 29 | 30 | 31 |
| - | - | - | - | - | - | - | - | - | -- | -- | -- | -- | -- | -- | -- | -- | -- | -- | -- | -- | -- | -- | -- | -- | -- | -- | -- | -- | -- | -- |

### 1 januari
- Alfred Lagarde (49), Nederlands diskjockey
- Åke Seyffarth (78), Zweeds schaatser
- Helen Wills-Moody (92), Amerikaans tennisspeelster

### 2 januari
- Haxhi Lleshi (84), Albanees politicus

### 4 januari
- Mae Questel (89), Amerikaans actrice
- Francisco Rodrigo (83), Filipijns politicus en schrijver

### 5 januari
- Sonny Bono (62), Amerikaans politicus, acteur en zanger
- Wilhelm Herz (85), Duits motorcoureur
- Georgi Vasiljevitsj Sviridov (82), Russisch componist en pianist

### 7 januari
- Richard Hamming (82), Amerikaans wiskundige
- Slava Metreveli (61), Sovjet-Georgisch voetballer
- Vladimir Prelog (92), Kroatisch-Zwitserse chemicus
- Eduard Olof van Suchtelen (79), Nederlands diplomaat

### 8 januari
- Albino Mensa (81), Italiaans aartsbisschop
- Michael Tippett (93), Brits componist

### 9 januari
- Kenichi Fukui (79), Japans chemicus
- Imi Lichtenfeld (88), Israëlisch vechtsporter
- Lia Manoliu (65), Roemeens atlete
- Charito Solis (62), Filipijns actrice

### 11 januari
- Klaus Tennstedt (71), Duits dirigent

### 12 januari
- Roger Clark (58), Brits rallycoureur
- Peter Jona Korn (75), Duits componist
- Hisham Moebarak (34), Egyptisch advocaat
- Ramón Sampedro (55), Spaans pro-euthanasieactivist

### 13 januari
- Krijn Buitendijk (76), Nederlands spion
- Bob Martin (75), Oostenrijks zanger
- Piet Vroon (58), Nederlands psycholoog, hoogleraar en auteur

### 14 januari
- Frans Kramer (94), Nederlands bisschop

### 15 januari
- Duncan McNaughton (87), Canadees atleet
- Boris Tatoesjin (64), Sovjet voetballer en trainer

### 16 januari
- Louis Teunis Lieve (76), Nederlands burgemeester

### 17 januari
- Luís Trochillo (67), Braziliaans voetballer
- Berend van der Wal (69), Nederlands politicus

### 19 januari
- Maggie Barnes (115), Amerikaans supereeuwelinge
- Kees Kalkman (69), Nederlands botanicus
- Carl Perkins (65), Amerikaans zanger en musicus

### 20 januari
- Karl Jakob van Beekum (83), Nederlands kunstenaar
- Bobo Brazil (73), Amerikaans professioneel worstelaar

### 21 januari
- Arie Duijvestijn (70), Nederlands informaticus
- Jack Lord (77), Amerikaans acteur
- Louis Thiétard (87), Frans wielrenner

### 22 januari
- Anselmo Sacasas (85), Cubaans jazzmusicus
- Pierre Sicaud (86), Frans koloniaal ambtenaar

### 23 januari
- Frederik Jozias van Saksen-Coburg en Gotha (79), lid Duitse adel

### 24 januari
- Violette Cornelius (78), Nederlands fotografe
- Jaap Oudes (71), Nederlands tekenaar
- Roy Porter (74), Amerikaans jazzdrummer
- Elizabeth Sneyers (84), Belgisch advocaat en feministe
- Cor Wilders (83), Nederlands honkballer en voetballer

### 26 januari
- Rie Lips-Odinot (91), Nederlands politica en verzetsstrijdster
- Shinichi Suzuki (99), Japans violist en vioolpedagoog

### 27 januari
- Joop van Woerkom (85), Nederlands waterpolospeler

### 28 januari
- Melis Bloemsma (72), Nederlands politicus
- Gerti Nooter (67), Nederlands antropoloog

### 29 januari
- Coupé Cloué (72), Haïtiaans zanger
- Rob Mulders (30), Nederlands wielrenner

### 30 januari
- Samuel Eilenberg (84), Pools-Amerikaans wiskundige
- Luise Walker (87), Oostenrijks gitariste en componiste

## Februari

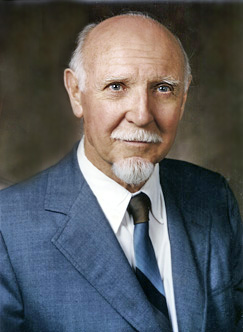
Raymond B. Cattell
2 februari

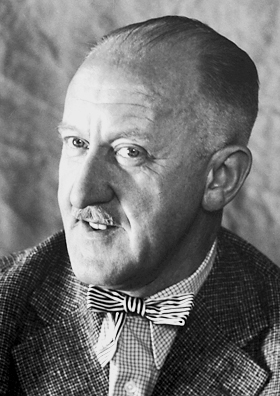
Halldór Laxness
8 februari

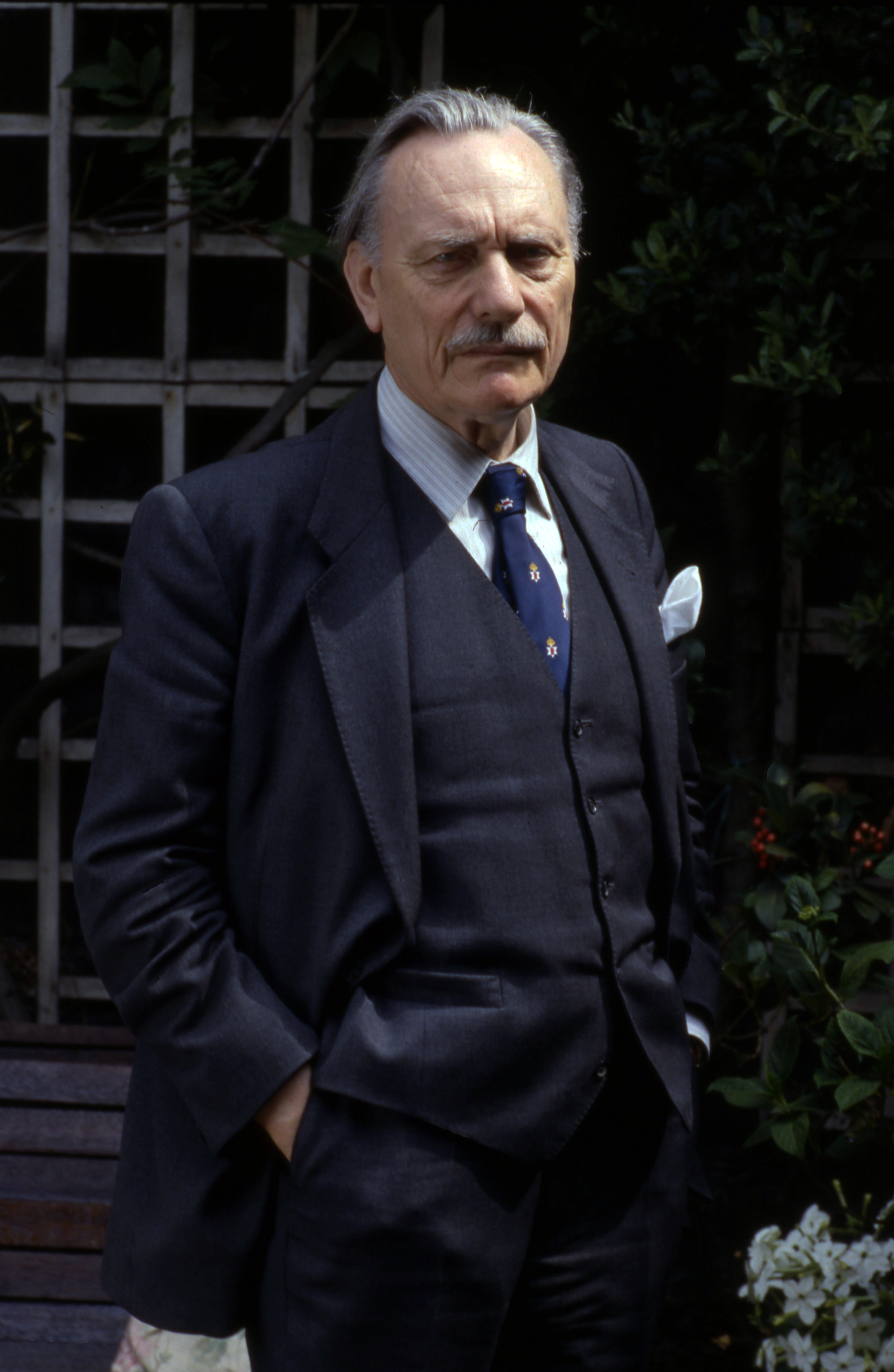
Enoch Powell
8 februari

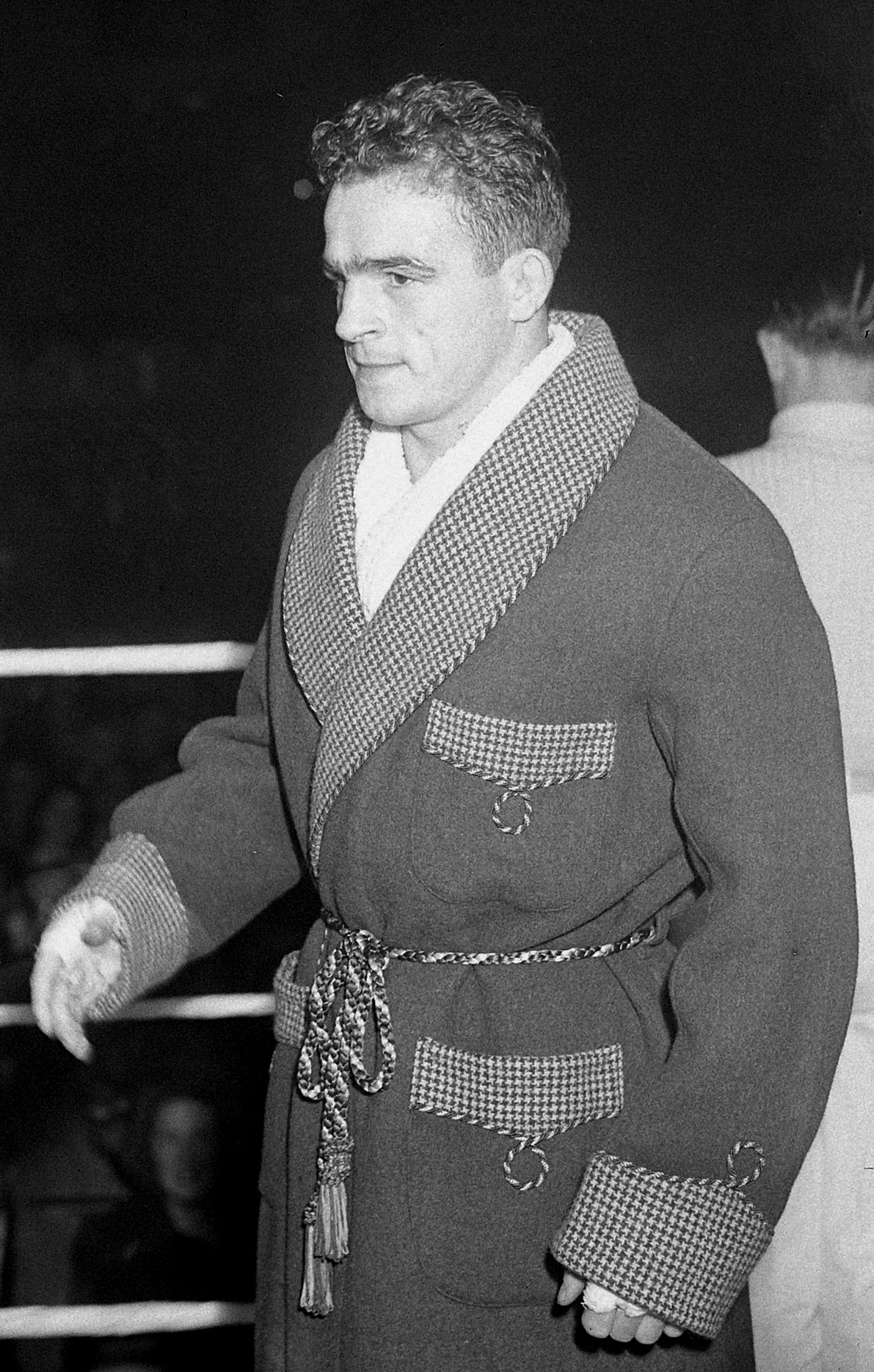
Cyriel Delannoit
9 februari

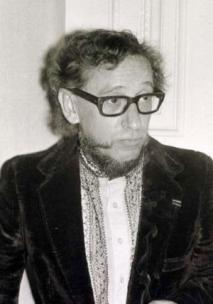
Pol Mara
10 februari

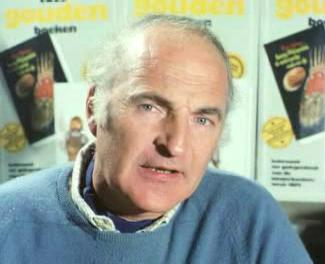
Jaap ter Haar
26 februari

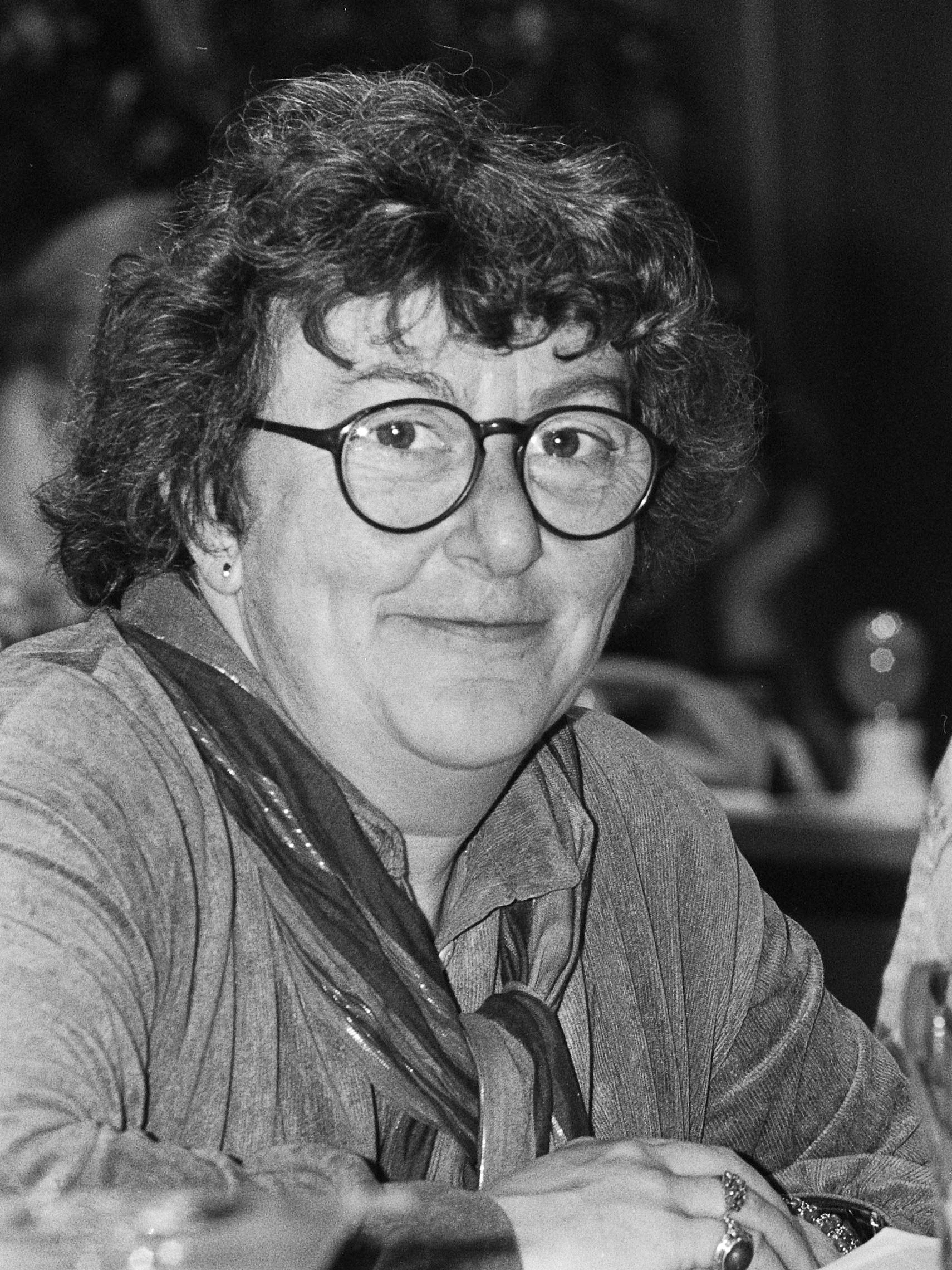
Annemarie Grewel
27 februari

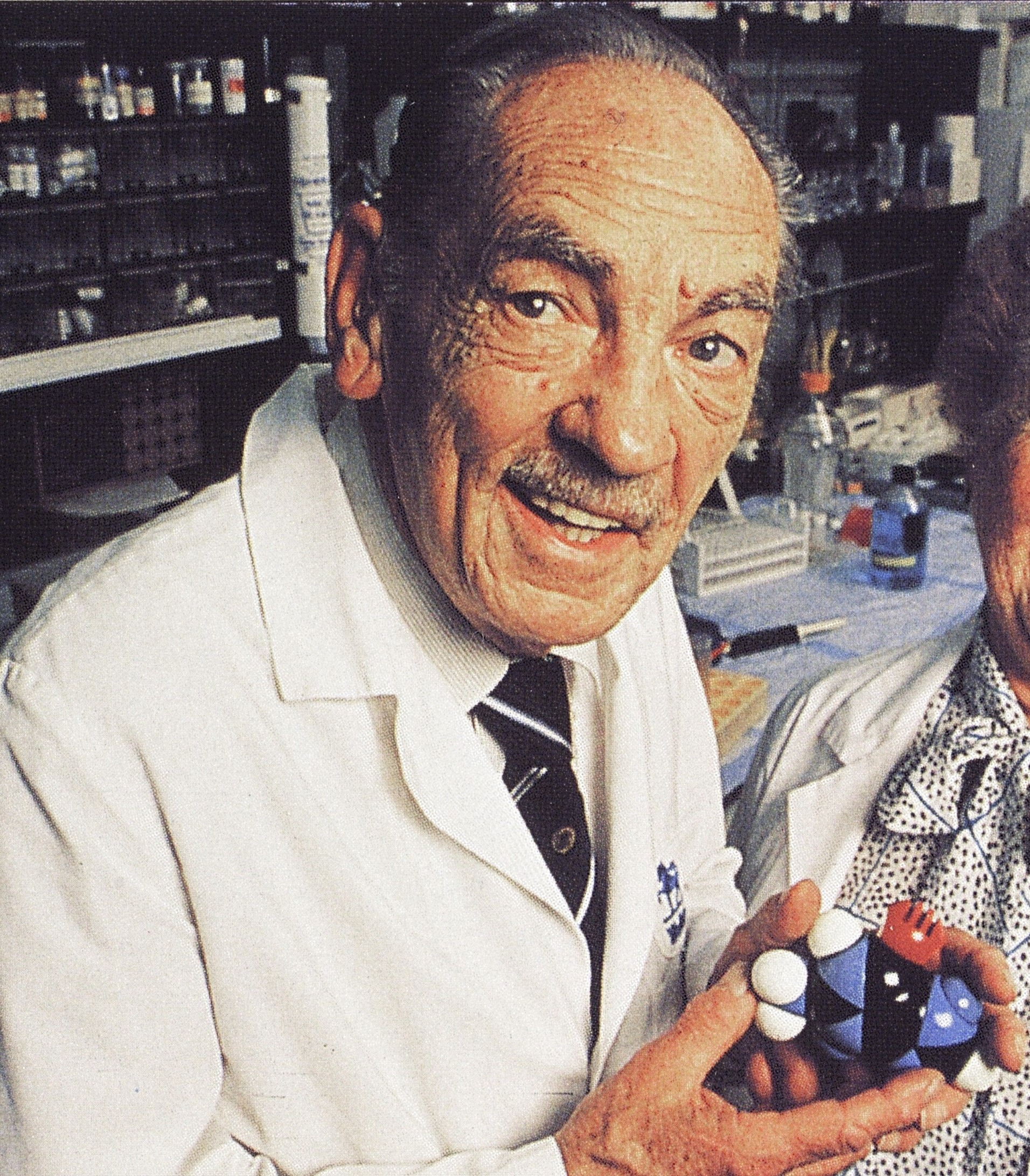
George H. Hitchings
27 februari

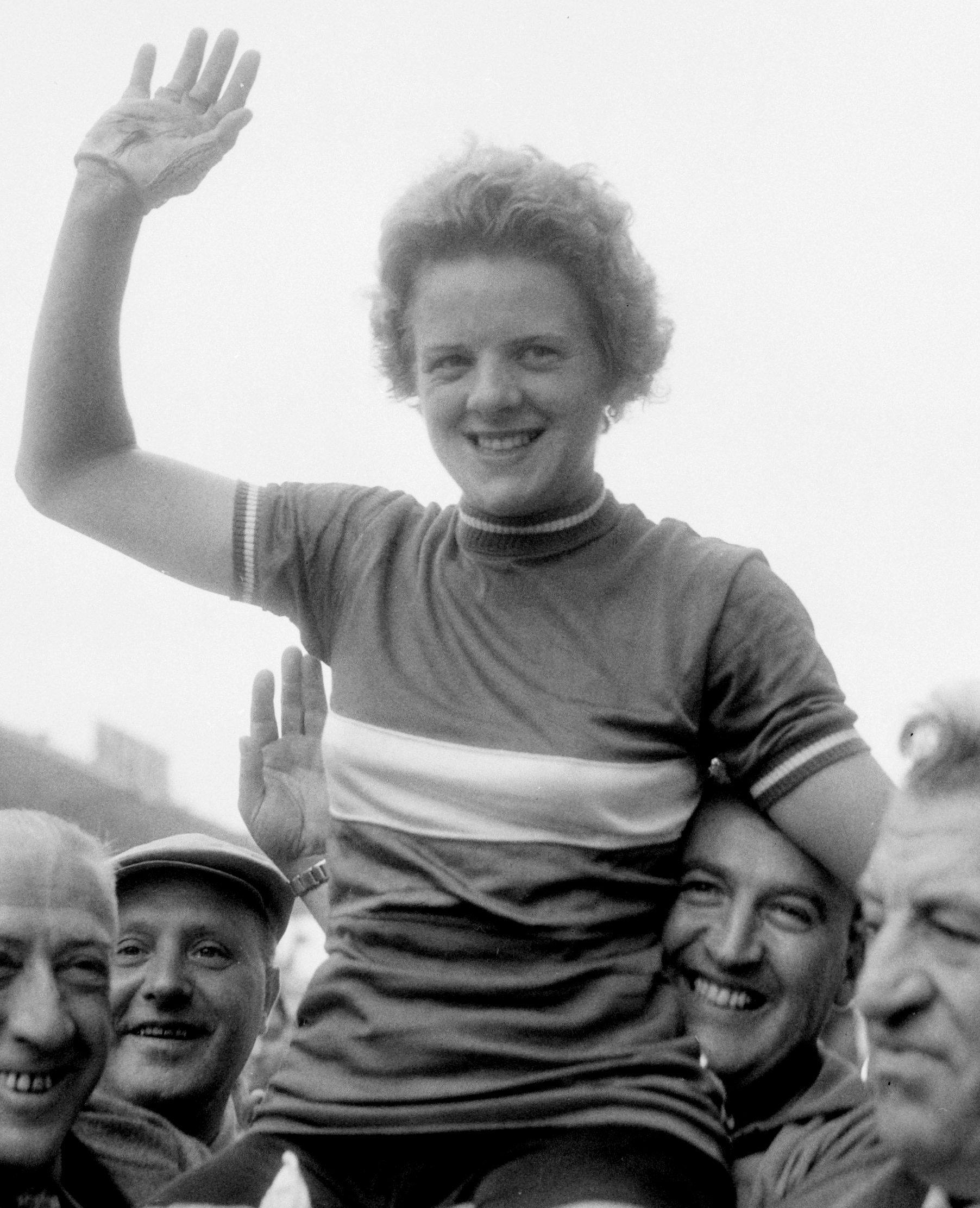
Elsy Jacobs
28 februari

| 1 | 2 | 3 | 4 | 5 | 6 | 7 | 8 | 9 | 10 | 11 | 12 | 13 | 14 | 15 | 16 | 17 | 18 | 19 | 20 | 21 | 22 | 23 | 24 | 25 | 26 | 27 | 28 |
| - | - | - | - | - | - | - | - | - | -- | -- | -- | -- | -- | -- | -- | -- | -- | -- | -- | -- | -- | -- | -- | -- | -- | -- | -- |

### 1 februari
- Gerardus Bernardus Michael van Erkel (91), Nederlands militair

### 2 februari
- Raymond Bernard Cattell (92), Brits psycholoog
- Manuel Delgado Villegas (55), Spaans moordenaar
- Roger L. Stevens (87), Amerikaans theaterproducent
- Haroun Tazieff (83), Frans-Belgisch vulkanoloog

### 3 februari
- Elt Drenth (48), Nederlands zwemmer[1]
- Fat Pat (27), Amerikaans rapper
- Karla Faye Tucker (38), Amerikaans misdadiger

### 4 februari
- Tonny Gielens (76), Nederlands verzetsstrijder
- Lulof Heetjans (81), Nederlands voetballer

### 5 februari
- Eduardo Francisco Pironio (77), Argentijns kardinaal
- Joe Stubbs (55), Amerikaans blueszanger

### 6 februari
- Falco (40), Oostenrijkse zanger
- Ferenc Sidó (74), Hongaars tafeltennisser
- Toshiaki Tanaka (62), Japans tafeltennisser
- Carl Wilson (51), gitarist en zanger van The Beach Boys

### 8 februari
- Halldór Laxness (95), IJslands schrijver en Nobelprijswinnaar
- Enoch Powell (85), Brits politicus
- Joseph Van Beeck (86), Belgisch voetballer

### 9 februari
- Cyriel Delannoit (71), Belgisch bokser

### 10 februari
- Sjef Poort (41), Nederlands stemacteur en muzikant
- Pol Mara (77), Belgisch kunstenaar
- Erich Mückenberger (87), Oost-Duits politicus

### 12 februari
- Bert Mayer (67), Oostenrijks componist

### 13 februari
- Ladislav Štípek (72), Tsjecho-Slowaaks tafeltennisser

### 14 februari
- Bob Boon (72), Belgisch radio- en televisiepresentator
- Gien de Kock (89), Nederlands atlete

### 15 februari
- Hendrik Bos (78), Nederlands burgemeester
- Louie Spicolli (27), Amerikaans professioneel worstelaar
- François-Xavier van der Straten-Waillet (88), Belgisch politicus

### 16 februari
- Martha Gellhorn (89), Amerikaans schrijver en journaliste

### 17 februari
- Hilaire Couvreur (73), Belgisch wielrenner
- Albert Dingemans Wierts (71), Nederlands burgemeester
- Marie-Louise von Franz (83), Zwitsers psycholoog
- Ernst Jünger (102), Duits schrijver, filosoof en essayist
- Luctor Ponse (83), Nederlands componist
- Albert Wass (90), Hongaars schrijver en dichter

### 18 februari
- Antonio Escuriet (88), Spaans wielrenner
- Bob McIntyre (93), Schots voetballer
- Scott O'Hara (36), Amerikaans pornoacteur

### 19 februari
- Mancur Olson (66), Amerikaans econoom

### 20 februari
- Jacobus Anker (84), Nederlands burgemeester

### 21 februari
- Eugeen Jacobs (79), Belgisch wielrenner

### 22 februari
- Pietro Pacciani (73), Italiaans seriemoordenaar

### 23 februari
- Sean A. Moore (33), Amerikaans schrijver
- Hans Rytterkvist (71), Zweeds componist

### 24 februari
- Jozef Vantorre (66), Belgisch schrijver

### 25 februari
- Frans Bonduel (90), Belgisch wielrenner
- Umberto Mastroianni (87), Italiaans beeldhouwer

### 26 februari
- Russ Congdon (73), Amerikaans autocoureur
- Jaap ter Haar (75), Nederlands schrijver
- Theodore Schultz (95), Amerikaans econoom

### 27 februari
- Annemarie Grewel (62), Nederlands politica
- George H. Hitchings (92), Amerikaans arts
- Gerald Lascelles (73), lid van het Huis Windsor
- J.T. Walsh (54), Amerikaans acteur

### 28 februari
- Elsy Jacobs (64), Luxemburgs wielrenner
- Marie Kettnerová (86), Tsjecho-Slowaaks tafeltennisspeelster
- Dermot Morgan (45), Iers acteur en komiek

## Maart

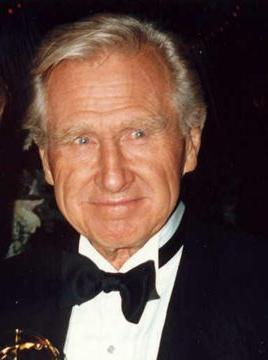
Lloyd Bridges
10 maart

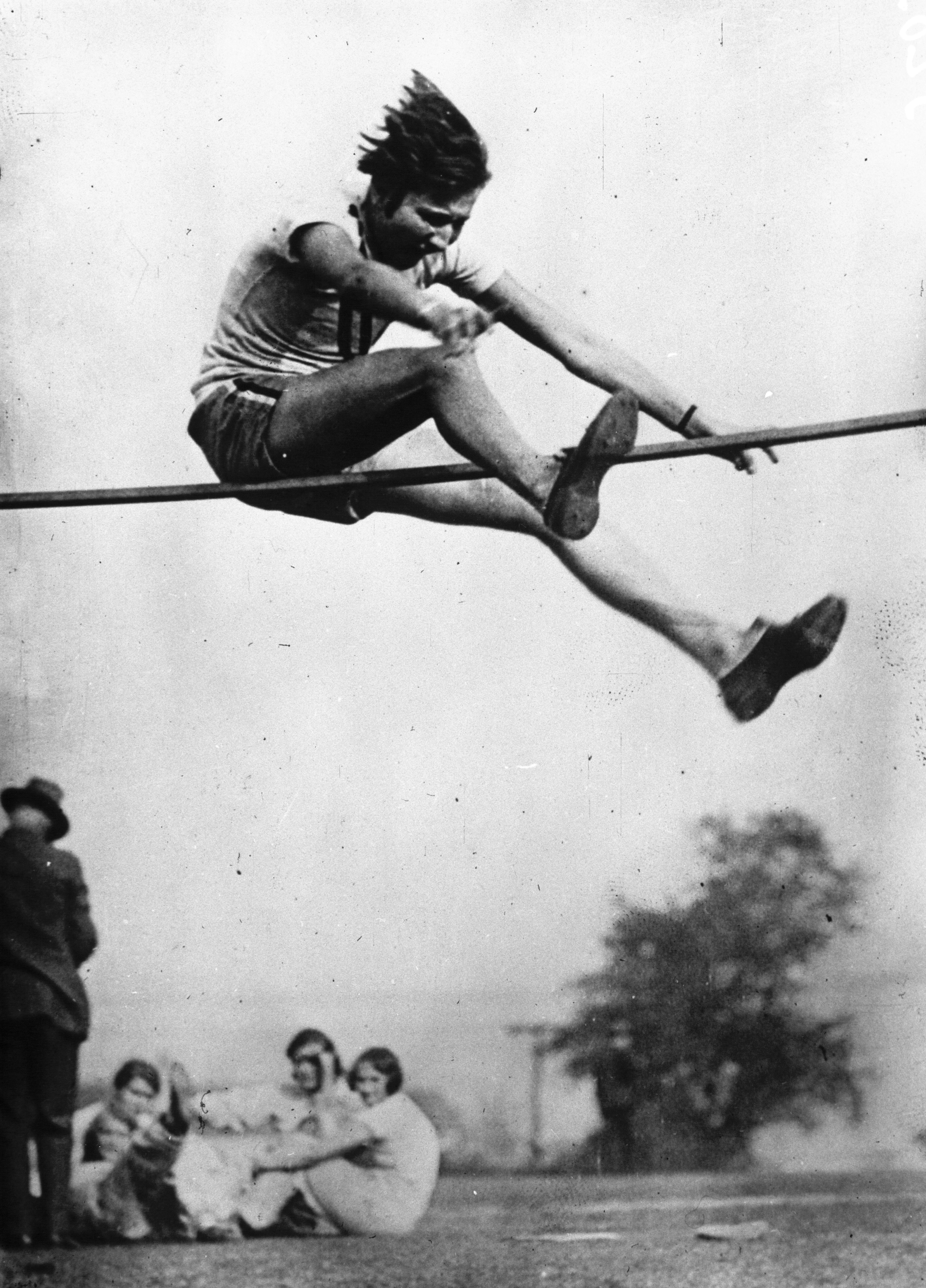
Jean Shiley
11 maart

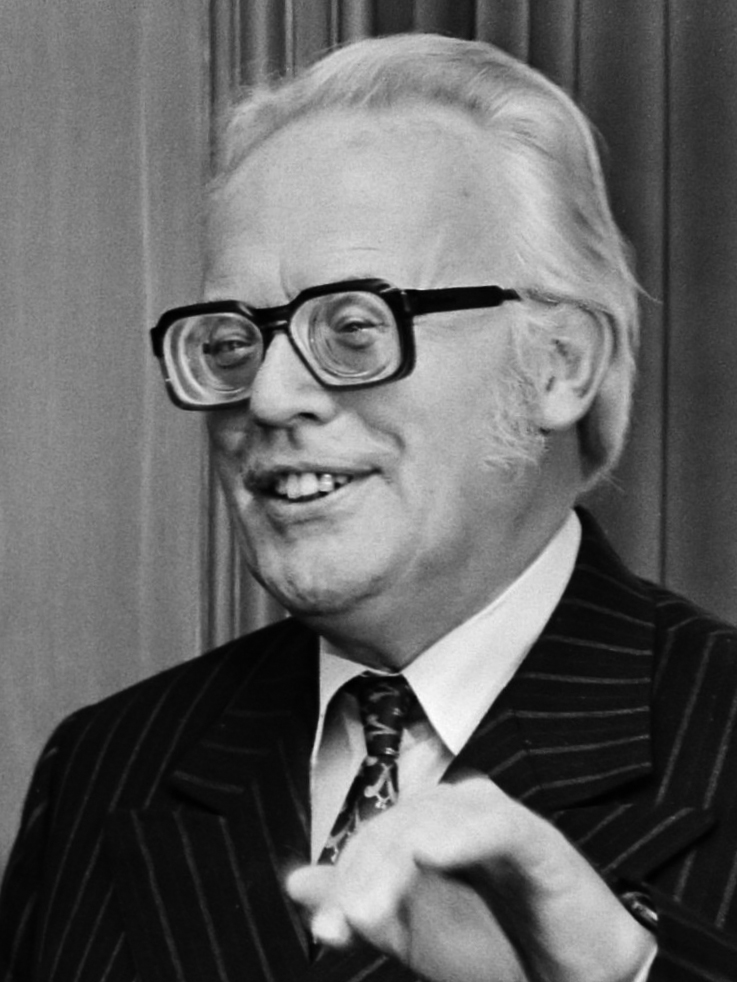
Koos Verdam
11 maart

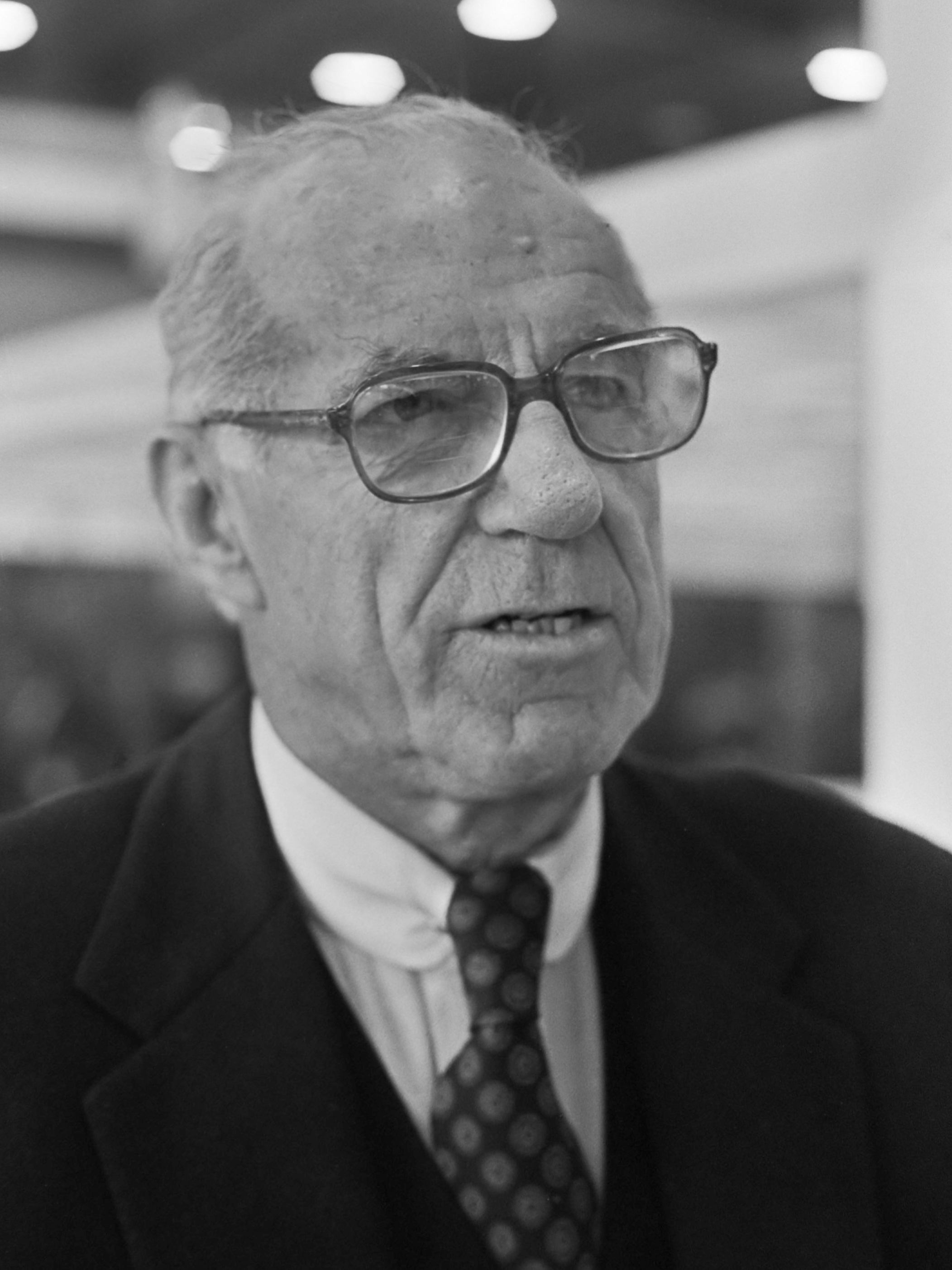
Benjamin Spock
15 maart

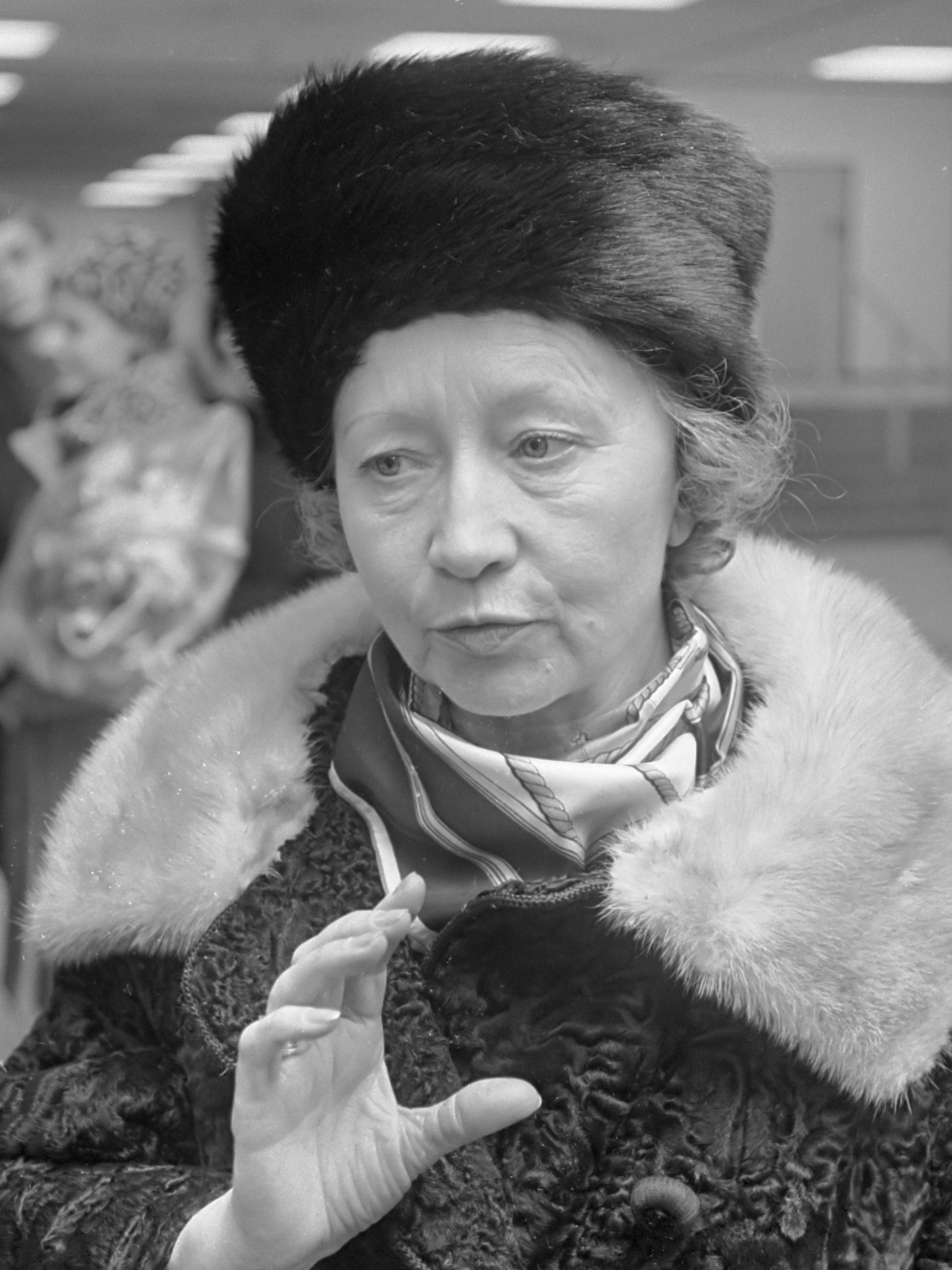
Galina Oelanova
21 maart

| 1 | 2 | 3 | 4 | 5 | 6 | 7 | 8 | 9 | 10 | 11 | 12 | 13 | 14 | 15 | 16 | 17 | 18 | 19 | 20 | 21 | 22 | 23 | 24 | 25 | 26 | 27 | 28 | 29 | 30 | 31 |
| - | - | - | - | - | - | - | - | - | -- | -- | -- | -- | -- | -- | -- | -- | -- | -- | -- | -- | -- | -- | -- | -- | -- | -- | -- | -- | -- | -- |

### 1 maart
- Aat van Noort (89), Nederlands atlete
- Maurice Raichenbach (82), Pools-Frans dammer

### 2 maart
- Lucien Bodard (84), Frans schrijver en journalist
- Adrie de Kam (80), Nederlands burgemeester

### 7 maart
- Jack Perkins (76), Amerikaans acteur en stuntman

### 8 maart
- André Baudson (70), Belgisch politicus
- Matthijs Boissevain (81), Nederlands-Amerikaans ingenieur

### 10 maart
- Ilse Bing (97), Duits fotograaf
- Lloyd Bridges (85), Amerikaans acteur

### 11 maart
- Roger Delizée (63), Belgisch burgemeester
- Jean Shiley (86), Amerikaans atlete
- Koos Verdam (83), Nederlands politicus

### 12 maart
- Elly den Haan-Groen (79), Nederlands politicus
- Eugène Quanjel (100), Nederlands kunstenaar
- Beatrice Wood (105), Amerikaanse kunstenares

### 13 maart
- Ernst Jan Beeuwkes (66), Nederlands couturier
- Jan Coenraad Kamerbeek (91), Nederlands classicus
- Bill Reid (78), Canadees kunstenaar

### 14 maart
- Cyriel Everaet (98), Belgisch burgemeester
- Abd ar-Rahman al-Iriani (89), president van de Jemenitische Arabische Republiek
- Willem Sizoo (69), Nederlands burgemeester

### 15 maart
- Gennadi Jevrjoezjchin (54), Sovjet-voetballer
- Benjamin Spock (94), Amerikaans pedagoog, arts en roeier

### 16 maart
- Derek Barton (79), Brits scheikundige

### 17 maart
- Cliff Barker (77), Amerikaans basketballer

### 19 maart
- Driekus Barendregt (68), Nederlands politicus
- Klaus Havenstein (75), Duits acteur en cabaretier
- Israel Samuel Herschberg (70), Nederlands informaticus
- Catherine Sauvage (68), Frans zangeres en actrice

### 21 maart
- Galina Oelanova (88), Sovjet-Russisch ballerina

### 22 maart
- Fjodor Ivanovitsj Kozjevnikov (94), Sovjet-Russisch rechtsgeleerde en diplomaat
- Shoichi Nishimura (85), Japans voetballer

### 23 maart
- Max Douwes (74), Nederlands radiomaker en televisieregisseur

### 24 maart
- A.J.M. Derksen (63), Nederlands burgemeester
- António Ribeiro (69), Portugees bisschop

### 27 maart
- Ferry Porsche (88), Duits autofabrikant
- Jan Van Winghe (84), Belgisch politicus

### 29 maart
- Joanna Geldof (71), Belgisch actrice

### 30 maart
- Michèle Arnaud (79), Frans zangeres

### 31 maart
- Wim Beltman (81), Nederlands voetbalscheidsrechter en -bestuurder
- Tim Flock (73), Amerikaans autocoureur

## April

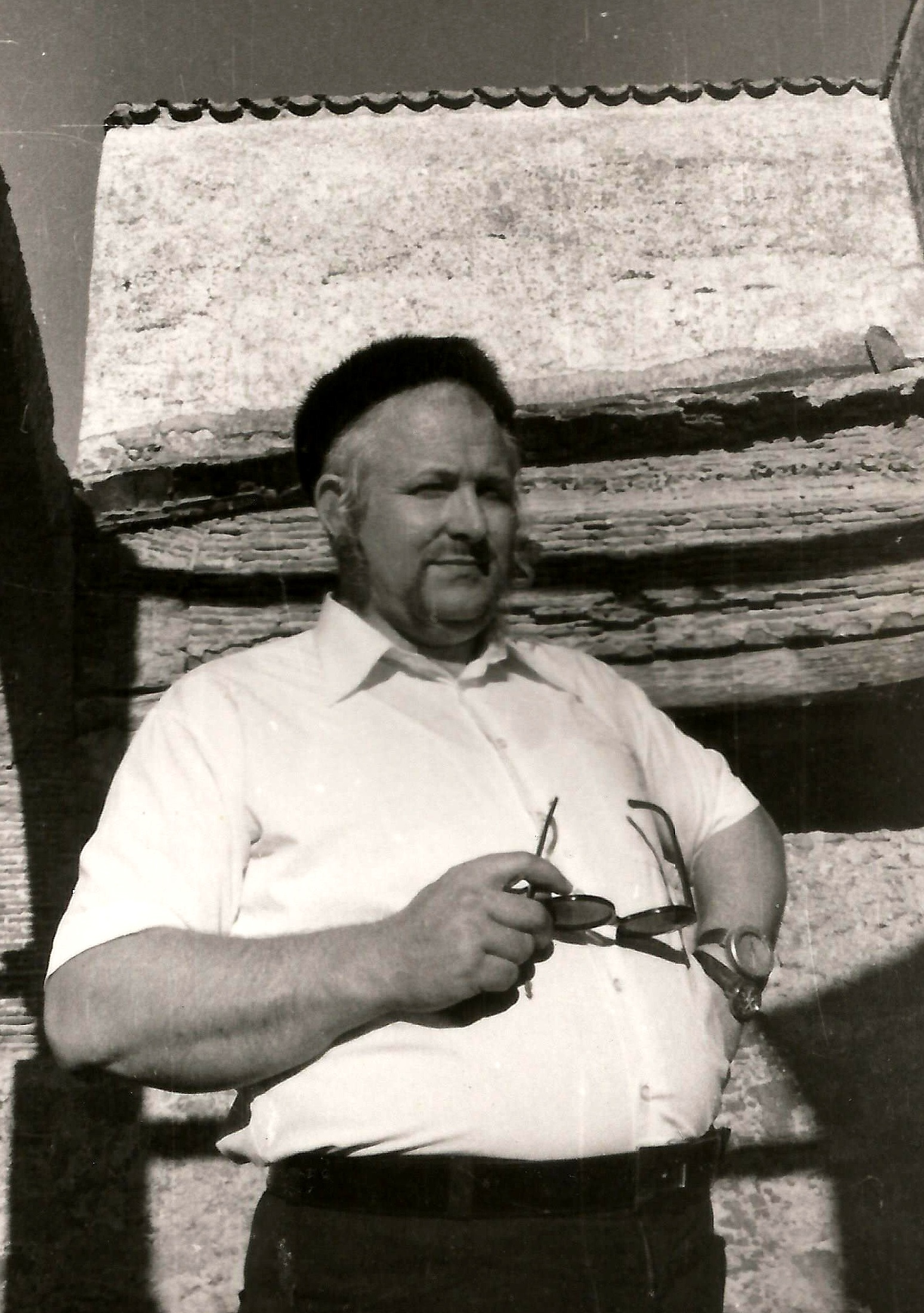
Wolf Vostell
3 april

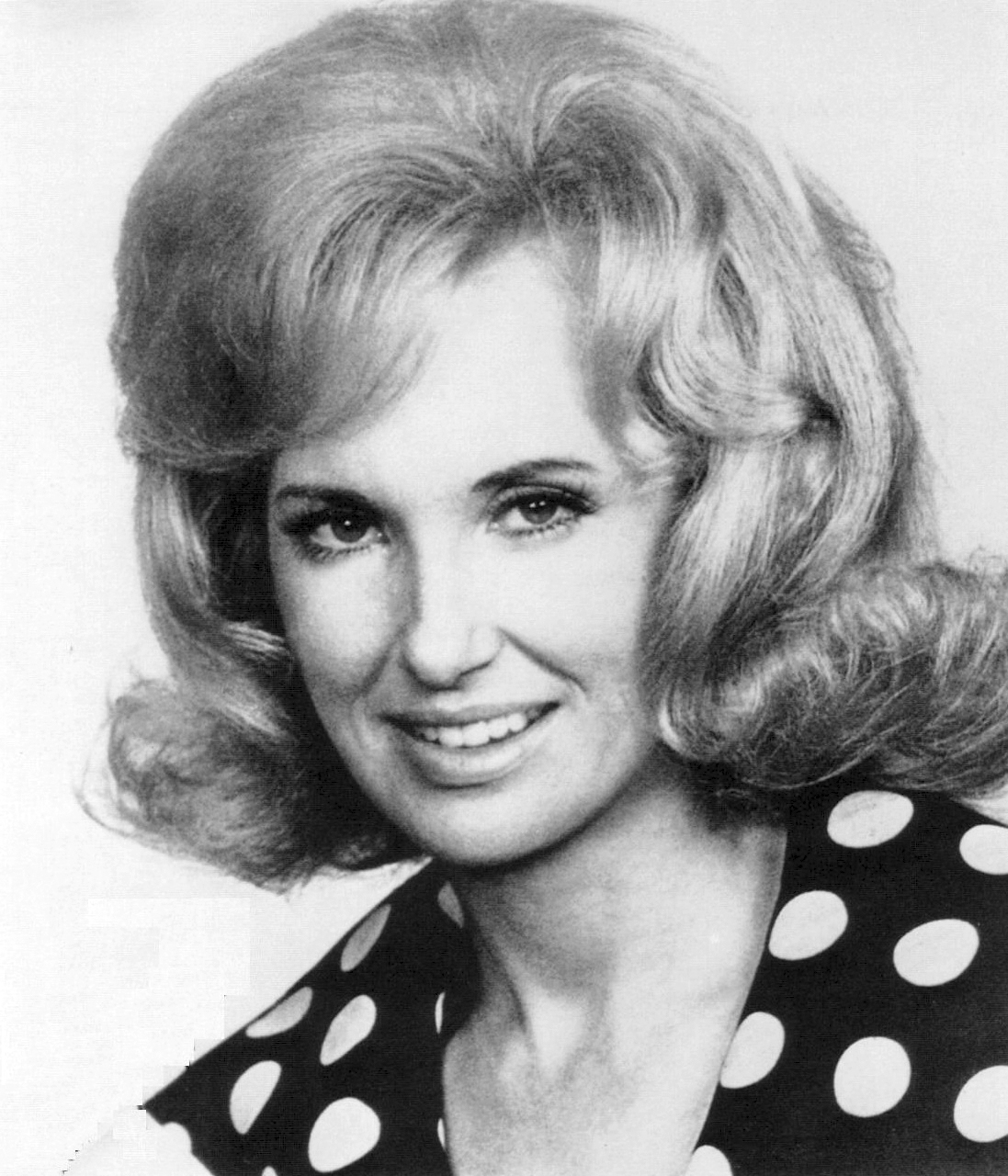
Tammy Wynette
6 april

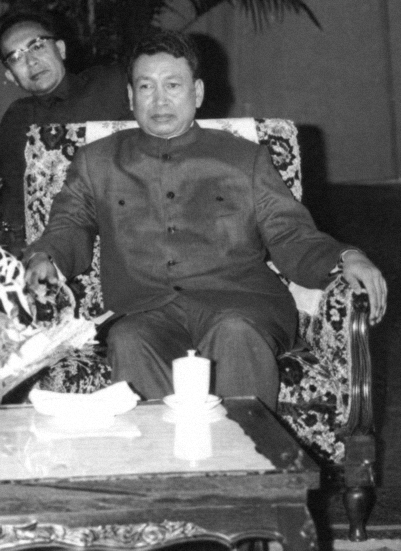
Pol Pot
15 april

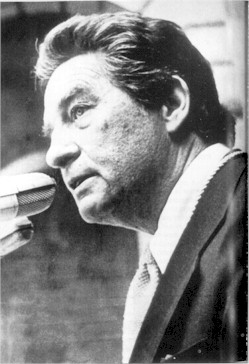
Octavio Paz
19 april

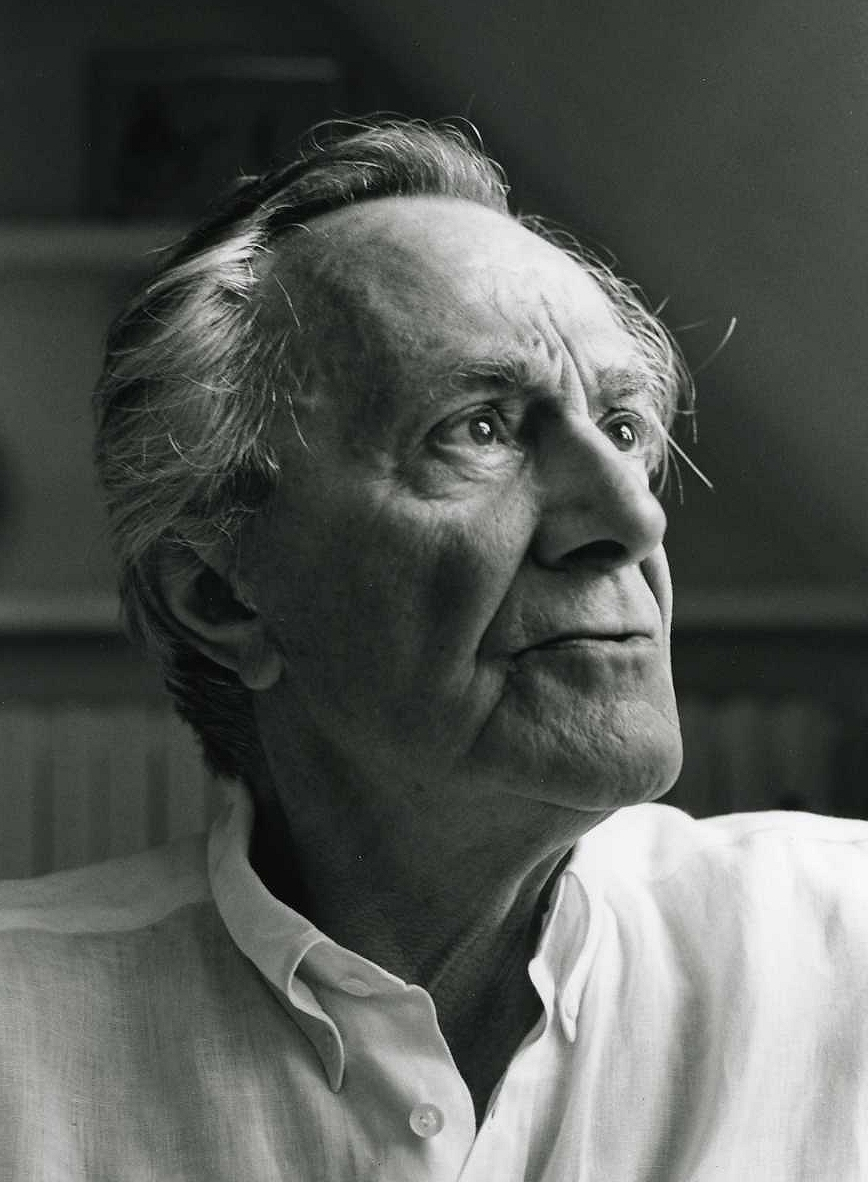
Jean-François Lyotard
21 april

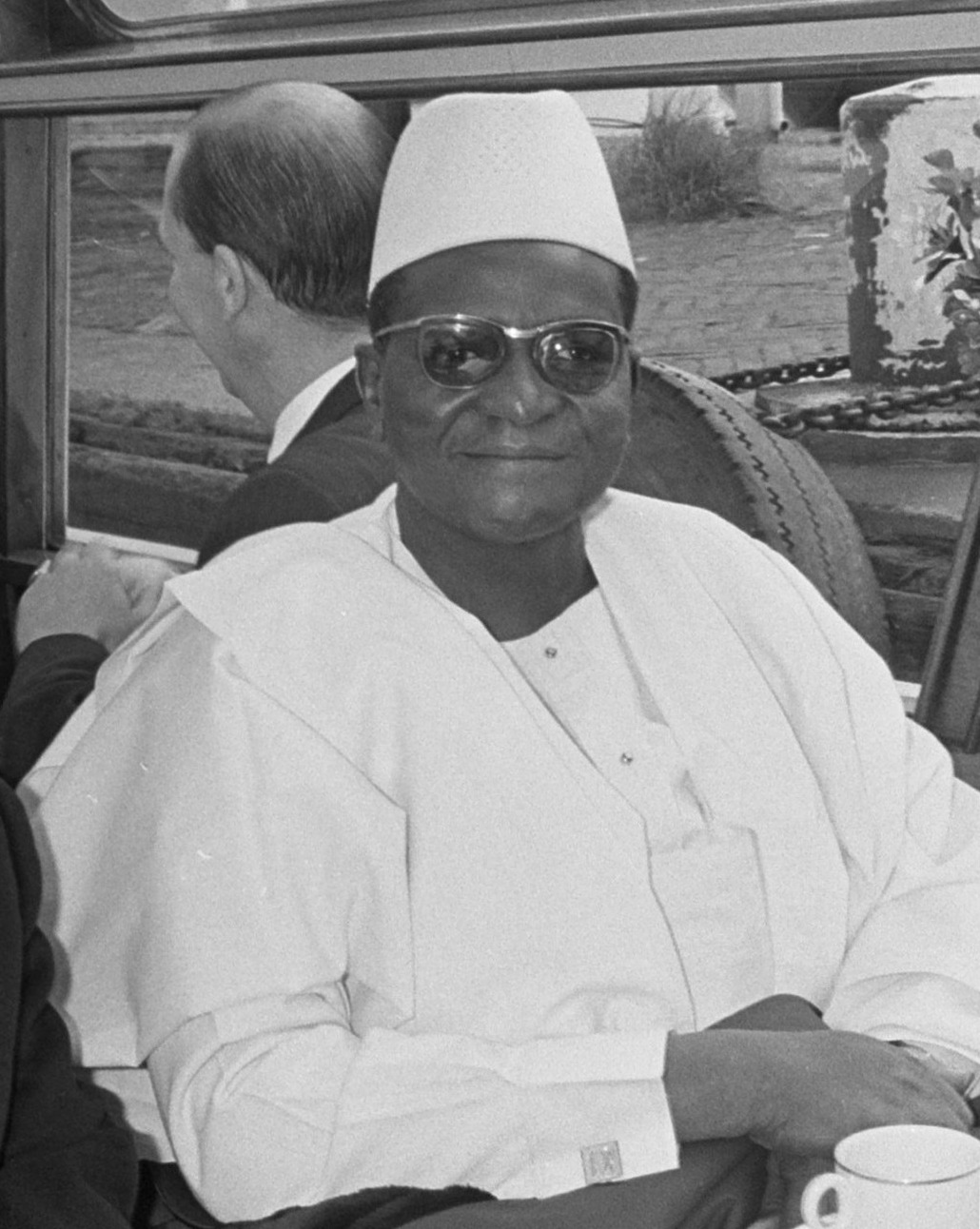
Hamani Diori
23 april

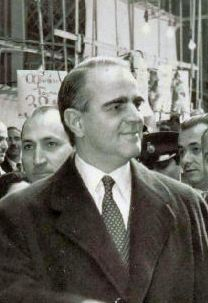
Konstantinos Karamanlis
23 april

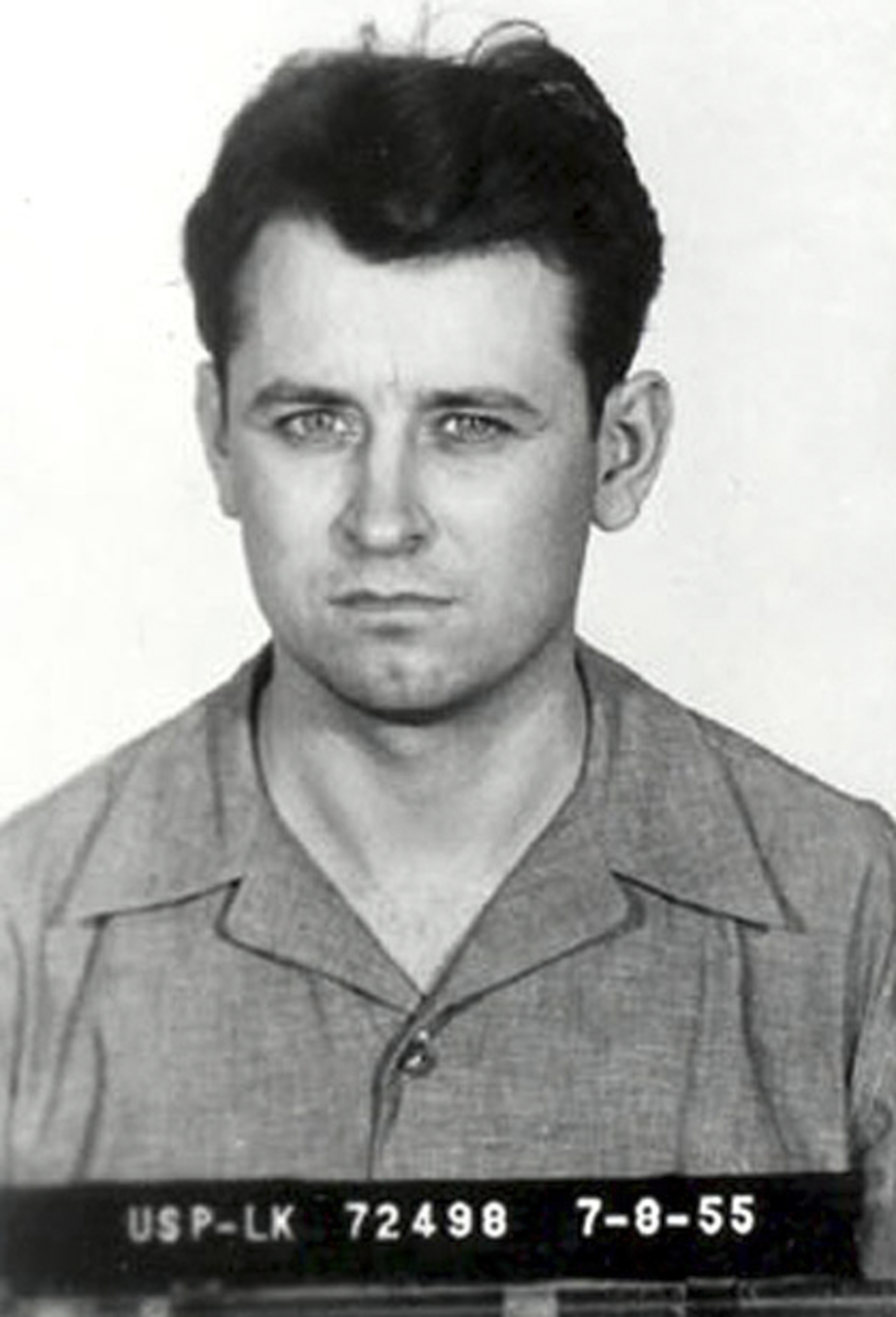
James Earl Ray
23 april

| 1 | 2 | 3 | 4 | 5 | 6 | 7 | 8 | 9 | 10 | 11 | 12 | 13 | 14 | 15 | 16 | 17 | 18 | 19 | 20 | 21 | 22 | 23 | 24 | 25 | 26 | 27 | 28 | 29 | 30 |
| - | - | - | - | - | - | - | - | - | -- | -- | -- | -- | -- | -- | -- | -- | -- | -- | -- | -- | -- | -- | -- | -- | -- | -- | -- | -- | -- |

### 1 april
- Edmund Löffler (97), Duits componist

### 2 april
- Rob Pilatus (32), Duits artiest
- Gerrit Jan van Ingen Schenau (54), Nederlands bewegingswetenschapper

### 3 april
- Wolf Vostell (65), Duitse kunstschilder en beeldhouwer

### 4 april
- Pierre Lantier (87), Frans componist

### 5 april
- Cozy Powell (50), Brits hardrockdrummer
- Hans van Zijl (57), Nederlands nieuwslezer

### 6 april
- Ed Ablowich (84), Amerikaans atleet
- Rudy Dhaenens (36), Belgisch wielrenner
- Tammy Wynette (55), Amerikaans countryzangeres

### 7 april
- Pit Bakker (77), Nederlands politicus en bestuurder
- Jos De Saeger (86), Belgisch politicus

### 8 april
- Manuel van Loggem (82), Nederlands psycholoog
- Emiel Van Hamme (97), Belgisch politicus
- José Pérez Vilaplana (68), Spaans componist

### 9 april
- Émile Guillaume (71), Belgisch politicus

### 10 april
- Dieter Erler (58), Oost-Duits voetballer

### 11 april
- Francis Durbridge (85), Brits schrijver

### 13 april
- Albert De Jonghe (89), Belgisch historicus
- Patrick de Gayardon (38), Frans skydiver

### 14 april
- Gerard Vandenberghe (83), Belgisch politicus

### 15 april
- Albert De Jonghe (90), Belgisch historicus
- Pol Pot (73), Cambodjaans politicus en revolutionair

### 16 april
- Kurt Asche (88), Duits militair
- Marcel Coucke (77), Belgisch politicus
- Fred Davis (84), Brits snookerspeler
- Marie-Louise Meilleur (117), Canadees oudste mens ter wereld
- Henk Mulder (70), Nederlands burgemeester
- Willem Westbroek (79), Nederlands graficus en kunstschilder

### 17 april
- Alberto Bovone (76), Italiaans kardinaal
- Gerrit Jansen (84), Nederlands waterpolocoach
- Linda McCartney (56), Amerikaans popfotografe en muzikante
- Harry McGurk (62), Brits psycholoog

### 18 april
- Mathieu Max (77), Belgisch componist en dirigent

### 19 april
- Armand Jammot (76), Frans televisieproducent
- Octavio Paz (84), Mexicaans schrijver, dichter en diplomaat

### 20 april
- Robert Van Trimpont (80), Belgisch politicus

### 21 april
- Egill Jacobsen (87), Deens kunstenaar
- Jean-François Lyotard (73), Frans filosoof

### 22 april
- Edward Brongersma (86), Nederlands politicus en rechtsgeleerde
- Régine Pernoud (88), Frans historicus
- Roger Petit (86), Belgisch voetballer

### 23 april
- Konstantinos Karamanlis (91), president van Griekenland
- James Earl Ray (70), Amerikaans crimineel
- Dirk van der Wel (80), Nederlands jurist

### 24 april
- Jaap Cramer (99), Nederlands verzetsstrijder, politicus en journalist
- Mel Powell (75), Amerikaans componist en jazzmusicus
- Paul Schwiebbe (70), Nederlands politicus

### 25 april
- Christian Mortensen (115), Deens-Amerikaans oudste man ter wereld

### 26 april
- Juan José Gerardi Conedera (75), Guatemalteeks bisschop

### 27 april
- Frans Alexander (89), Belgisch wielrenner
- Carlos Castaneda (72), Amerikaans schrijver
- Anne Desclos (91), Frans journaliste en schrijfster

### 28 april
- Louis Zimmerman (85), Nederlands politicus en econoom

### 30 april
- Jopie Selbach (79), Nederlands zwemster

## Mei

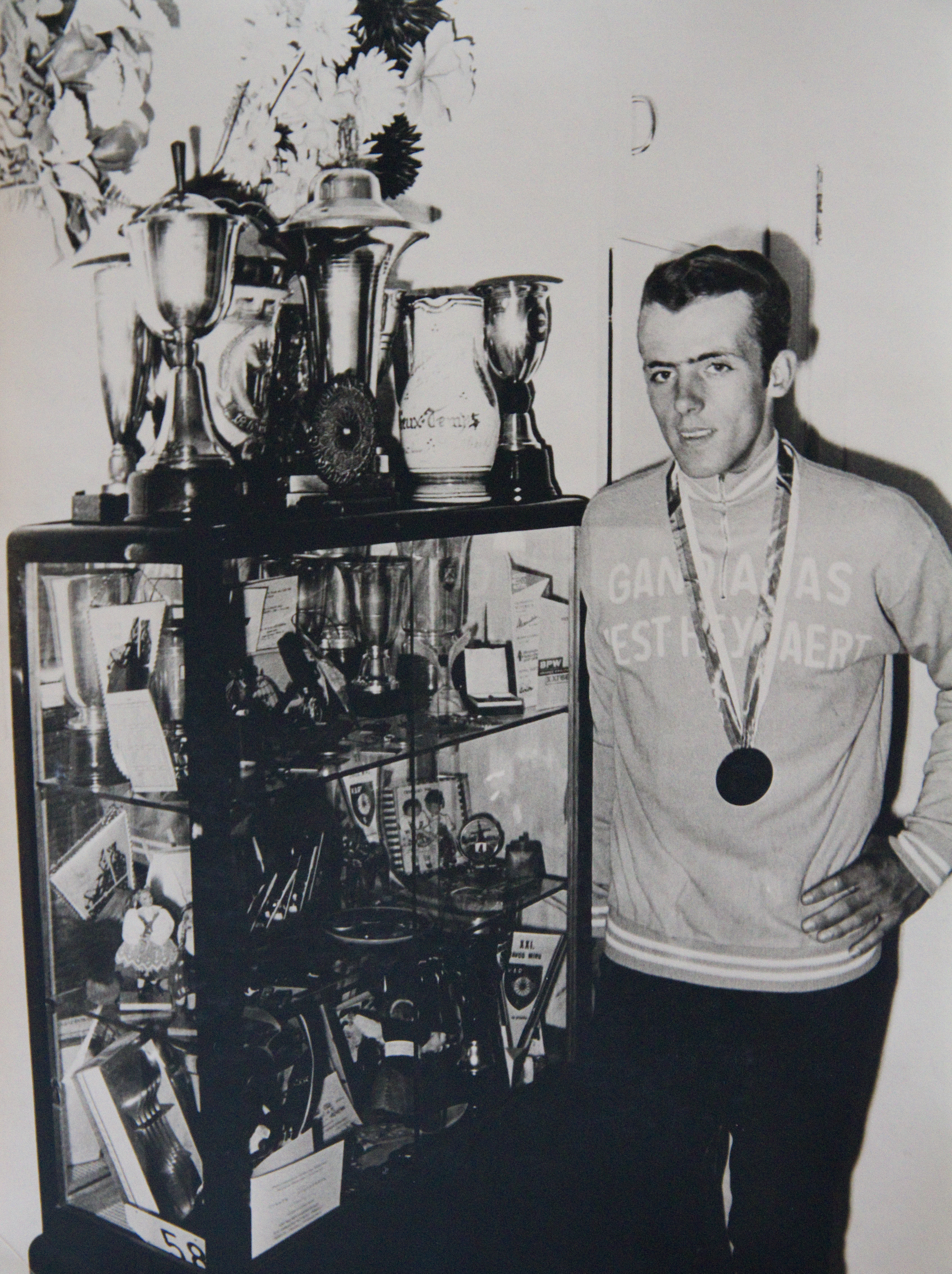
Joseph Schoeters
1 mei

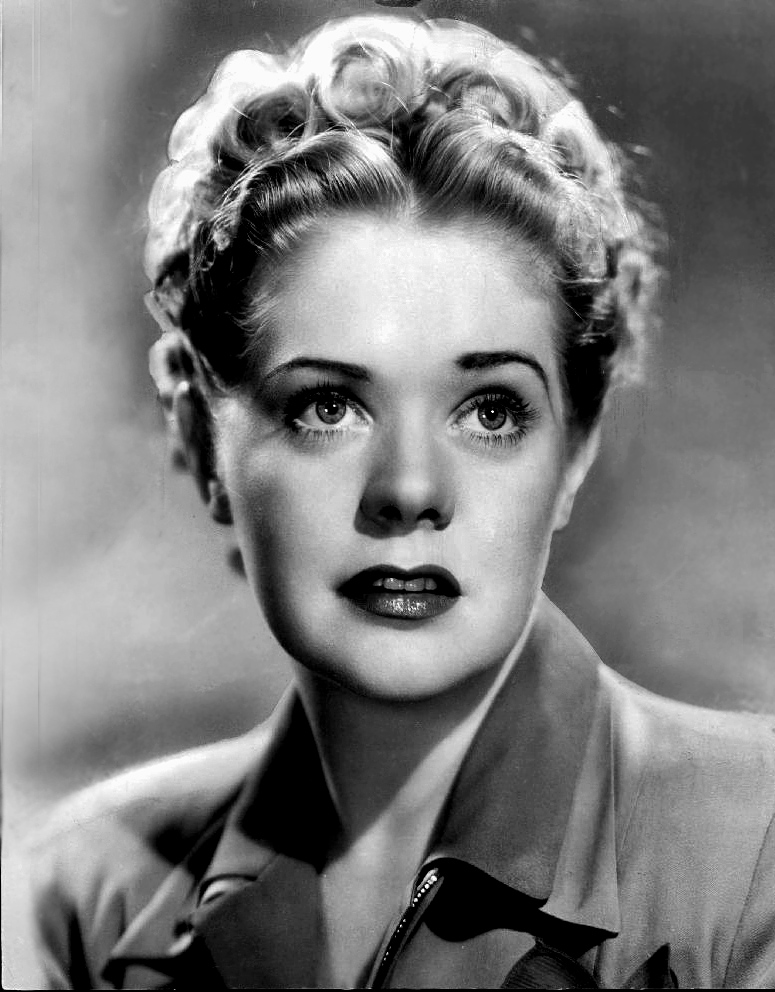
Alice Faye
9 mei

Willy Corsari
11 mei

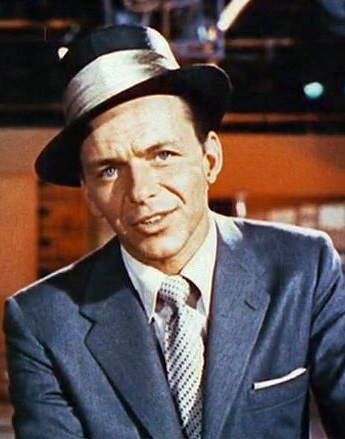
Frank Sinatra
14 mei

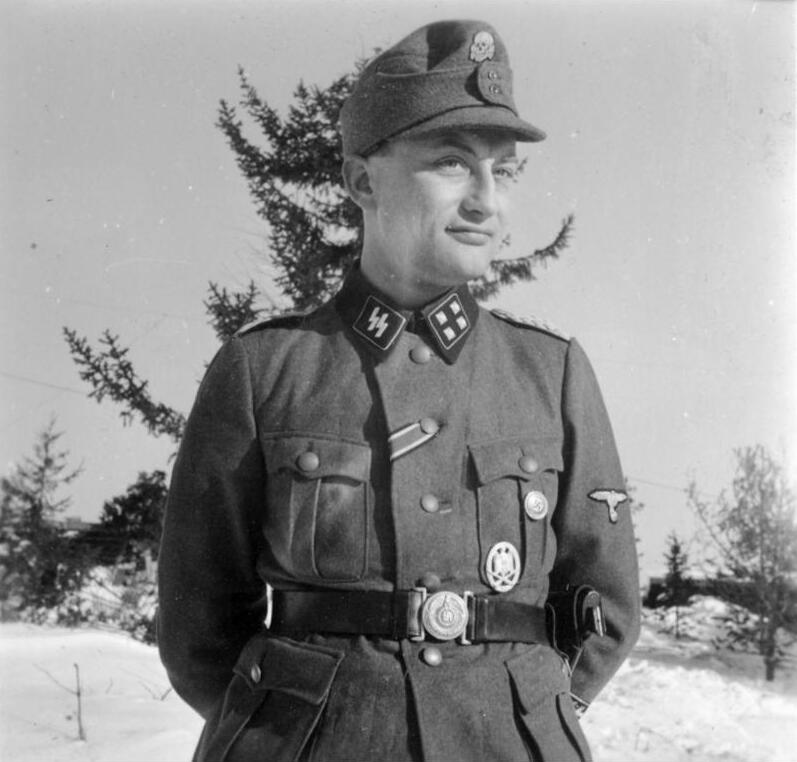
Günther d'Alquen
15 mei

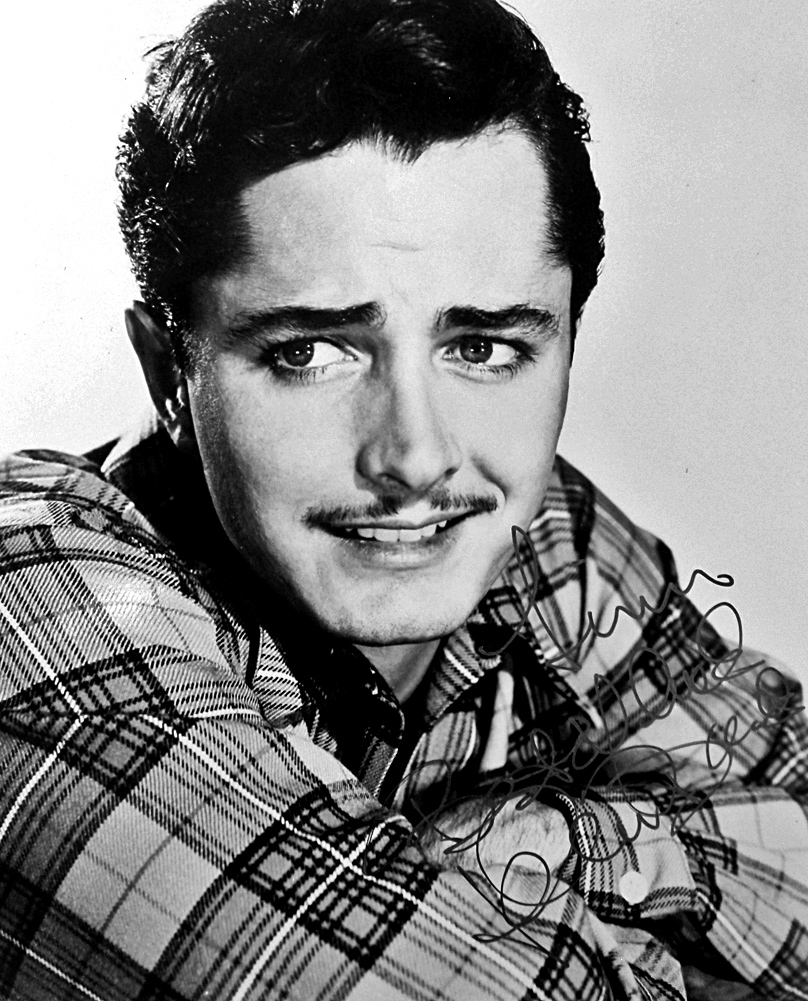
John Derek
22 mei

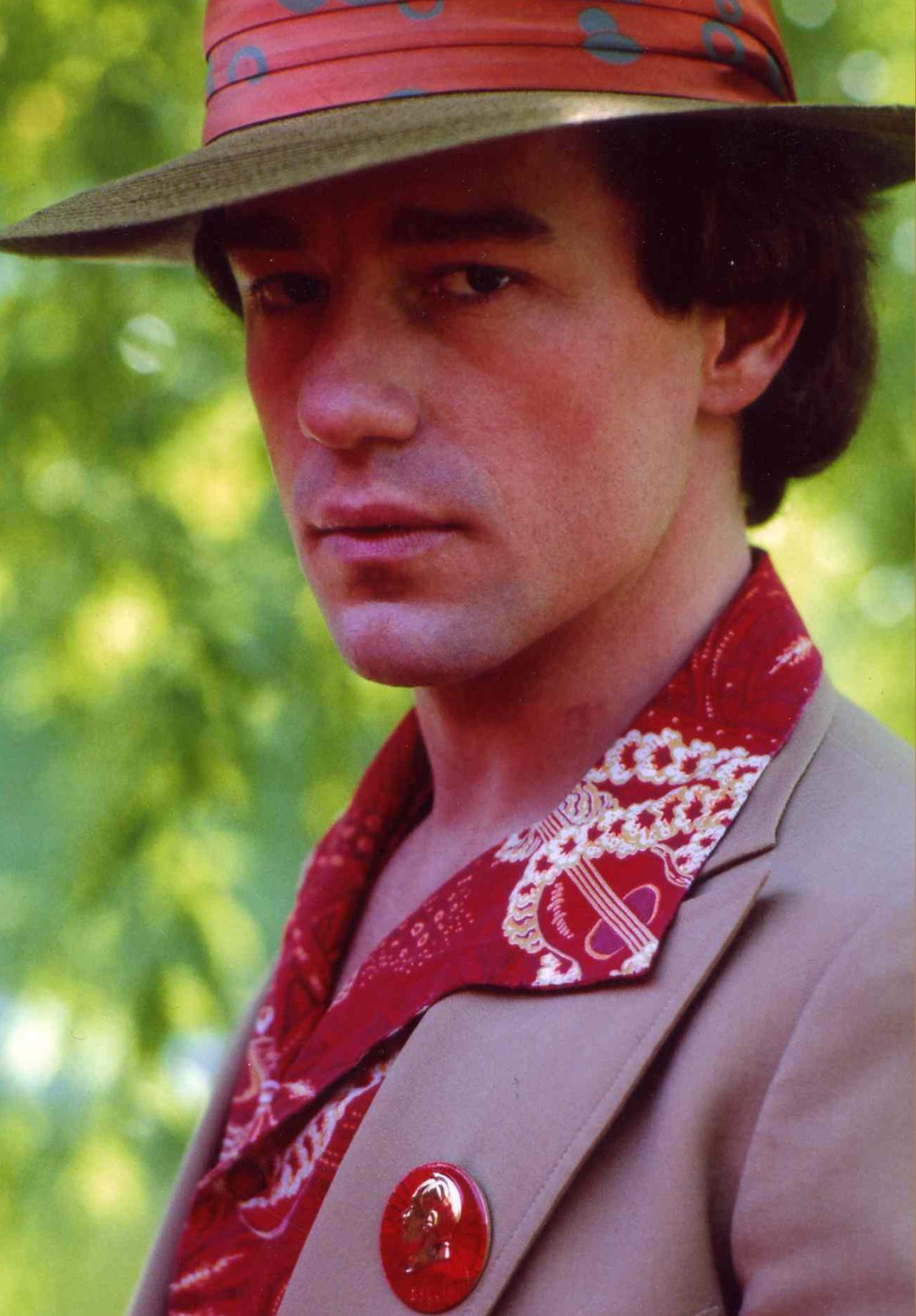
Phil Hartman
28 mei

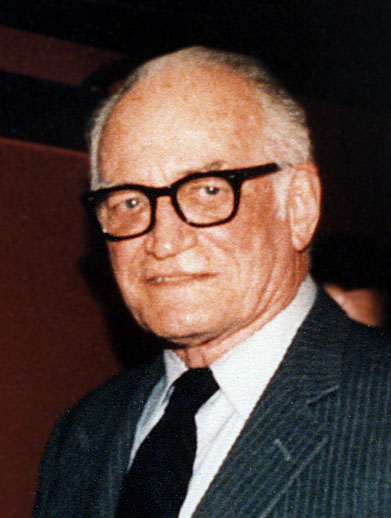
Barry Goldwater
29 mei

| 1 | 2 | 3 | 4 | 5 | 6 | 7 | 8 | 9 | 10 | 11 | 12 | 13 | 14 | 15 | 16 | 17 | 18 | 19 | 20 | 21 | 22 | 23 | 24 | 25 | 26 | 27 | 28 | 29 | 30 | 31 |
| - | - | - | - | - | - | - | - | - | -- | -- | -- | -- | -- | -- | -- | -- | -- | -- | -- | -- | -- | -- | -- | -- | -- | -- | -- | -- | -- | -- |

### 1 mei
- Joseph Schoeters (50), Belgisch wielrenner

### 2 mei
- Justin Fashanu (37), Engels voetballer
- hide (33), Japans gitarist

### 3 mei
- Clifford P. Lillya (88), Amerikaans componist

### 4 mei
- Alois Estermann (43), lid Zwitserse Garde
- Wierd Wijnia (73), Nederlands langeafstandsschaatser

### 5 mei
- Ton Bruynèl (64), Nederlands componist
- Piet Elfferich (88), Nederlands politicus
- Pieter Kooistra (75), Nederlands kunstenaar
- Hans Norbart (74), Nederlands burgemeester

### 7 mei
- Blue Lu Barker (84), Amerikaans zangeres
- Inès de Grady de la Neuville (97), lid Belgische adel
- Allan McLeod Cormack (74), Amerikaans natuurkundige

### 9 mei
- Bernard Dwork (74), Amerikaans wiskundige
- Alice Faye (83), Amerikaans actrice en zangeres
- Michaël Paquay (26), Belgisch motorcoureur

### 10 mei
- Theophile Blankers (84), Belgisch voetballer
- Lester Butler (38), Amerikaans bluesartiest
- Cesare Perdisa (65), Italiaans autocoureur
- Walter Rodekamp (57), Duits voetballer

### 11 mei
- Willy Corsari (100), Nederlands schrijfster
- Ernst Ising (98), Duits natuurkundige
- Hans van Zon (57), Nederlands seriemoordenaar

### 12 mei
- Gerard Markey (71), Belgisch politicus

### 14 mei
- Frank Sinatra (82), Amerikaans zanger en acteur
- Marjory Stoneman Douglas (108), Amerikaans schrijver en activiste

### 15 mei
- Günther d'Alquen (87), Duits nationaalsocialistisch journalist
- Richard Jaeger (85), Duits politicus

### 18 mei
- Maya Bouma (64), Nederlands actrice
- André van Gils (72), Nederlands burgemeester
- Frits Rijkens (109), oudste man in Nederland

### 21 mei
- Douglas Fowley (86), Amerikaans acteur[2]
- Jack Rounds (67), Amerikaans autocoureur

### 22 mei
- John Derek (71), Amerikaans acteur en regisseur

### 23 mei
- Jean Bartelous (84), Belgisch politicus

### 26 mei
- Marianne van der Heijden (75), Nederlands glazenier, graficus, mozaïekkunstenaar, schilder en textielkunstenaar

### 27 mei
- Jacqueline Rutgers (89), Nederlands politicus

### 28 mei
- Phil Hartman (50), Canadees-Amerikaans acteur, stemacteur en komiek
- Takekuni Hirayoshi (61), Japans componist
- Giovanni Valetti (84), Italiaans wielrenner

### 29 mei
- Barry Goldwater (89), Amerikaans politicus
- Jacob de Jongh (61), Nederlands burgemeester

### 30 mei
- Cor de Wit (77), Nederlands historicus

### 31 mei
- Charles Van Acker (86), Belgisch-Amerikaans autocoureur

## Juni

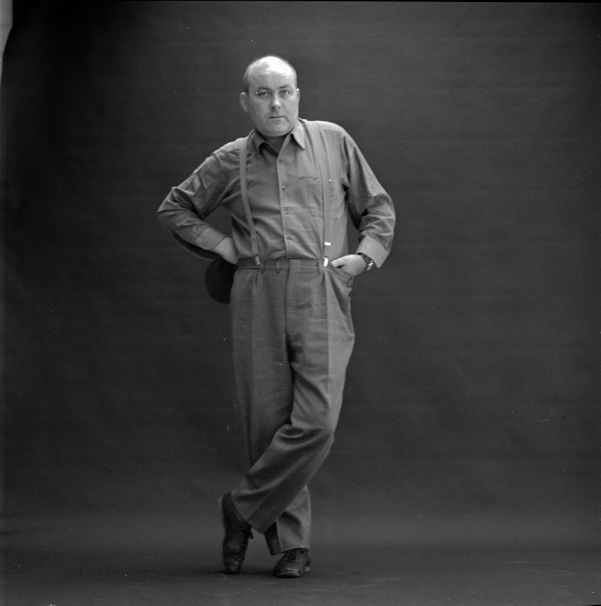
Dieter Roth
5 juni

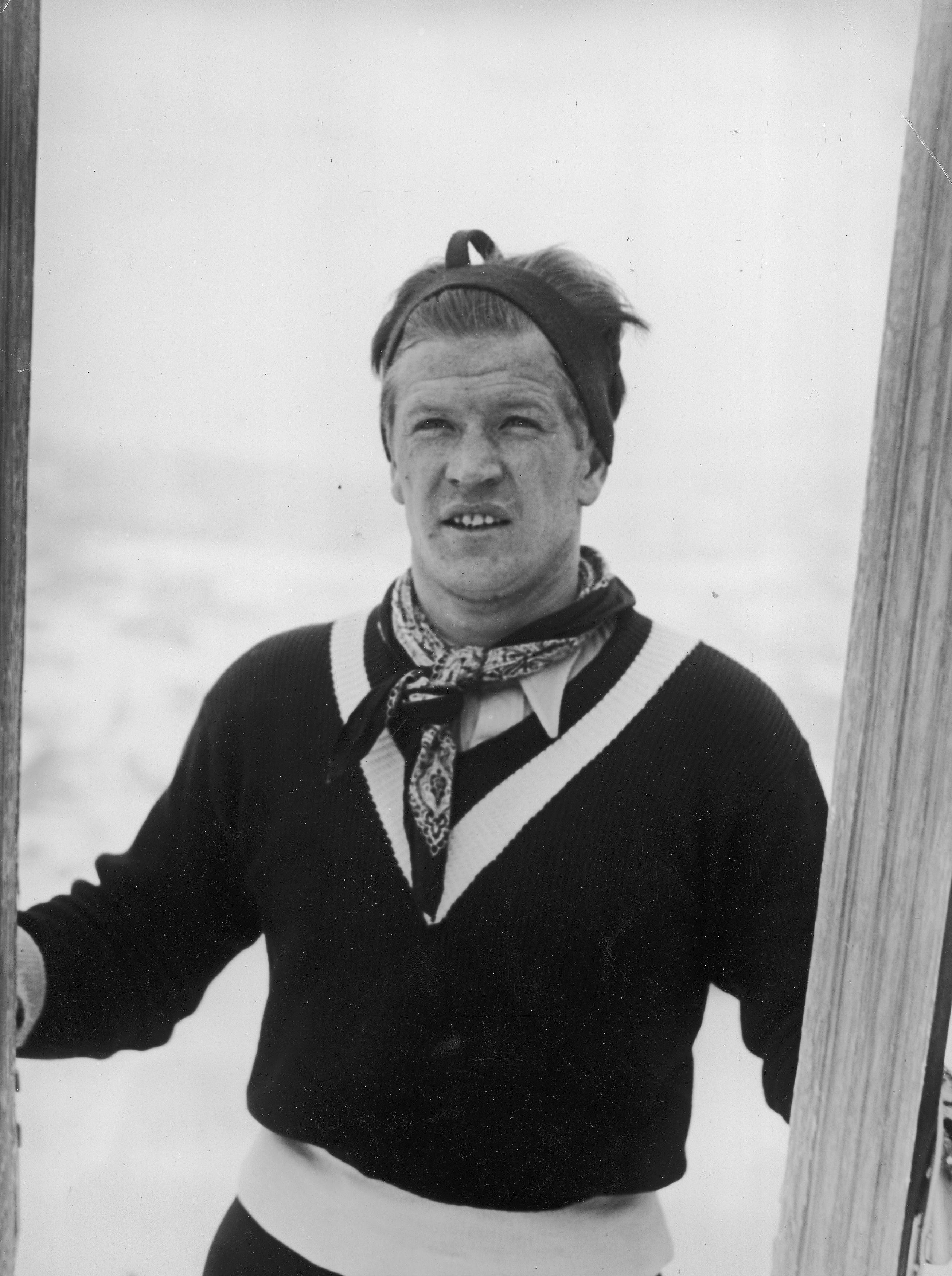
Birger Ruud
13 juni

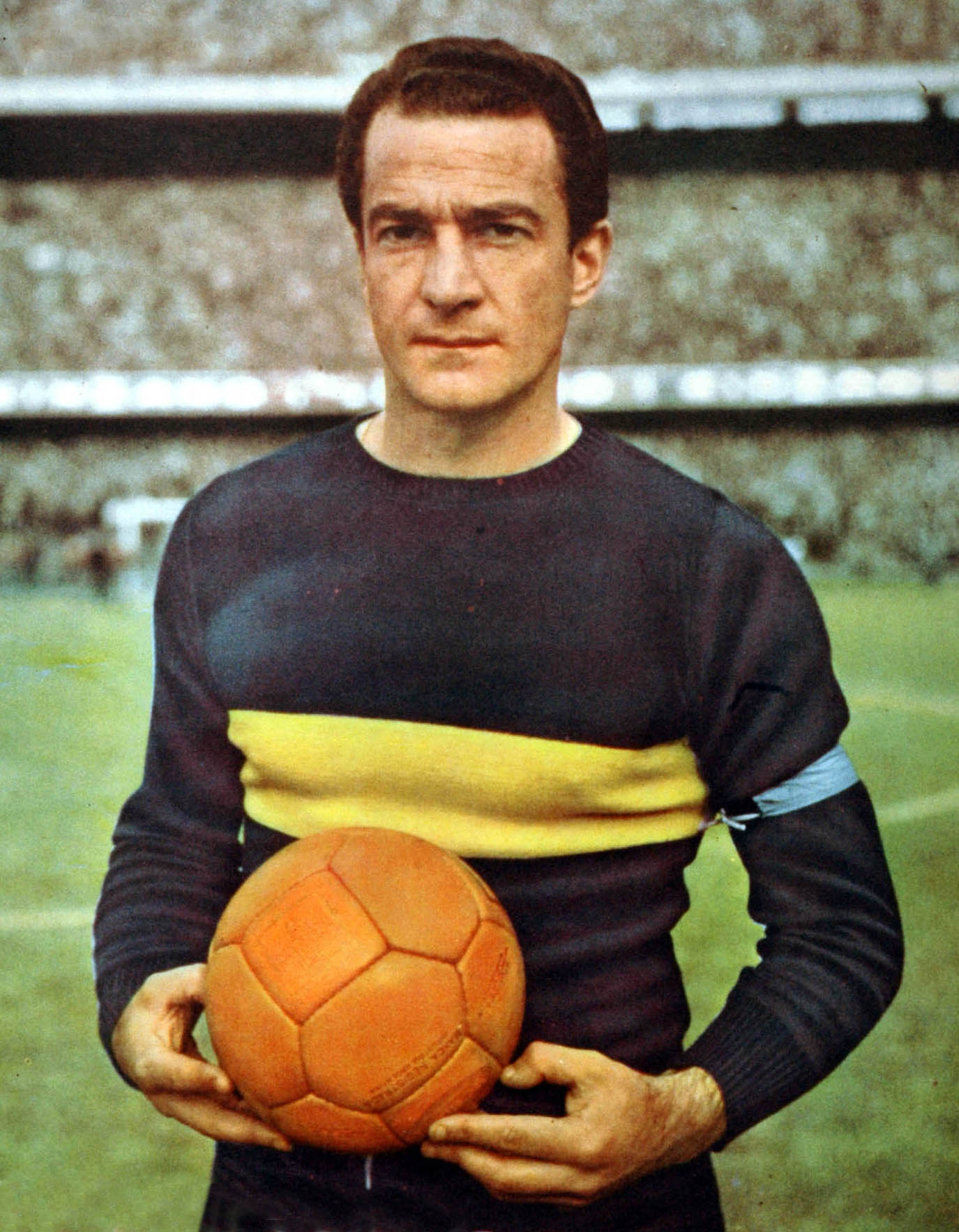
Ernesto Grillo
18 juni

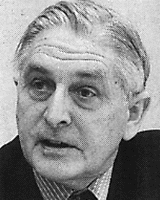
Ernst Brugger
20 juni

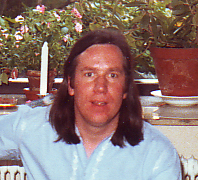
Alexander Smit
20 juni

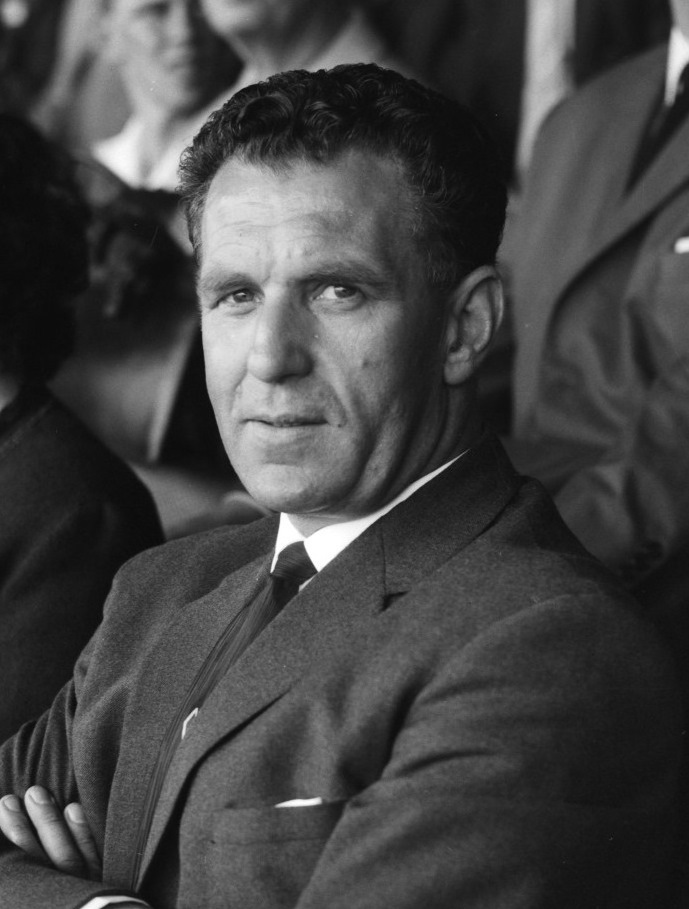
Jack Rowley
28 juni

| 1 | 2 | 3 | 4 | 5 | 6 | 7 | 8 | 9 | 10 | 11 | 12 | 13 | 14 | 15 | 16 | 17 | 18 | 19 | 20 | 21 | 22 | 23 | 24 | 25 | 26 | 27 | 28 | 29 | 30 |
| - | - | - | - | - | - | - | - | - | -- | -- | -- | -- | -- | -- | -- | -- | -- | -- | -- | -- | -- | -- | -- | -- | -- | -- | -- | -- | -- |

### 2 juni
- Sylvester Ritter (45), Amerikaans professioneel worstelaar

### 3 juni
- Ernest Henry (94), Australisch zwemmer

### 4 juni
- Fernand Delmotte (77), Belgisch politicus

### 5 juni
- Dieter Roth (68), Zwitsers dichter en beeldhouwer

### 6 juni
- Maria Reiche (95), Duits wiskundige en archeologe

### 7 juni
- Raymond Clercx (77), Belgisch politicus

### 8 juni
- Sani Abacha (55), president van Nigeria
- Larisa Joedina (52), Russisch journaliste
- Steven Mathijs Snouck Hurgronje (85), Nederlands burgemeester

### 9 juni
- Agostino Casaroli (83), Italiaans kardinaal

### 10 juni
- Bobby Bryant (64), Amerikaans jazzmusicus
- Marc Mahieu (63), Belgisch politicus

### 11 juni
- Catherine Cookson (91), Brits schrijfster
- Paul Ghysbrecht (71), Belgisch politicus

### 13 juni
- Lúcio Costa (96), Braziliaans architect
- Birger Ruud (86), Noors schansspringer
- Éric Tabarly (66), Frans zeiler

### 15 juni
- Anton van Wilderode (79), Belgisch dichter

### 16 juni
- Fred Wacker (79), Amerikaans autocoureur

### 17 juni
- Philip van der Ven (79), Nederlands rechter

### 18 juni
- Ernesto Grillo (68), Argentijns voetballer

### 20 juni
- Ernst Brugger (84), Zwitsers politicus
- Conrad Schumann (56), Oost-Duits militair en vluchteling
- Alexander Smit (49), Nederlands spiritueel leraar

### 21 juni
- Anastasio Ballestrero (84), Italiaans kardinaal
- Elio Morille (70), Italiaans roeier

### 22 juni
- Norberto Méndez (75), Argentijns voetballer

### 23 juni
- Maureen O'Sullivan (87), Amerikaans actrice
- Willem Jacob Verdenius (85), Nederlands classicus

### 25 juni
- Matoub Lounès (42), Algerijns zanger

### 26 juni
- Luciano Pezzi (77), Italiaans wielrenner

### 27 juni
- Nico Geelkerken (91), Nederlands politicus
- Alfred Kossmann (76), Nederlands schrijver

### 28 juni
- Jack Rowley (77), Brits voetballer en voetbalcoach

### 29 juni
- Walter Wittmer (83), Zwitsers entomoloog

## Juli

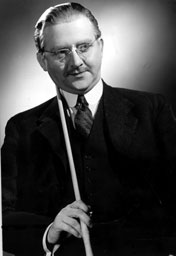
Stig Järrel
1 juli

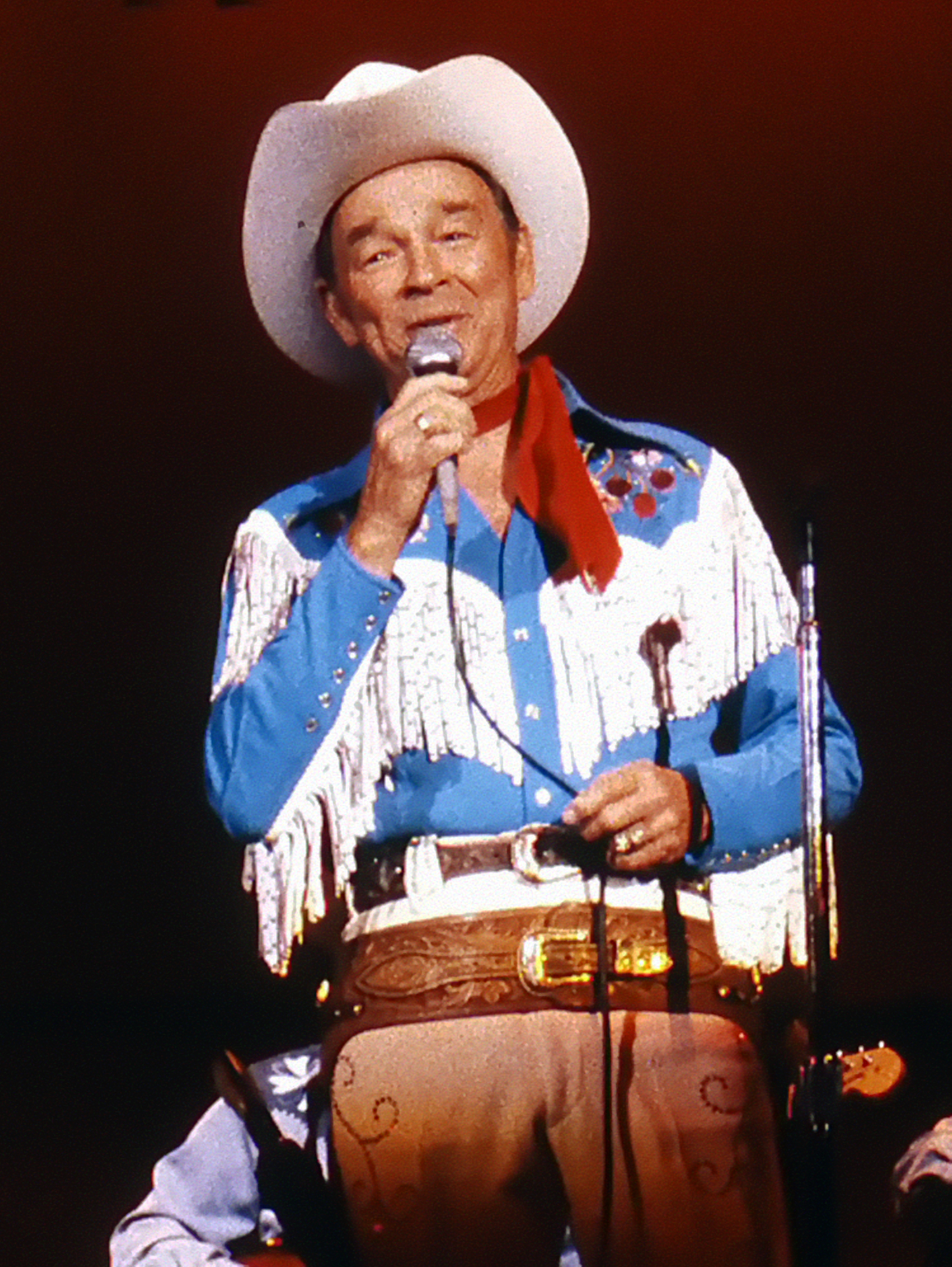
Roy Rogers
6 juli

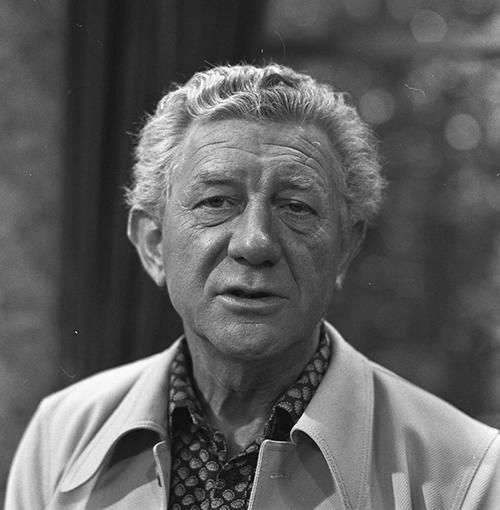
Herman Wigbold
16 juli

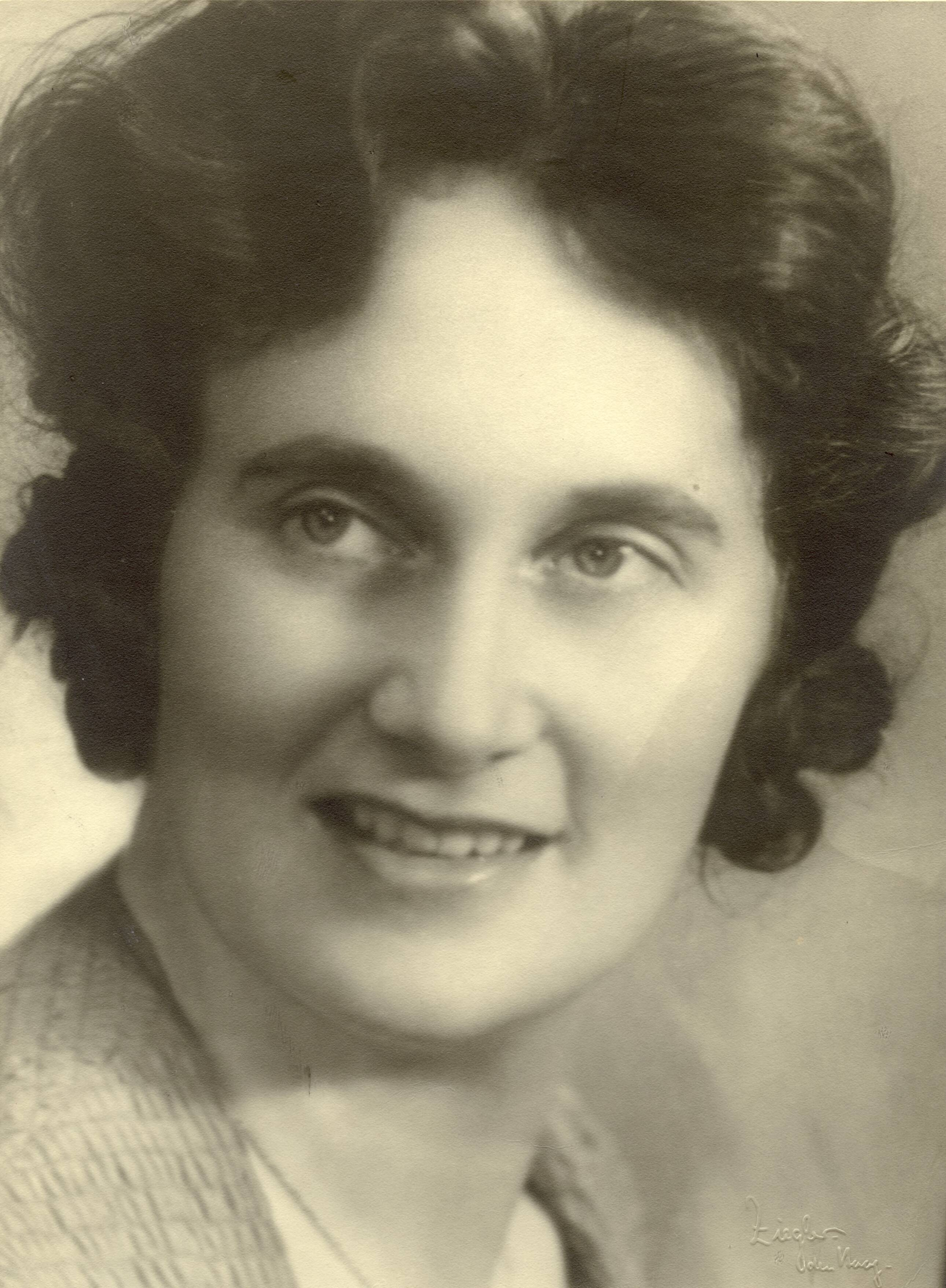
Ankie van Wickevoort Crommelin
18 juli

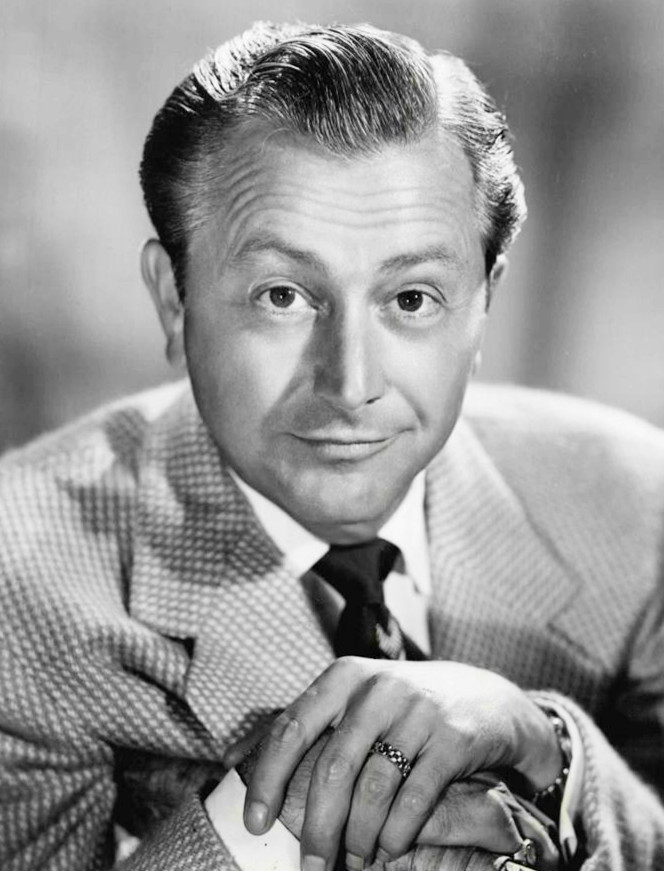
Robert Young
21 juli

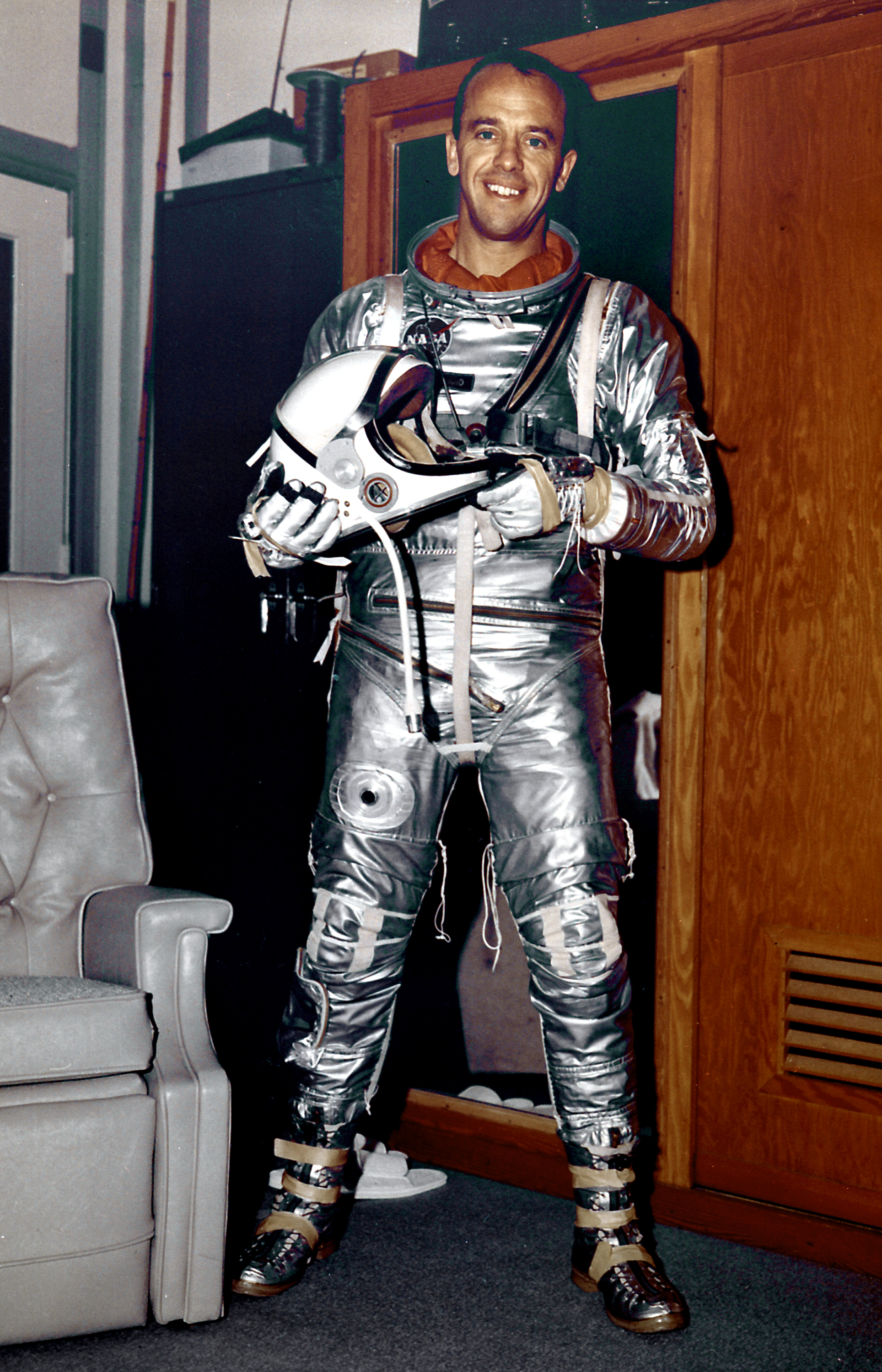
Alan Shepard
22 juli

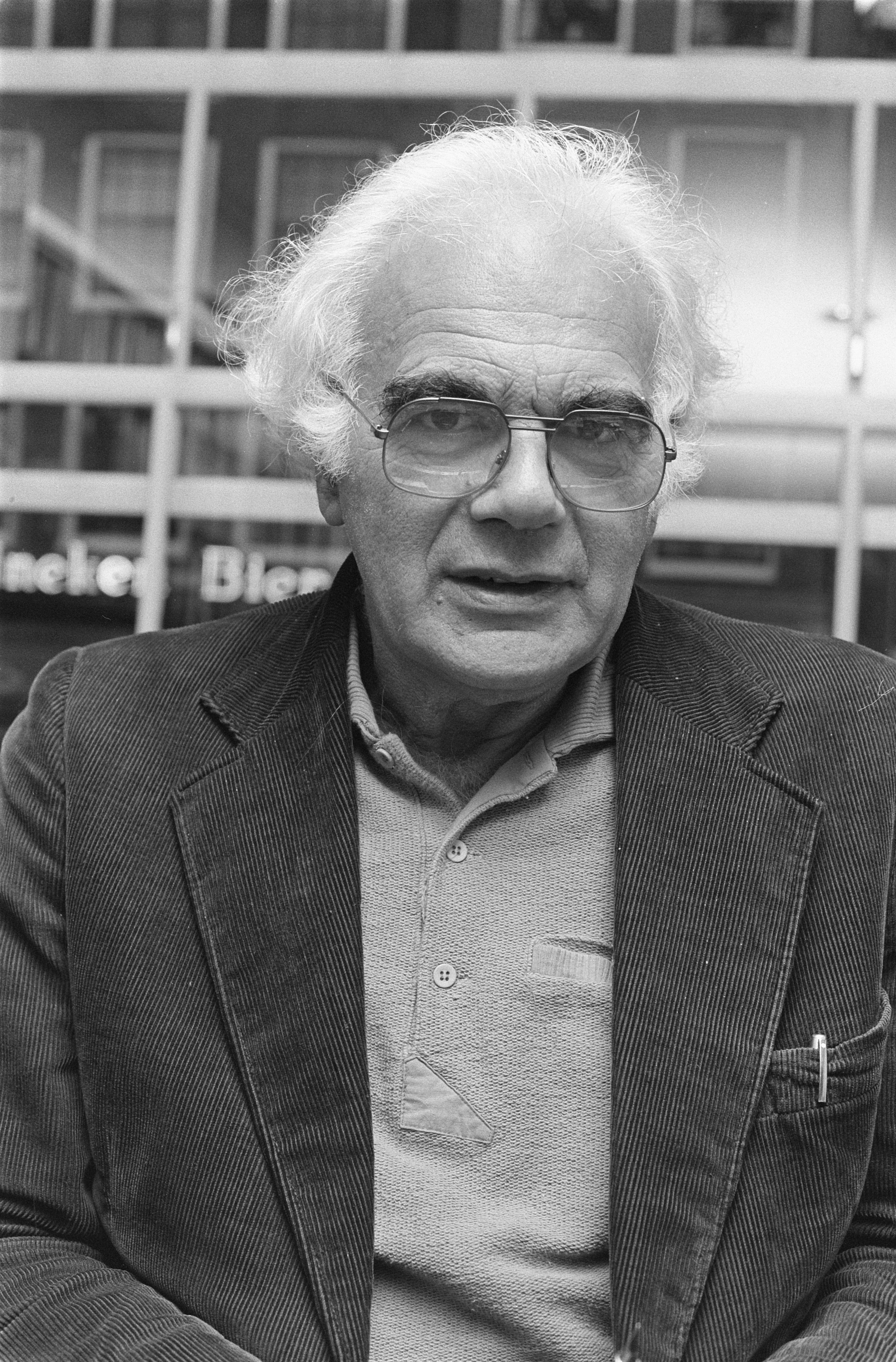
Sal Santen
25 juli

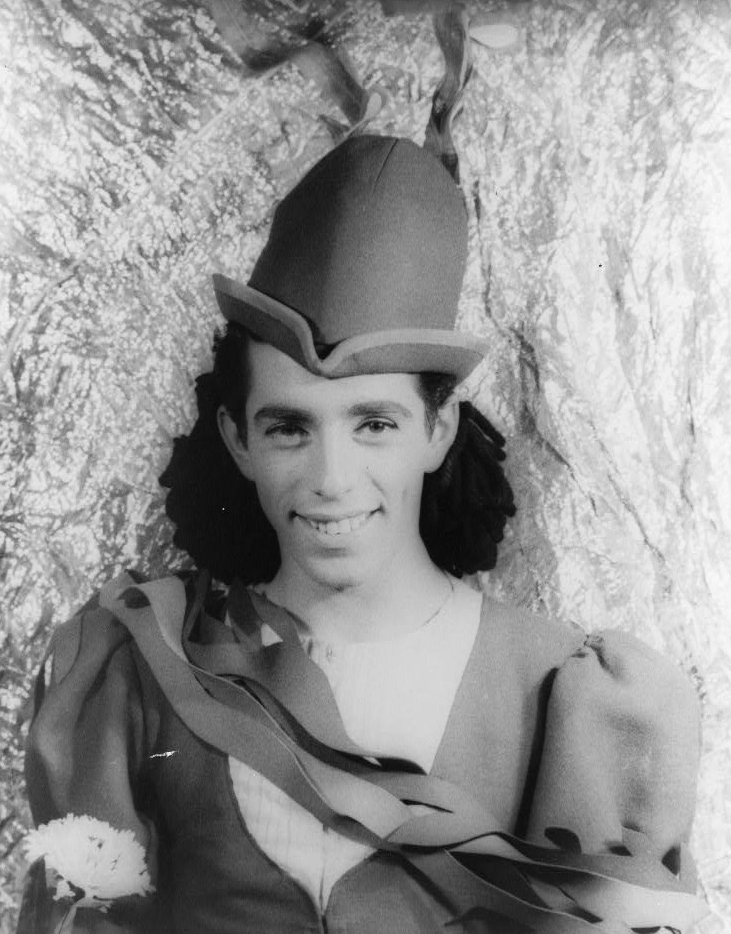
Jerome Robbins
29 juli

| 1 | 2 | 3 | 4 | 5 | 6 | 7 | 8 | 9 | 10 | 11 | 12 | 13 | 14 | 15 | 16 | 17 | 18 | 19 | 20 | 21 | 22 | 23 | 24 | 25 | 26 | 27 | 28 | 29 | 30 | 31 |
| - | - | - | - | - | - | - | - | - | -- | -- | -- | -- | -- | -- | -- | -- | -- | -- | -- | -- | -- | -- | -- | -- | -- | -- | -- | -- | -- | -- |

### 1 juli
- Stig Järrel (88), Zweeds acteur en regisseur
- Adolf Klasens (81), Nederlands egyptoloog
- Jeu Weijers (72), Nederlands componist en dirigent
- André Willequet (77), Belgisch beeldhouwer

### 2 juli
- Henri Mordant (71), Belgisch politicus

### 3 juli
- George Lloyd (85), Brits componist en dirigent

### 4 juli
- Peter Monteverdi (64), Zwitsers autobouwer

### 5 juli
- Johnny Speight (78), Brits scenarioschrijver

### 6 juli
- Roy Rogers (86), Amerikaans acteur en ondernemer

### 8 juli
- Lili de Alvarez (93), Spaans tennisser

### 9 juli
- Andy Furci (81), Amerikaans autocoureur

### 10 juli
- Trijntje Taconis (80), Nederlands verzetsstrijder

### 11 juli
- Panajotis Kondylis (54), Grieks schrijver en filosoof

### 13 juli
- Pieter Defesche (77), Nederlands kunstschilder
- Konstantinos Kollias (97), Grieks politicus

### 14 juli
- Beryl Bryden (78), Brits jazzzangeres
- Miroslav Holub (74), Tsjechisch dichter en immunoloog
- Herman D. Koppel (89), Deens componist

### 16 juli
- Pieter Soepboer (78), Nederlands politicus
- Herman Wigbold (73), Nederlands journalist

### 17 juli
- Lamberto Gardelli (82), Italiaans dirigent
- James Lighthill (74), Brits wiskundige

### 18 juli
- Ernst Jaberg (80), Zwitsers politicus
- Charles Minet (62), Belgisch politicus
- Ankie van Wickevoort Crommelin (95), Nederlands concertzangeres

### 19 juli
- Nico de Jaeger (59), Nederlands politicus

### 21 juli
- Hans van Kesteren (90), Nederlands voetballer
- Ger van Oerle (71), Nederlands burgemeester
- Robert Young (91), Amerikaans acteur

### 22 juli
- Eugene Aserinsky (77), Amerikaans fysioloog
- Hermann Prey (69), Duits operazanger
- Antonio Saura (67), Spaans kunstschilder
- Alan Shepard (74), Amerikaans ruimtevaarder
- Jetske van Staa (34), Nederlands radiopresentatrice

### 24 juli
- Wilfried Bervoets (46), Belgisch politicus

### 25 juli
- Sal Santen (82), Nederlands schrijver en verzetsman

### 27 juli
- Binnie Barnes (95), Brits actrice
- Paul Lehr (68), Amerikaans kunstschilder en tekenaar

### 28 juli
- Zbigniew Herbert (73), Pools dichter en toneelschrijver
- Consalvo Sanesi (87), Italiaans autocoureur

### 29 juli
- Jorge Pacheco Areco (77), president van Uruguay
- Jerome Robbins (79), Amerikaans choreograaf

### 30 juli
- Laila Schou Nilsen (79), Noors schaatser, skiër, handballer en tennisser
- Jan Vermeire (78), Belgisch seksuoloog

## Augustus

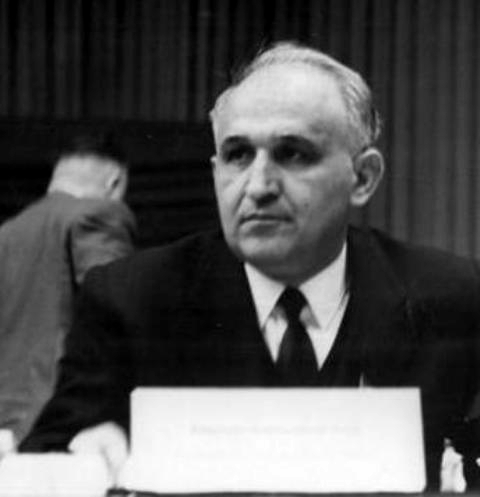
Todor Zjivkov
5 augustus

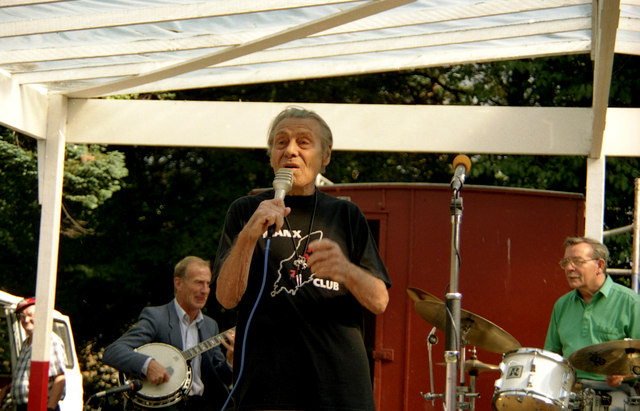
Nat Gonella
6 augustus

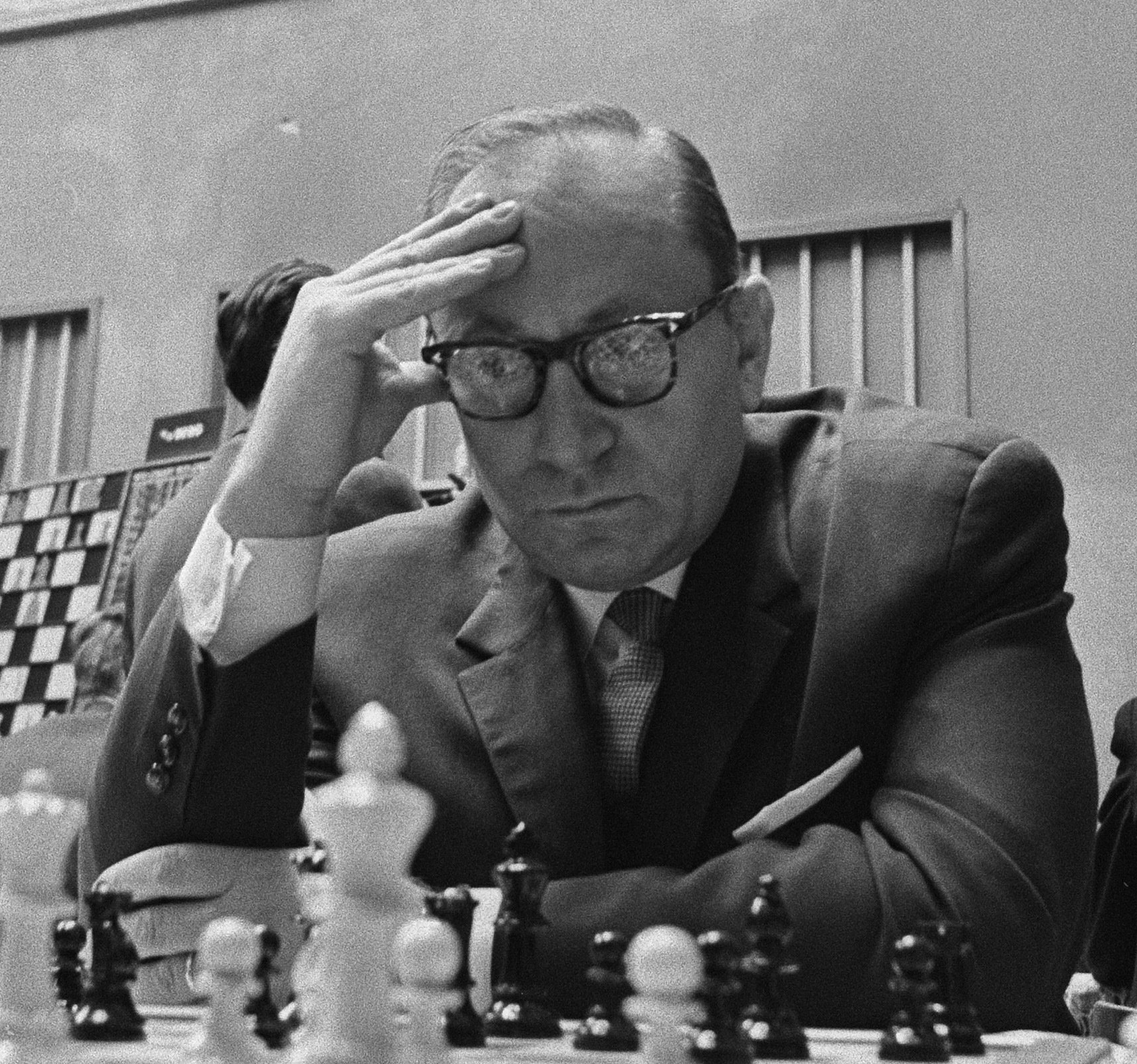
László Szabó
8 augustus

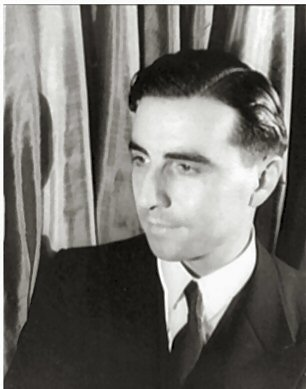
Julien Green
13 augustus

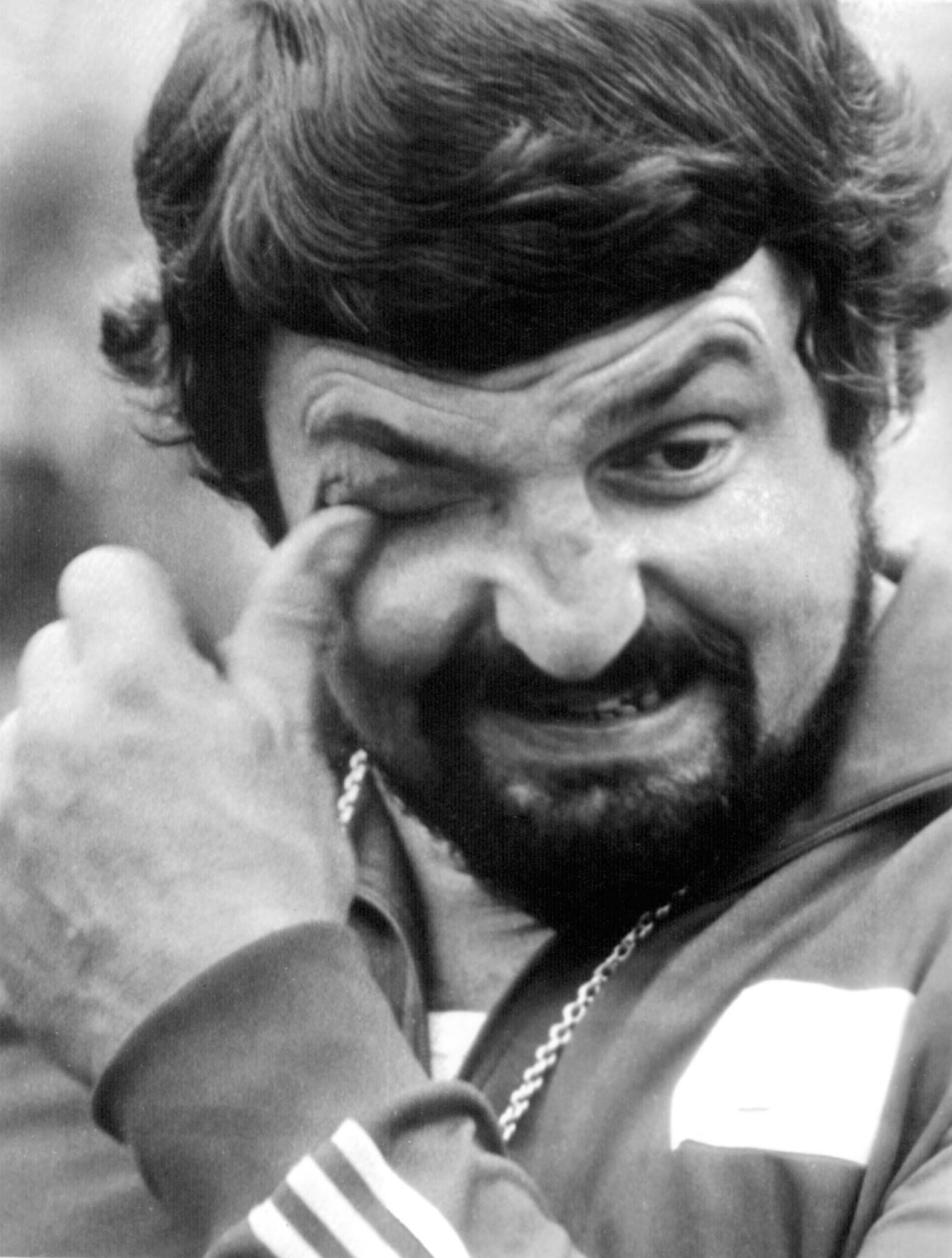
Władysław Komar
17 augustus

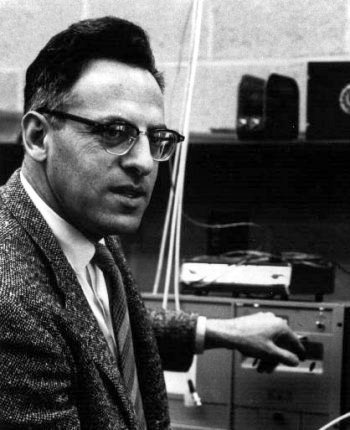
Frederick Reines
26 augustus

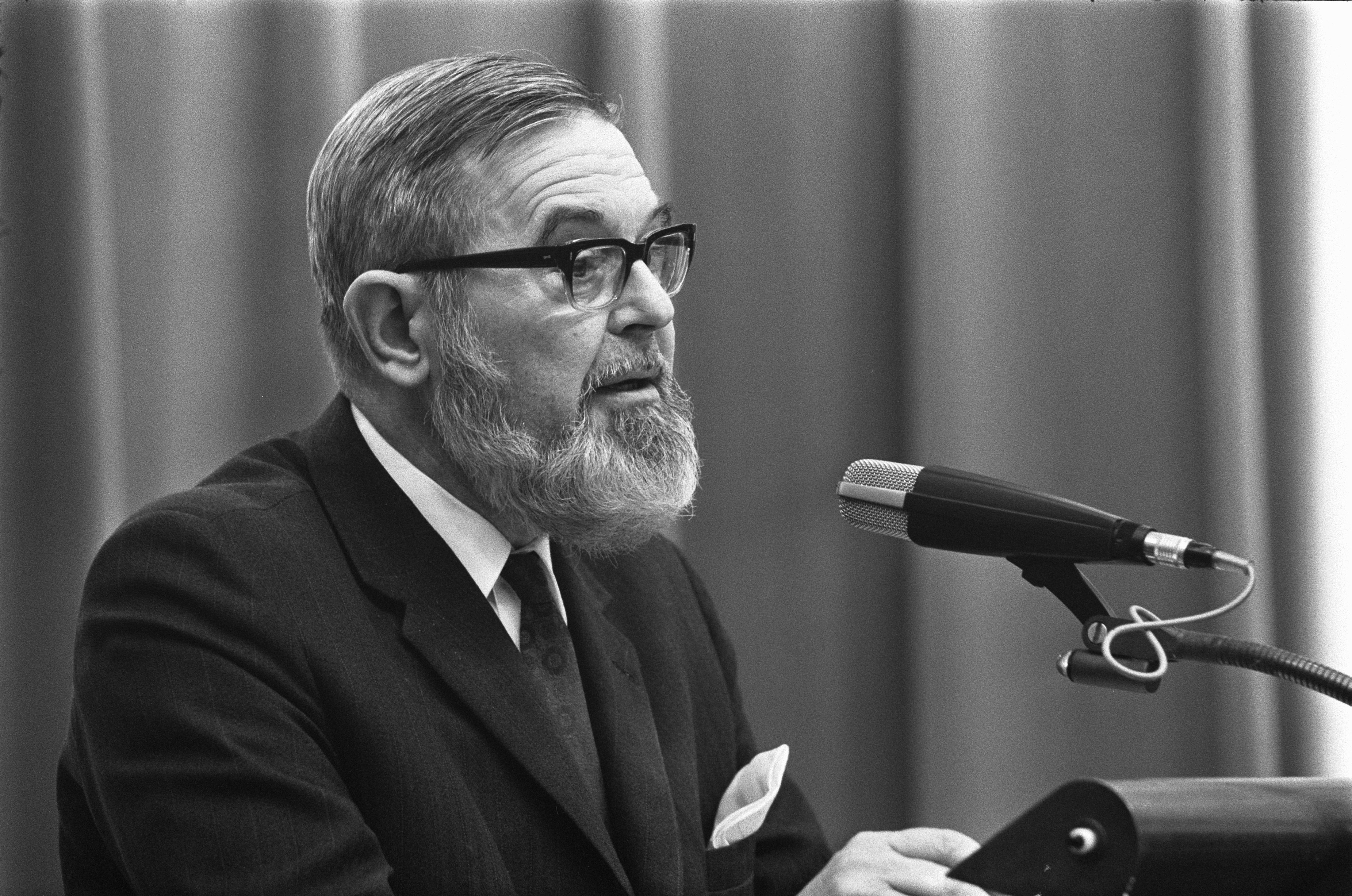
Garmt Kieft
30 augustus

| 1 | 2 | 3 | 4 | 5 | 6 | 7 | 8 | 9 | 10 | 11 | 12 | 13 | 14 | 15 | 16 | 17 | 18 | 19 | 20 | 21 | 22 | 23 | 24 | 25 | 26 | 27 | 28 | 29 | 30 | 31 |
| - | - | - | - | - | - | - | - | - | -- | -- | -- | -- | -- | -- | -- | -- | -- | -- | -- | -- | -- | -- | -- | -- | -- | -- | -- | -- | -- | -- |

### 1 augustus
- Len Duncan (87), Amerikaans autocoureur

### 2 augustus
- Ward Leemans (72), Belgisch politicus

### 3 augustus
- Alfred Schnittke (63), Russisch componist en pianist

### 5 augustus
- Arthur Ceuleers (82), Belgisch voetballer
- Otto Kretschmer (86), Duits militair
- Todor Zjivkov (86), Bulgaars politicus

### 6 augustus
- Charly Bosveld (57), Nederlands voetballer
- Nat Gonella (90), Brits jazztrompettist
- André Weil (92), Frans wiskundige

### 8 augustus
- Sam Balter (88), Amerikaans basketballer
- László Szabó (81), Hongaars schaker

### 9 augustus
- Jos Hanniken (86), Belgisch componist en dirigent

### 12 augustus
- Jesús Loroño (72), Spaans wielrenner
- Guus Vleugel (66), Nederlands schrijver en dichter

### 13 augustus
- Julien Green (97), Amerikaans-Frans schrijver

### 14 augustus
- Piet Bakers (75), Nederlands voetballer
- Hans-Joachim Kulenkampff (77), Duits acteur en presentator

### 16 augustus
- Phil Leeds (82), Amerikaans acteur
- Alain Marion (59), Frans fluitist
- Franz Zelwecker (87), Oostenrijks componist en dirigent

### 17 augustus
- Władysław Komar (58), Pools kogelstoter

### 19 augustus
- Vasili Aleksandrovitsj Archipov (72), Sovjet-Russisch militair

### 20 augustus
- Raquel Rastenni (82), Deens zangeres

### 21 augustus
- Hans van Abeelen (61), Nederlands gedragsgeneticus

### 22 augustus
- Jimmy Skidmore (82), Brits jazzmusicus

### 23 augustus
- Jan Dirk van der Harten (80), Nederlands journalist en politicus
- Marcel Meuter, Belgisch politicus

### 24 augustus
- Adriaan Schuurman (94), Nederlands musicus en componist

### 26 augustus
- Remo Giazotto (87), Italiaans componist
- Jaanus Kuum (33), Noors wielrenner
- Frederick Reines (80), Amerikaans natuurkundige

### 27 augustus
- Ben Minoli (81), Nederlands acteur en toneelschrijver

### 28 augustus
- Ladislav Kubeš sr. (74), Tsjechisch componist
- Antonio Quarracino (75), Argentijns geestelijke

### 30 augustus
- Frits de Graaf (72), Nederlands voetballer
- Garmt Kieft (85), Nederlands politicus
- Denniz PoP (35), Zweeds diskjockey en muziekproducent

## September

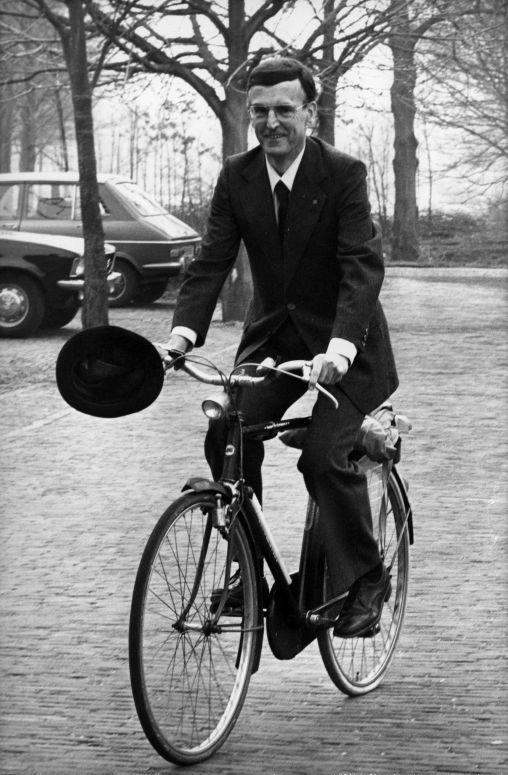
Willem Drees jr.
5 september

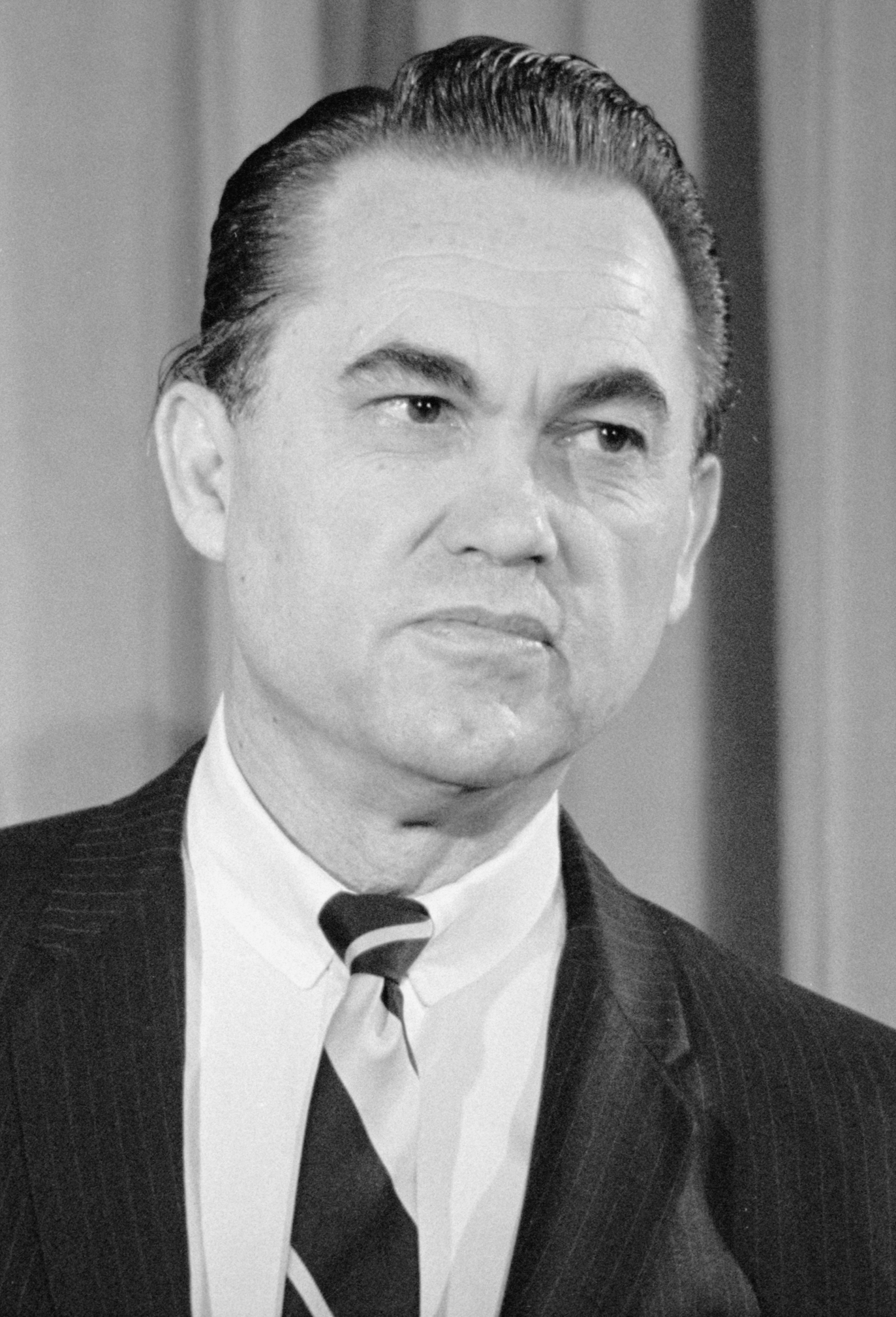
George Wallace
13 september

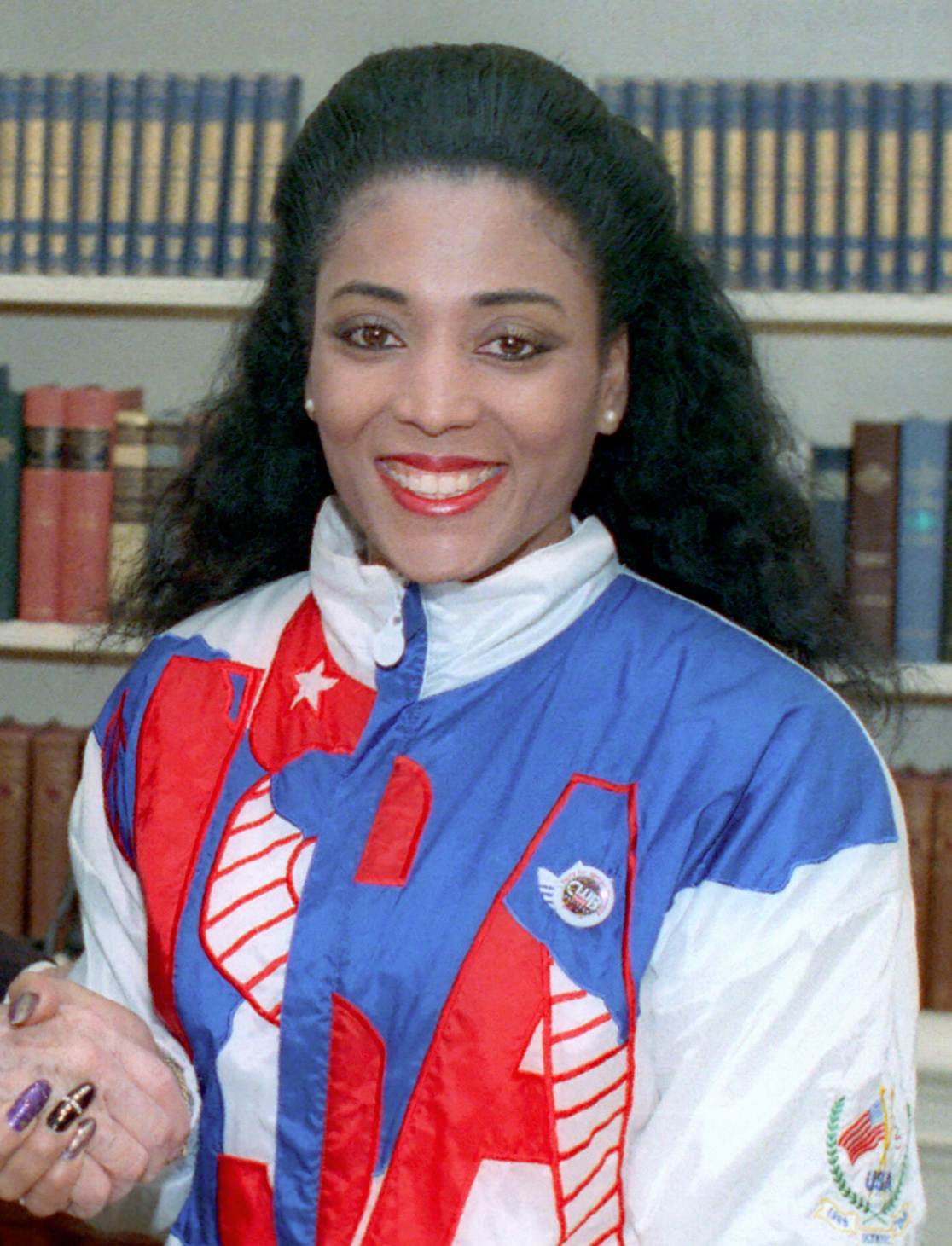
Florence Griffith-Joyner
21 september

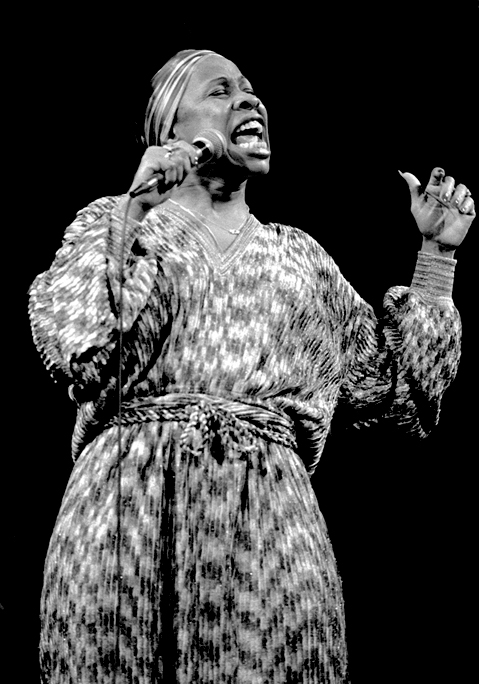
Betty Carter
26 september

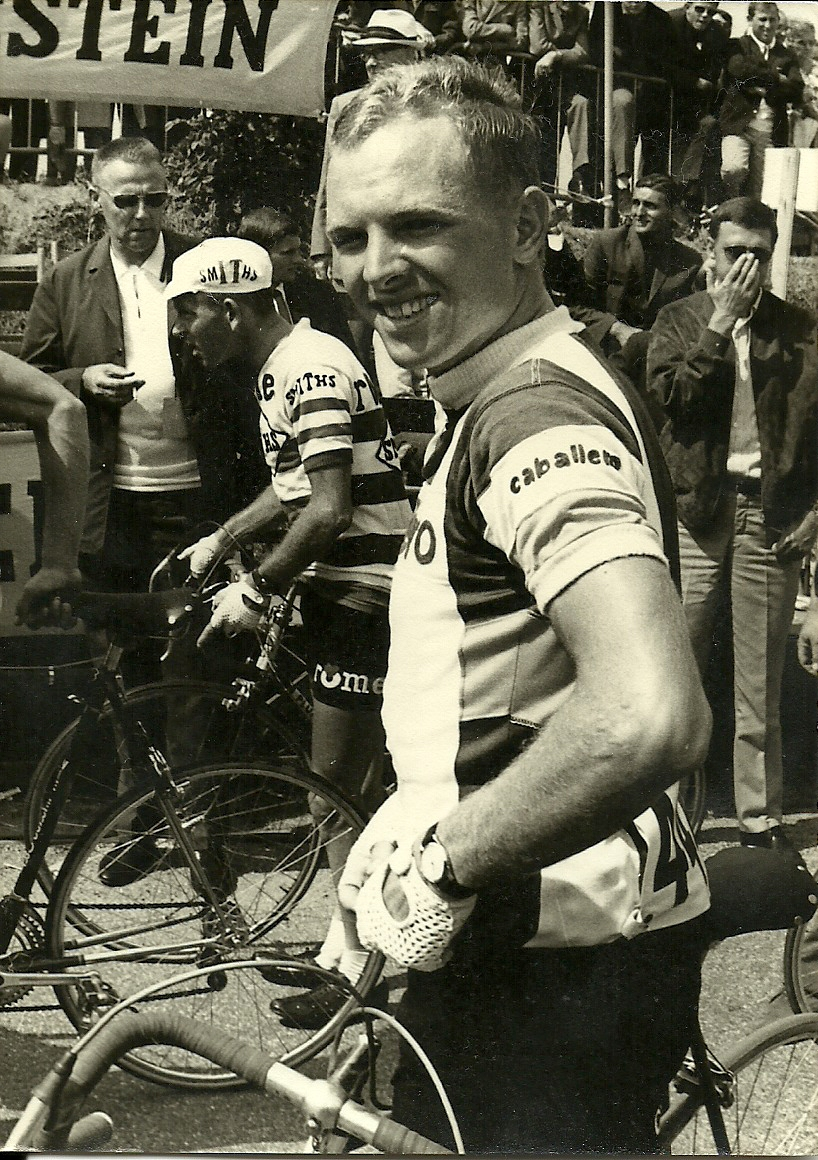
Wim Schepers
26 september

| 1 | 2 | 3 | 4 | 5 | 6 | 7 | 8 | 9 | 10 | 11 | 12 | 13 | 14 | 15 | 16 | 17 | 18 | 19 | 20 | 21 | 22 | 23 | 24 | 25 | 26 | 27 | 28 | 29 | 30 |
| - | - | - | - | - | - | - | - | - | -- | -- | -- | -- | -- | -- | -- | -- | -- | -- | -- | -- | -- | -- | -- | -- | -- | -- | -- | -- | -- |

### 1 september
- Cary Middlecoff (77), Amerikaans golfer

### 2 september
- Jackie Blanchflower (65), Noord-Iers voetballer
- Arend Joan Rutgers (94), Nederlands scheikundige

### 3 september
- Aloïs Gerlo (83), Belgisch verzetman en bestuurder

### 5 september
- Willem Drees jr. (75), Nederlands politicus
- Verner Panton (72), Deens meubelontwerper
- Leo Penn (77), Amerikaanse acteur en regisseur

### 6 september
- Ton Harmsen (73), Nederlands voetbalbestuurder
- Ernst-Hugo Järegård (69), Zweeds acteur
- Akira Kurosawa (88), Japans regisseur

### 9 september
- Lucio Battisti (55), Italiaans zanger
- Mariano Martín (78), Spaans voetballer

### 10 september
- Pam Rueter (92), Nederlands illustrator en grafisch ontwerper

### 11 september
- Rolando Morán (68), Guatemalteeks guerrillaleider
- Thieu Sijbers (73), Nederlands cabaretier

### 12 september
- Henricus Bomers (62), Nederlands bisschop
- Esther Hartog (93), Nederlandse fotografe

### 13 september
- Frans Hogenbirk (80), Nederlands voetballer en voetbaltrainer
- George Wallace (79), Amerikaans politicus

### 14 september
- Yang Shangkun (91), Chinees leider en president

### 15 september
- Fred Alderman (93), Amerikaans atleet
- Barrett Deems (84), Amerikaans jazzmusicus
- Viljo Heino (84), Fins hardloper

### 18 september
- Henri Albert Gomperts (82), Nederlands letterkundige
- Erik Holmberg (76), Noors voetballer

### 19 september
- Ran Laurie (83), Brits roeier

### 21 september
- Florence Griffith-Joyner (38), Amerikaans atlete

### 22 september
- Maurice De Wilde (74), Belgisch journalist

### 25 september
- Gerrit de Wit (64), Nederlands voetballer

### 26 september
- Betty Carter (69), Amerikaans jazzzangeres
- Wim Schepers (55), Nederlands wielrenner

### 28 september
- Dominique Diroux (20), Duits voetballer
- Marcel Pourbaix (94), Belgisch scheikundige

### 29 september
- Carlo Van Elsen (72), Belgisch politicus

### 30 september
- Frank Forberger (55), Oost-Duits roeier
- Herman Lauxtermann (69), Nederlands politicus
- Mies van Oppenraaij (87), Nederlands kunstschilder en glazenier

## Oktober

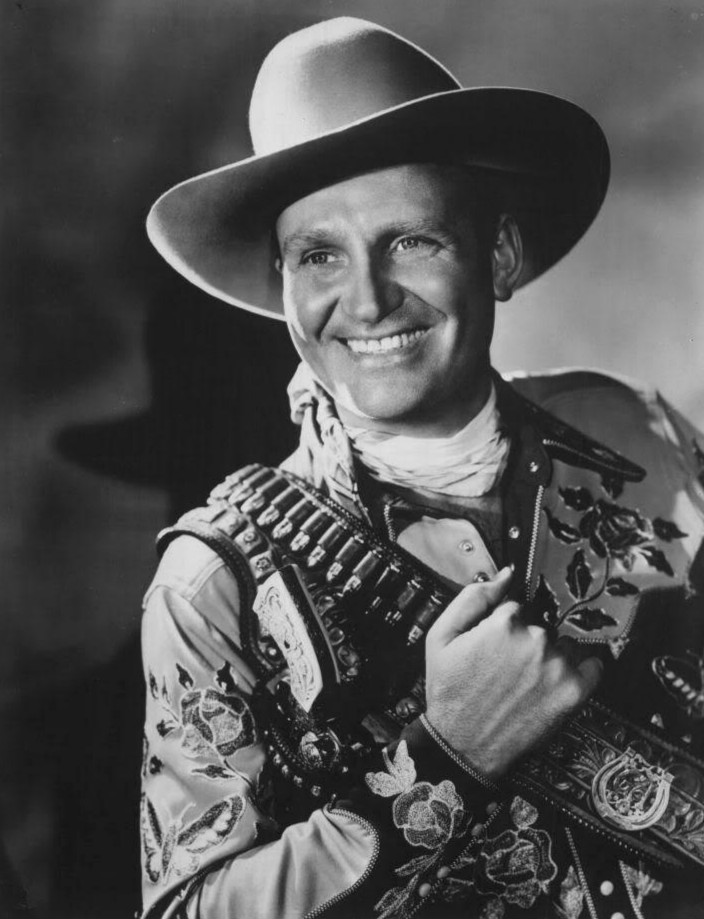
Gene Autry
1 oktober

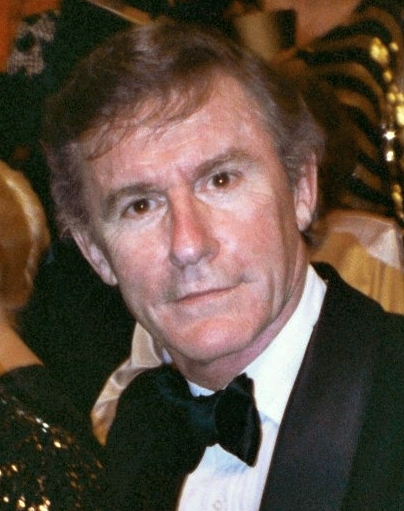
Roddy McDowall
3 oktober

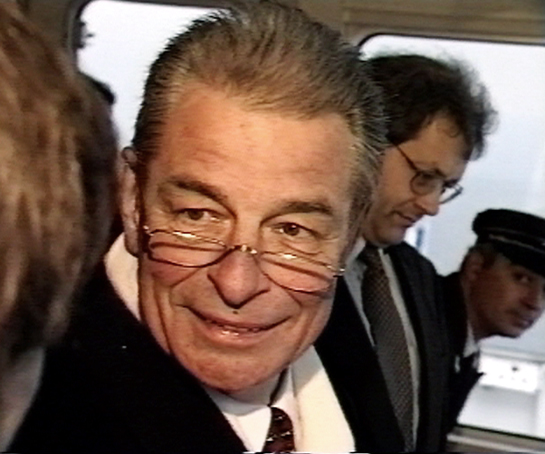
Jean-Pascal Delamuraz
4 oktober

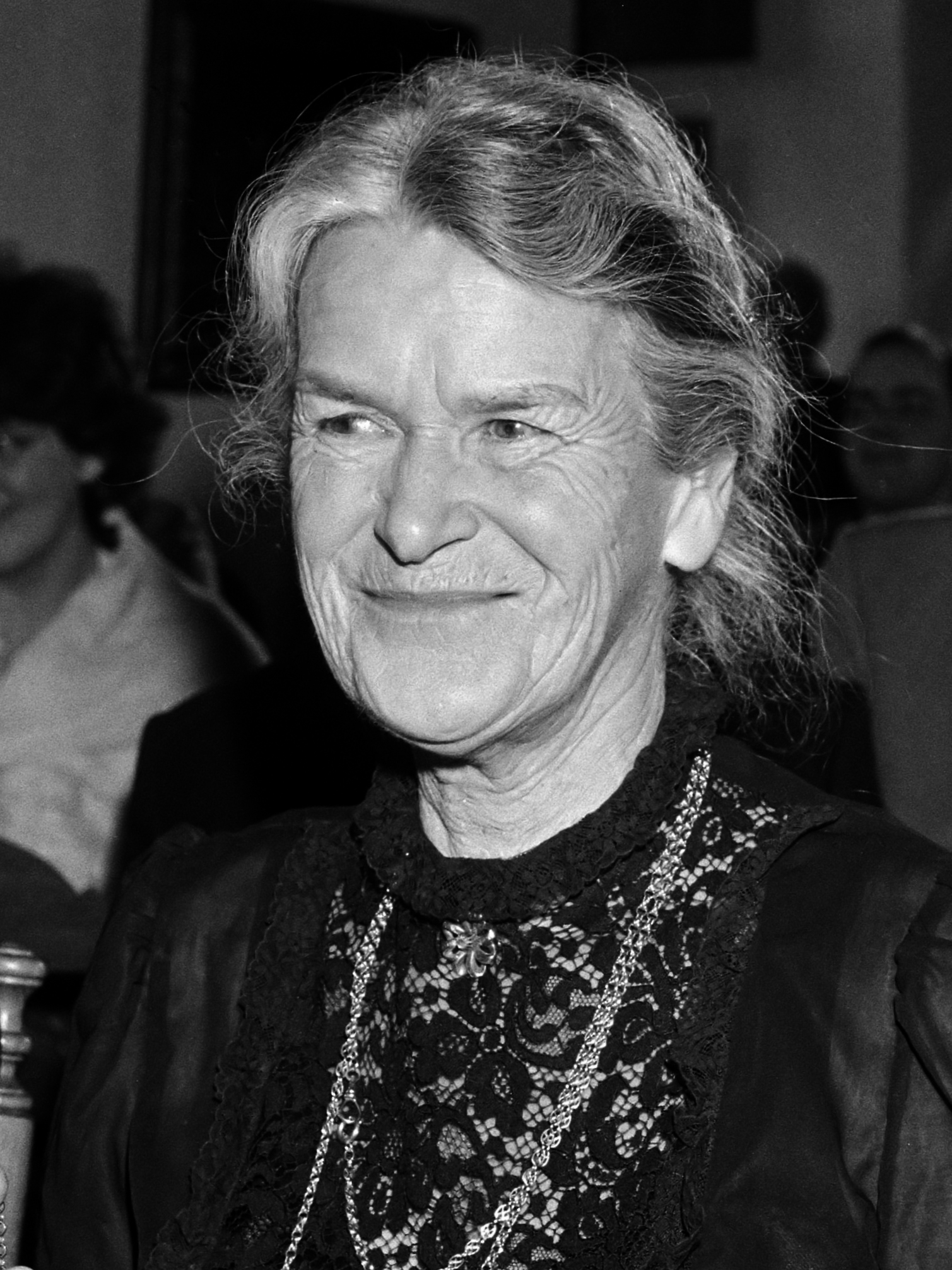
M. Vasalis
16 oktober

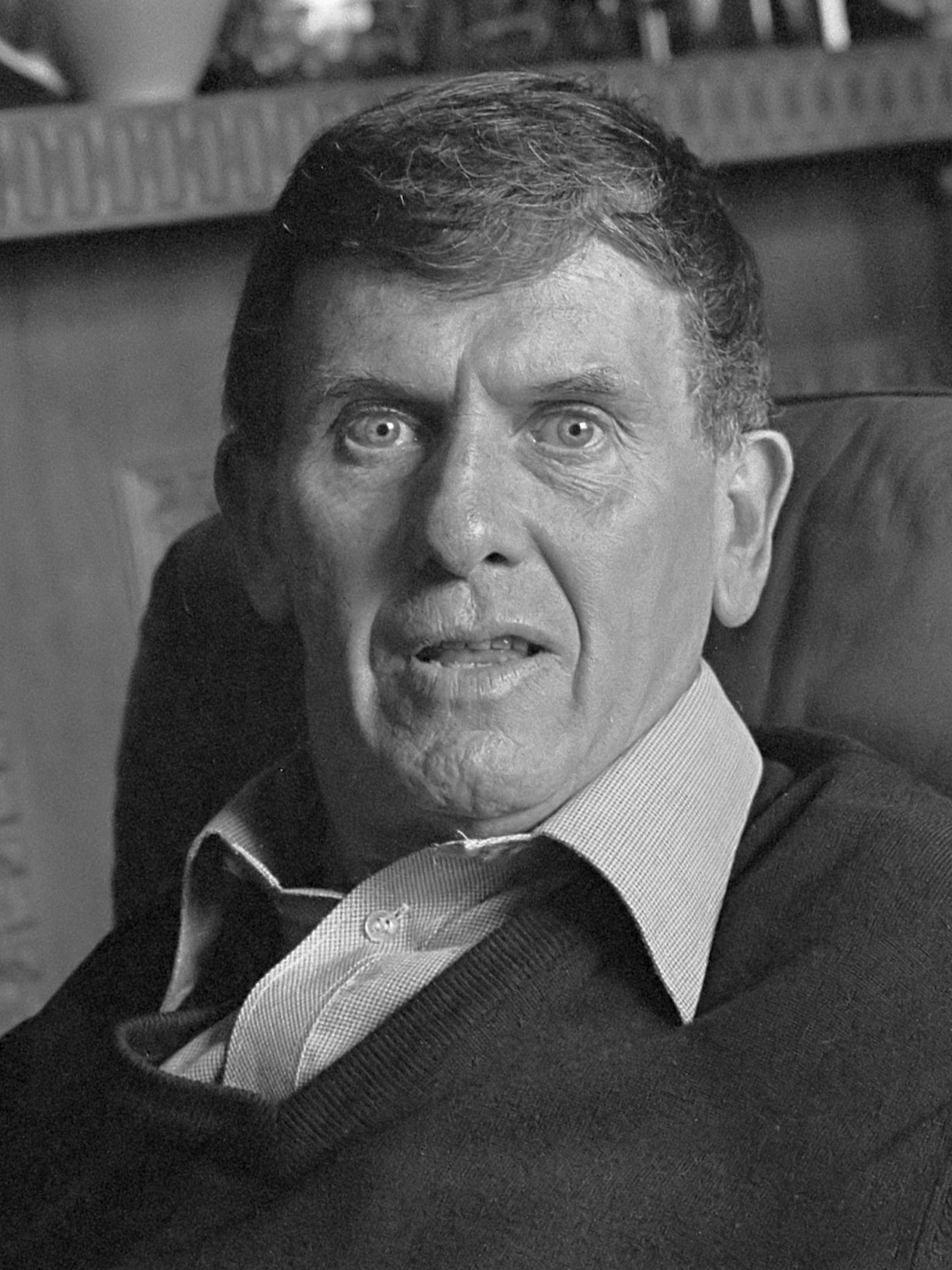
Joop de Knegt
22 oktober

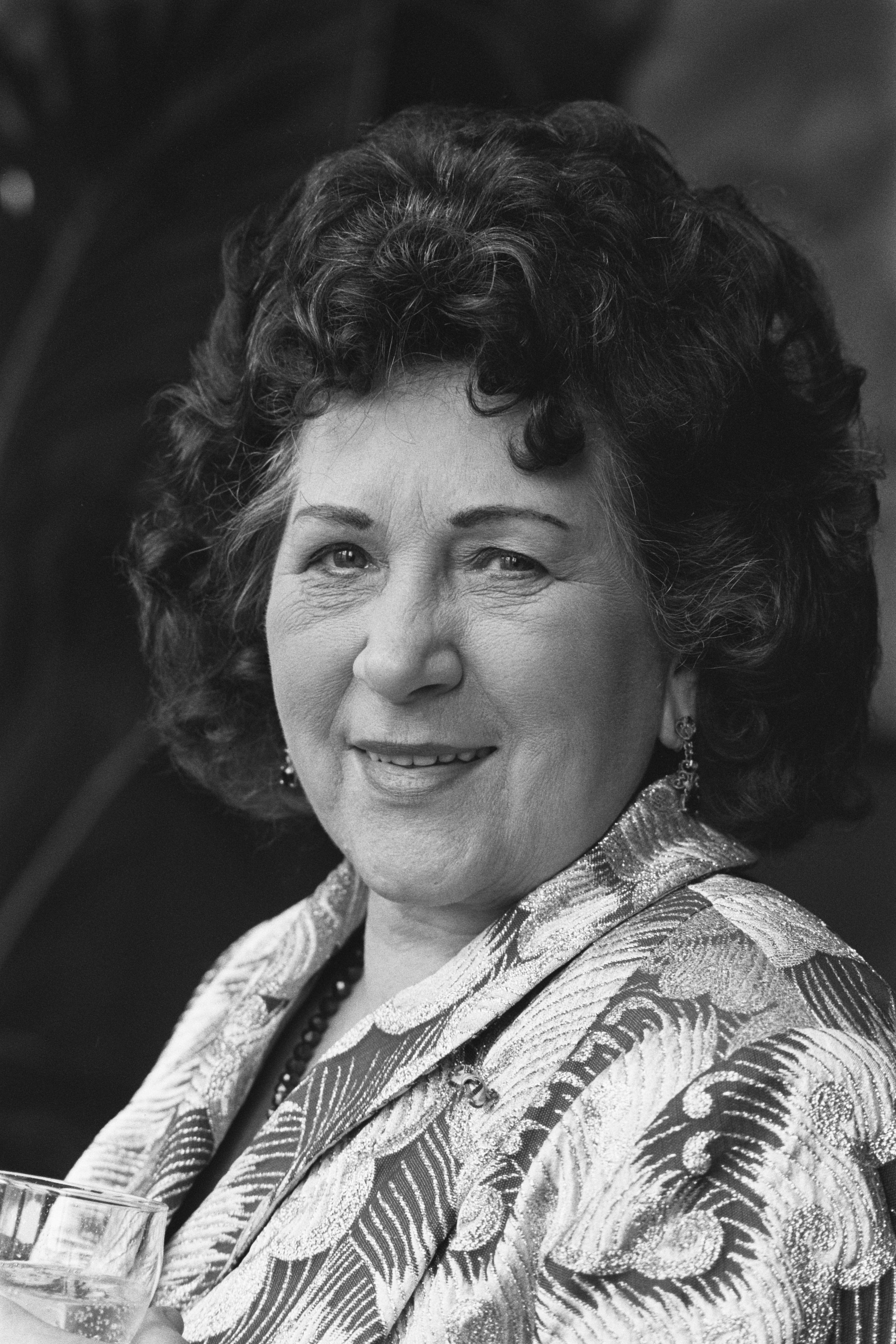
Zangeres Zonder Naam
23 oktober

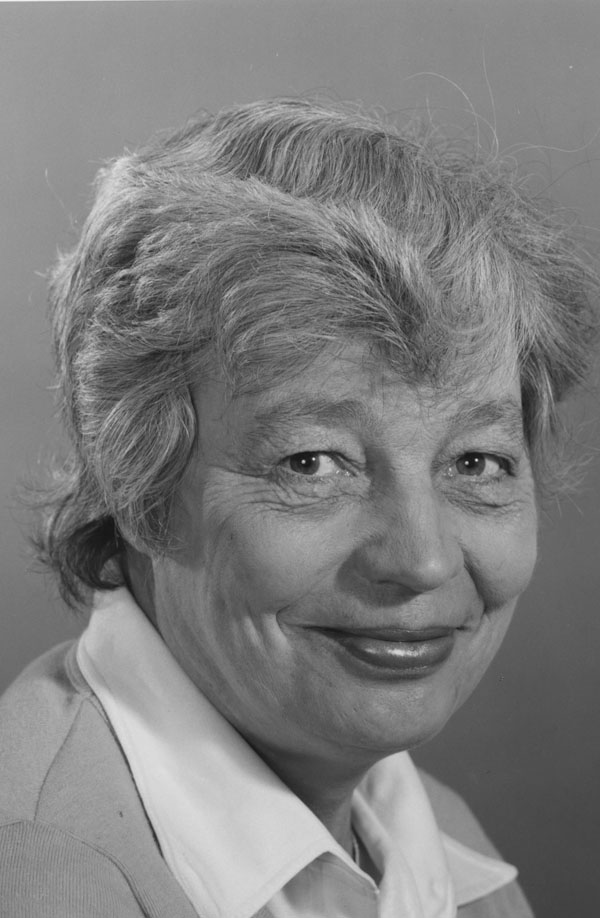
Susan Strange
25 oktober

| 1 | 2 | 3 | 4 | 5 | 6 | 7 | 8 | 9 | 10 | 11 | 12 | 13 | 14 | 15 | 16 | 17 | 18 | 19 | 20 | 21 | 22 | 23 | 24 | 25 | 26 | 27 | 28 | 29 | 30 | 31 |
| - | - | - | - | - | - | - | - | - | -- | -- | -- | -- | -- | -- | -- | -- | -- | -- | -- | -- | -- | -- | -- | -- | -- | -- | -- | -- | -- | -- |

### 2 oktober
- Gene Autry (91), Amerikaans countryzanger
- Jerzy Bińczycki (61), Pools acteur
- Olivier Gendebien (74), Belgisch autocoureur

### 3 oktober
- Hans Alleman (61), Nederlands voetbaltrainer
- Roddy McDowall (70), Brits acteur

### 4 oktober
- Georges De Jonghe (80), Belgisch atleet
- Jean-Pascal Delamuraz (62), Zwitsers politicus
- Tony Shelly (61), Nieuw-Zeelands autocoureur
- Héctor Terán Terán (67), Mexicaans politicus

### 6 oktober
- Margreet Kamp (56), Nederlands politica

### 7 oktober
- August Belaen (74), Belgisch politicus
- Cees de Vreugd (46), Nederlands powerlifter

### 9 oktober
- Beth Bonner (46), Amerikaans atlete
- Con Meijer (50), Nederlands acteur
- Jan Piers (78), Belgisch politicus

### 12 oktober
- Pascal De Smul (28), Belgisch wielrenner
- Frits Mitrasing (77), Surinaams jurist, hoogleraar en politicus
- Matthew Shepard (21), Amerikaans misdaadslachtoffer

### 13 oktober
- Albert Buysse (86), Belgisch wielrenner
- Louis Frequin (84), Nederlands journalist, verzetsstrijder en publicist
- Mariano Gaviola (76), Filipijns geestelijke

### 15 oktober
- Iain Crichton Smith (70), Schots schrijver en dichter
- Jos Huigsloot (67), Nederlands burgemeester
- Peter Polderman (65), Nederlands kunstenaar

### 16 oktober
- M. Vasalis (89), Nederlands dichteres

### 17 oktober
- Joan Hickson (92), Brits actrice
- Walter Paulis (65), Nederlands politicus

### 19 oktober
- Fritz Honka (63), Duits moordenaar
- Etienne Stautemas (71), Belgisch politicus

### 21 oktober
- Arie Kloostra (80), Nederlands verzetsstrijder

### 22 oktober
- Joop de Knegt (67), Nederlands zanger
- Tron (26), Duits computerhacker

### 23 oktober
- Zangeres Zonder Naam (79), Nederlands volkszangeres

### 25 oktober
- Honoraat Callebert (85), Belgisch politicus
- Dick Higgins (60), Brits experimenteel kunstenaar
- Leo van Lamsweerde (79), Nederlands verzetsstrijder
- Susan Strange (75), Brits politicoloog

### 26 oktober
- Kenkichi Iwasawa (81), Japans wiskundige

### 27 oktober
- Siep van den Berg (85), Nederlands kunstschilder en beeldhouwer
- Reidar Kvammen (84), Noors voetballer en voetbaltrainer
- René Nauwelaerts (79), Belgisch politicus
- Winnie van Weerdenburg (52), Nederlands zwemster

### 28 oktober
- Tommy Flowers (93), Brits ingenieur en computerpionier
- Ted Hughes (68), Brits schrijver
- Jo Pessink (70), Nederlands kunstenaar

### 29 oktober
- Sjoerdtsje Faber (83), Nederlands schaatsster

### 30 oktober
- Guido De Santi (75), Italiaans wielrenner
- Jean-Apôtre Lazaridès (73), Frans wielrenner
- Robert Lowden (78), Amerikaans componist

### 31 oktober
- Johnny Catron (82), Amerikaans componist en musicus
- Walter Janssens (75), Nederlands dirigent en collaborateur
- Theo Kurpershoek (84), Nederlands kunstenaar

## November

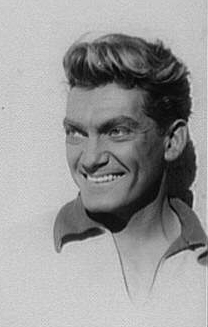
Jean Marais
8 november

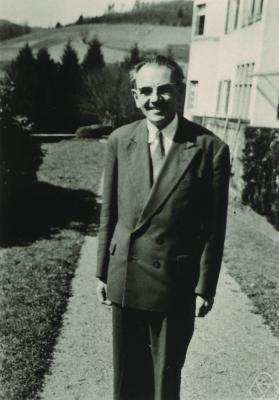
Jean Leray
10 november

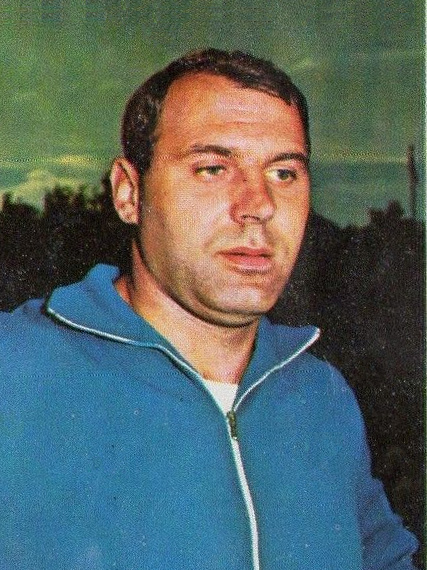
Ludvík Daněk
15 november

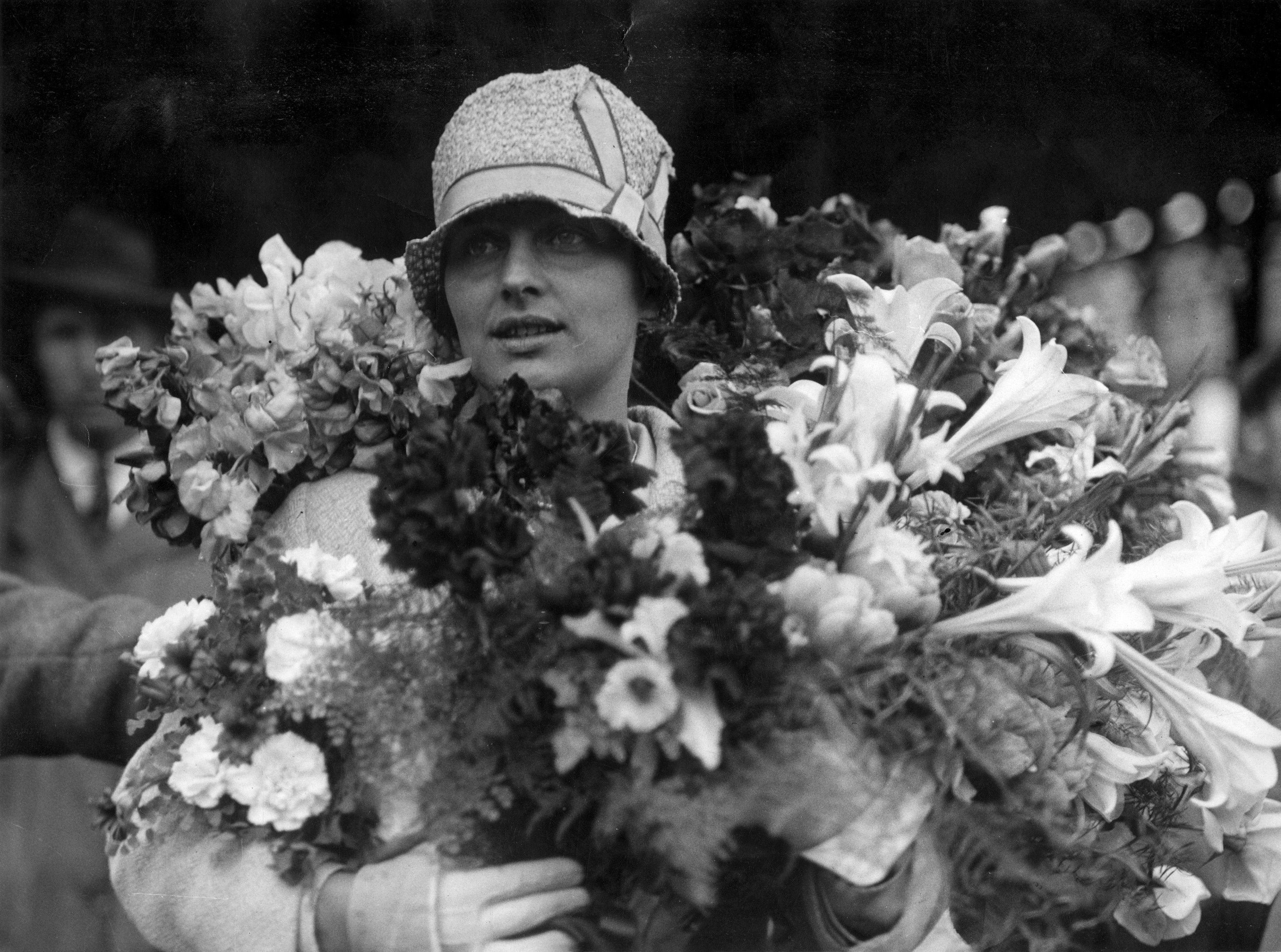
Kea Bouman
17 november

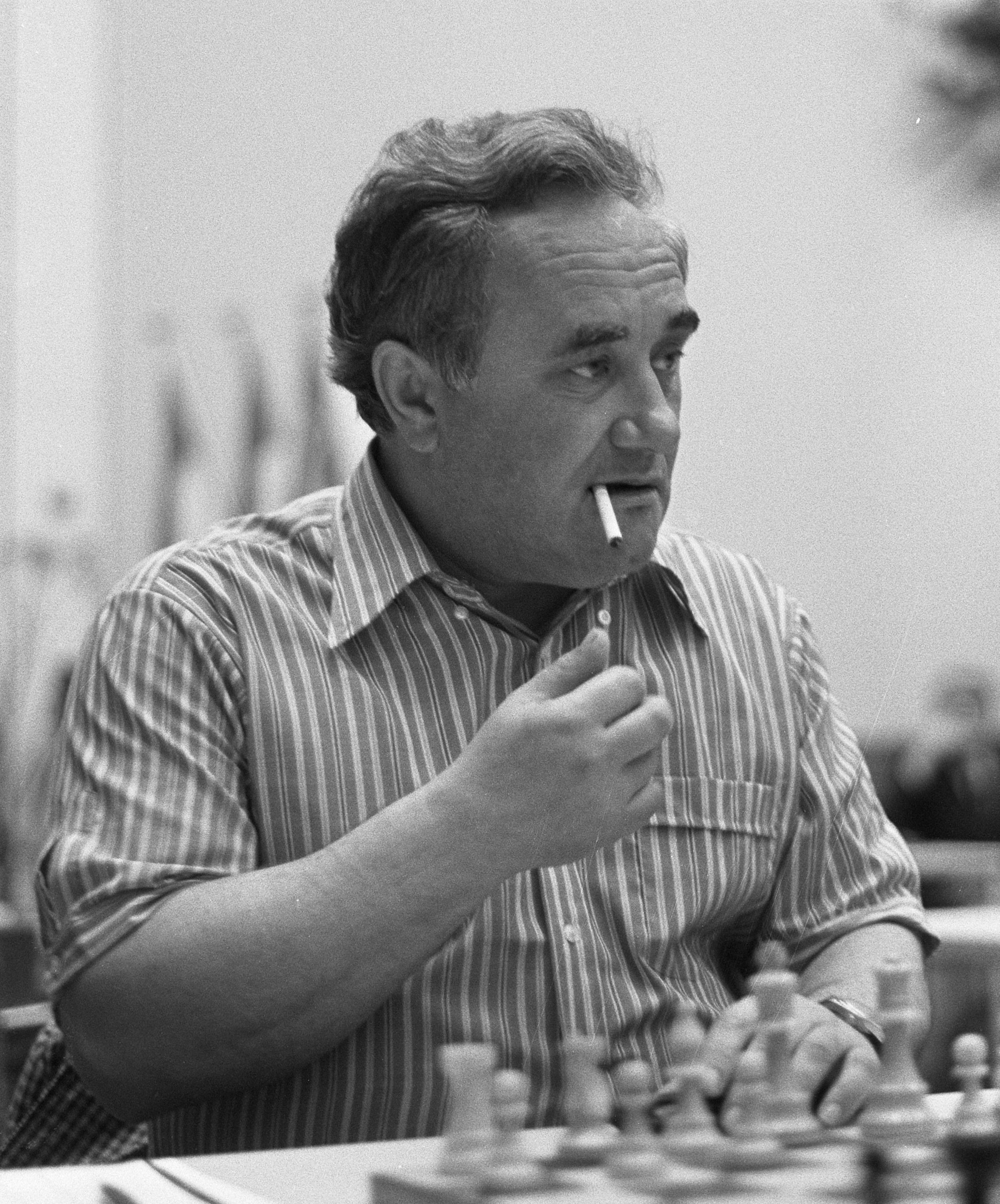
Jefim Geller
17 november

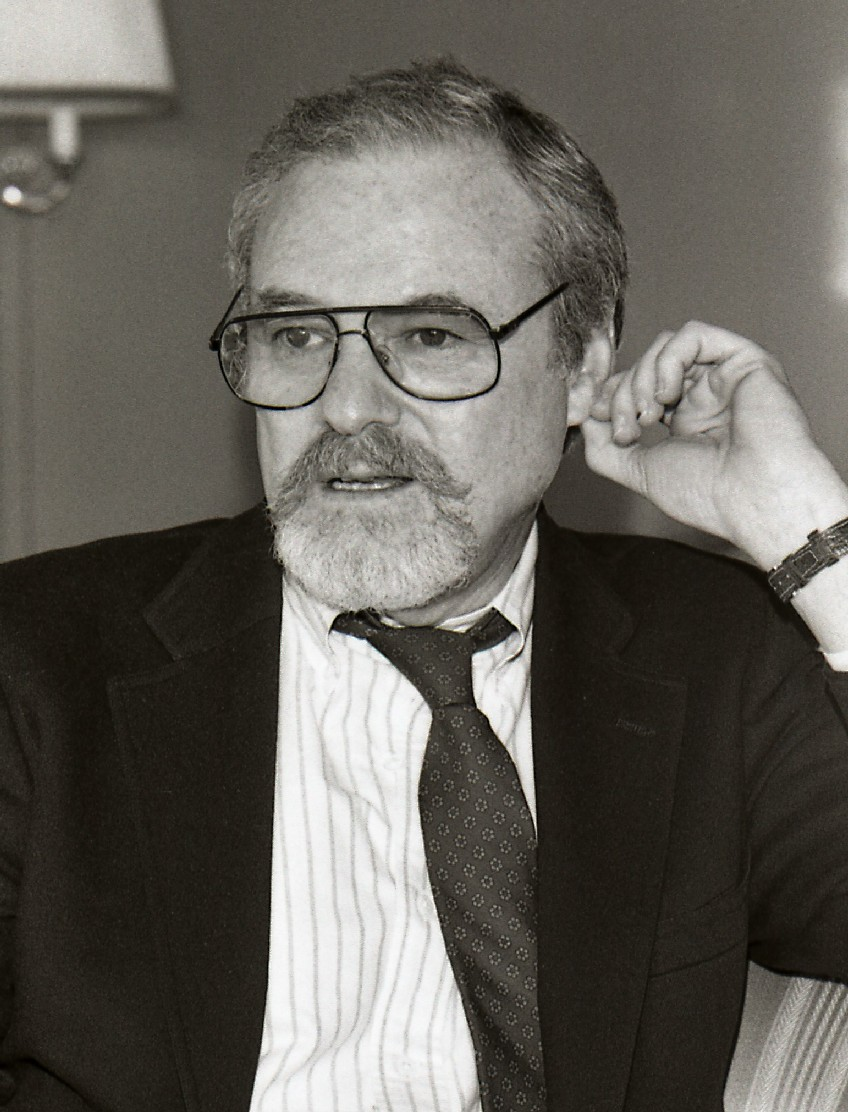
Alan J. Pakula
19 november

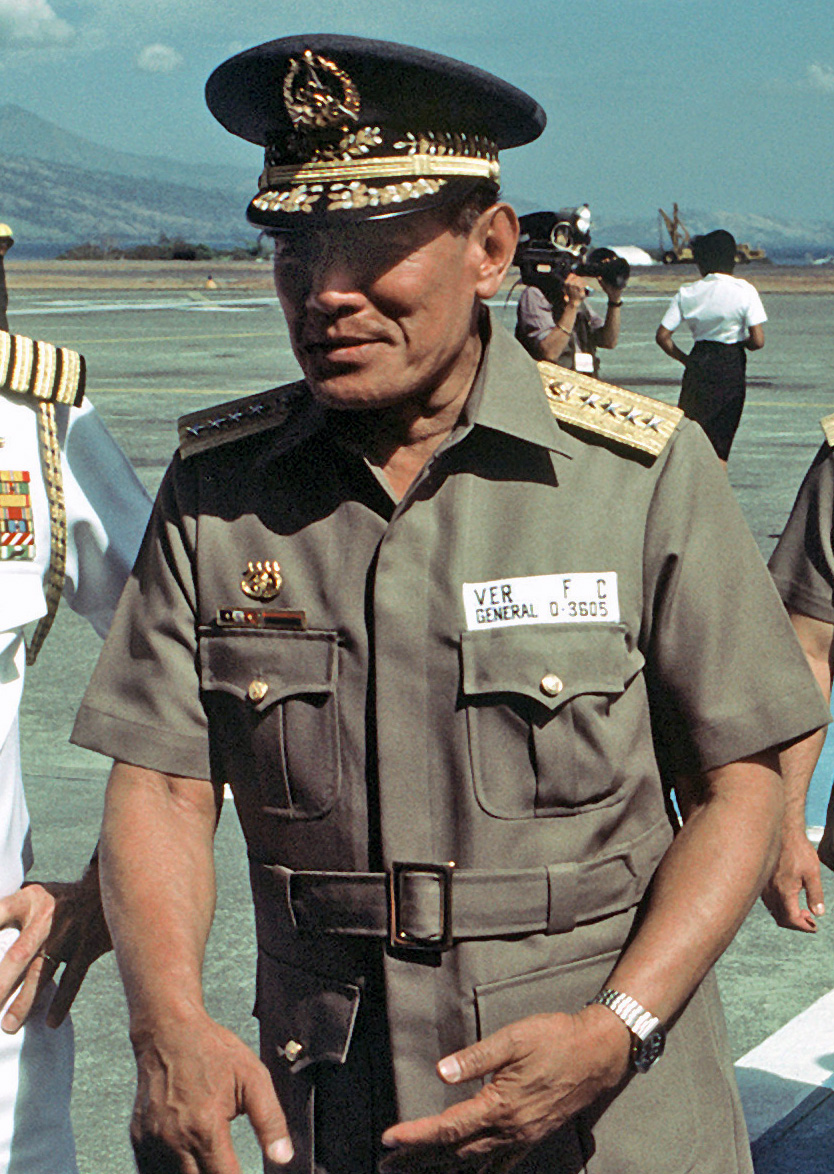
Fabian Ver
21 november

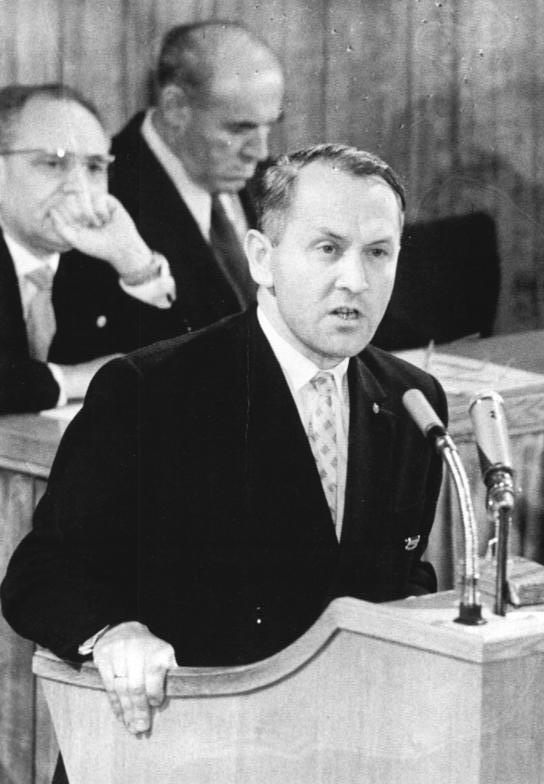
Heinrich Toeplitz
22 november

| 1 | 2 | 3 | 4 | 5 | 6 | 7 | 8 | 9 | 10 | 11 | 12 | 13 | 14 | 15 | 16 | 17 | 18 | 19 | 20 | 21 | 22 | 23 | 24 | 25 | 26 | 27 | 28 | 29 | 30 |
| - | - | - | - | - | - | - | - | - | -- | -- | -- | -- | -- | -- | -- | -- | -- | -- | -- | -- | -- | -- | -- | -- | -- | -- | -- | -- | -- |

### 1 november
- Aad Donker (31), Nederlands kunstschilder
- José González Torres (79), Mexicaans politicus en jurist

### 2 november
- W.F. Wertheim (90), Nederlands socioloog en publicist

### 3 november
- Bob Kane (83), Amerikaans striptekenaar

### 4 november
- Marion O'Brien (81), Amerikaans uitvindster
- Jean de Heinzelin de Braucourt (78), Belgisch geoloog
- Frieda Linzi (66), Belgisch zangeres, actrice en presentatrice

### 5 november
- Jan Delva (75), Belgisch rechtsgeleerde
- Dick Engelbracht (78), Nederlands stemacteur
- Lotti Röell (87), Nederlands geheim agente
- Freek H. Schorer (84), Nederlands componist

### 6 november
- Johfra (78), Nederlands kunstschilder
- Louis Lepoix (80), Frans industrieel ontwerper
- Niklas Luhmann (70), Duits socioloog

### 8 november
- John Hunt (88), Brits militair
- Thomas Henry Manning (86), Brits-Canadees poolreiziger en bioloog
- Jean Marais (84), Frans acteur
- André Monteil (83), Frans politicus

### 9 november
- Henk Schulte Nordholt (89), Nederlands kunsthistoricus

### 10 november
- Jean Leray (92), Frans wiskundige
- Mary Millar (62), Brits actrice en zangeres

### 11 november
- Monica Droste (40), Belgisch kunstenaar
- Gérard Grisey (52), Frans componist
- Pi Veriss (82), Nederlands tekstschrijver en componist

### 12 november
- Robert Engel Machol (81), Amerikaans systeemwetenschapper
- Stefan van Oostenrijk-Toscane (66), lid Duitse adel

### 13 november
- Valerie Hobson (81), Amerikaans actrice
- Henk Timmer (94), Nederlands tennisser

### 15 november
- Ludvík Daněk (61), Tsjecho-Slowaaks atleet

### 17 november
- Kea Bouman (94), Nederlands tennisster
- Jefim Geller (73), Sovjet-Russisch schaker

### 19 november
- Tetsuya Theodore Fujita (78), Japans meteoroloog en natuurkundige
- Alan J. Pakula (70), Amerikaans filmregisseur, producent en scenarioschrijver
- René van Vooren (67), Nederlands acteur, komiek en producent

### 21 november
- Tadeusz Paciorkiewicz (82), Pools componist
- Fabian Ver (78), Filipijns generaal

### 22 november
- Vladimir Demichov (82), Sovjet-Russisch bioloog
- Heinrich Toeplitz (84), Oost-Duits rechter
- Stu Ungar (45), Amerikaans pokerspeler

### 24 november
- John Chadwick (78), Brits linguïst
- Nicholas Kurti (90), Hongaars-Brits natuurkundige

### 25 november
- Nelson Goodman (92), Amerikaans filosoof

### 27 november
- Piet Gommans (84), Nederlands wielrenner
- Jozef IJsewijn (65), Belgisch classicus

### 28 november
- Hemaiag Bedros XVII Ghedighian (93), patriarch van de Armeens-Katholieke Kerk
- Maurice Seynaeve (91), Belgisch veldrijder

### 29 november
- Maus Gatsonides (87), Nederlands autocoureur
- Martin Ruane (52), Brits professioneel worstelaar
- Philippe Yacé (78), Ivoriaans politicus

## December

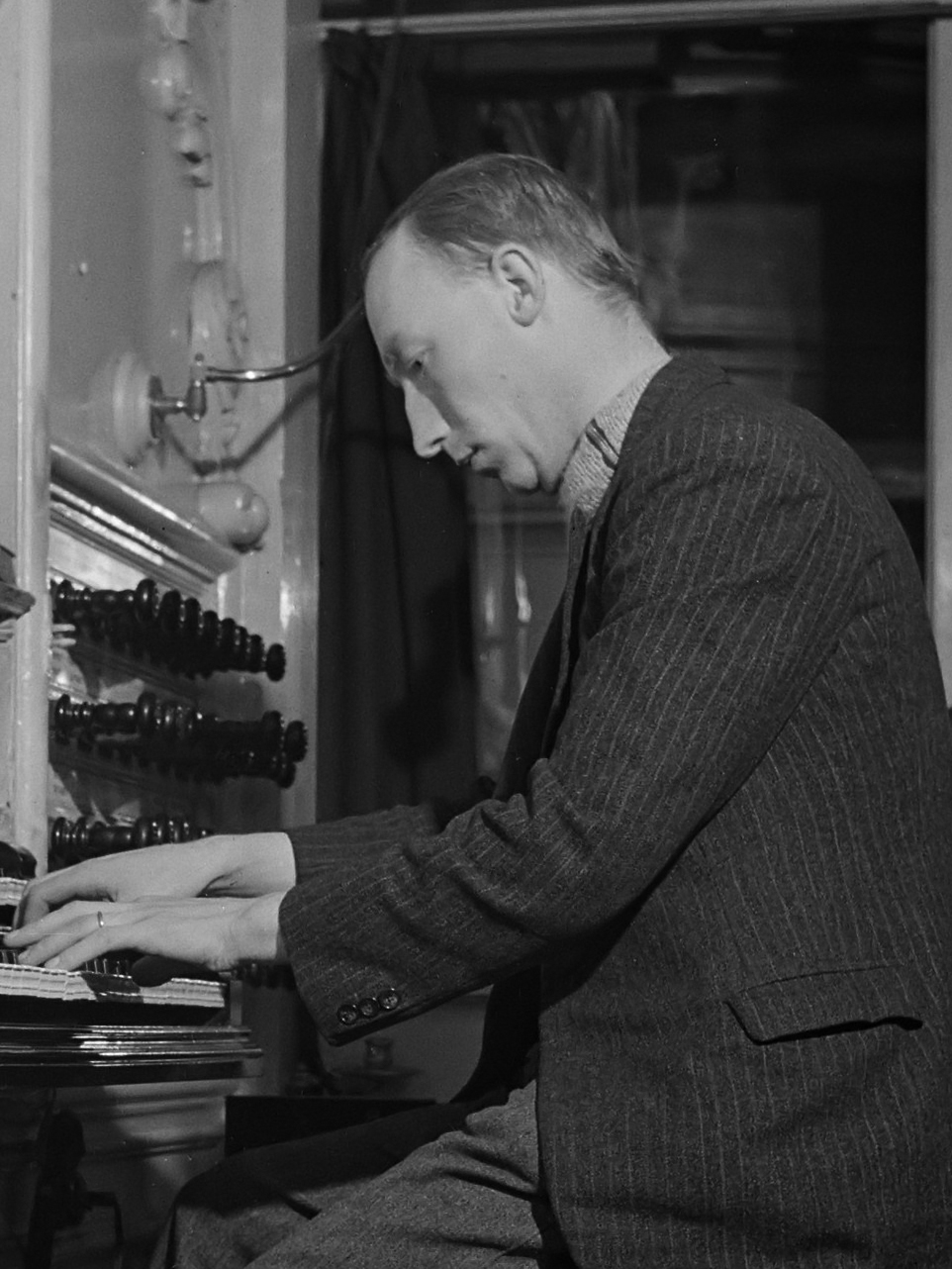
Albert de Klerk
1 december

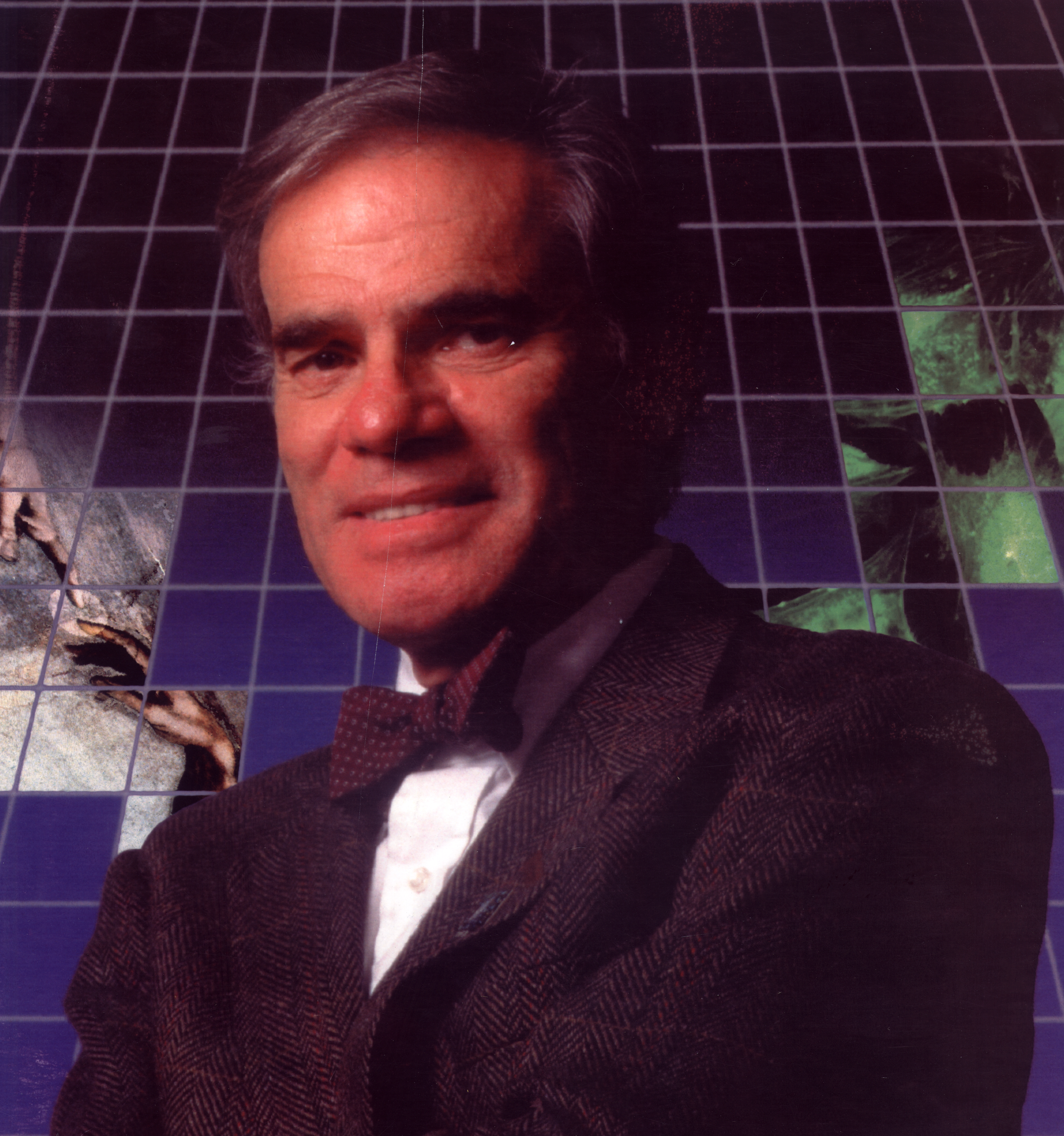
Martin Rodbell
7 december

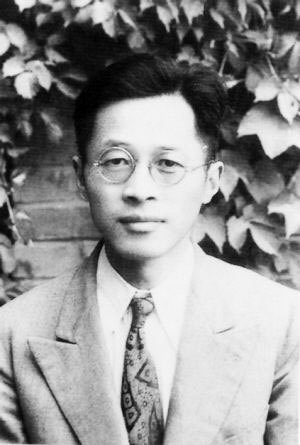
Wang Ganchang
10 december

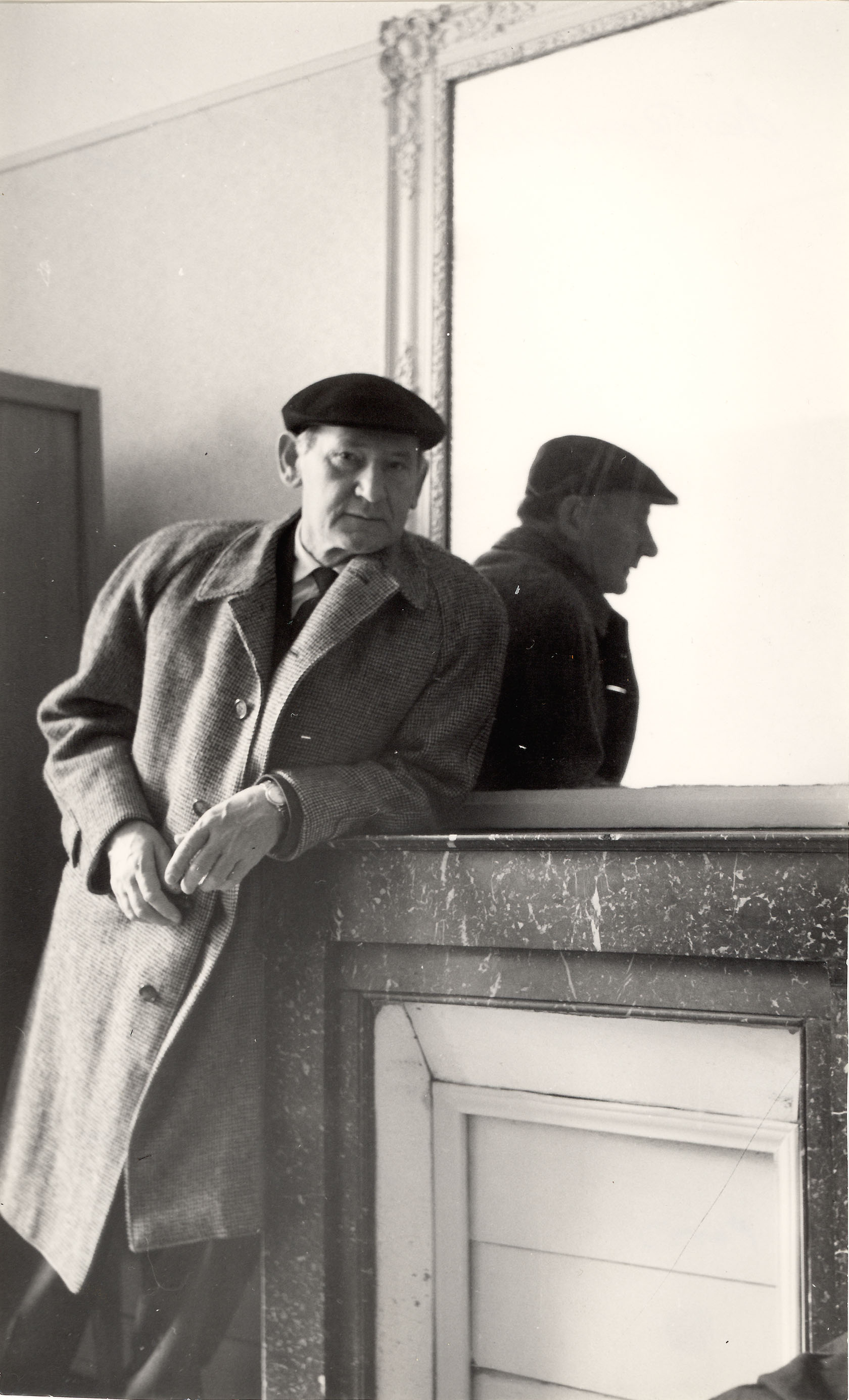
Anton Stankowski
11 december

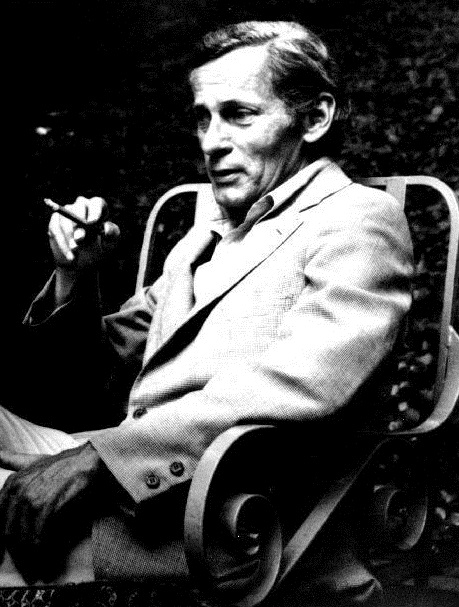
William Gaddis
16 december

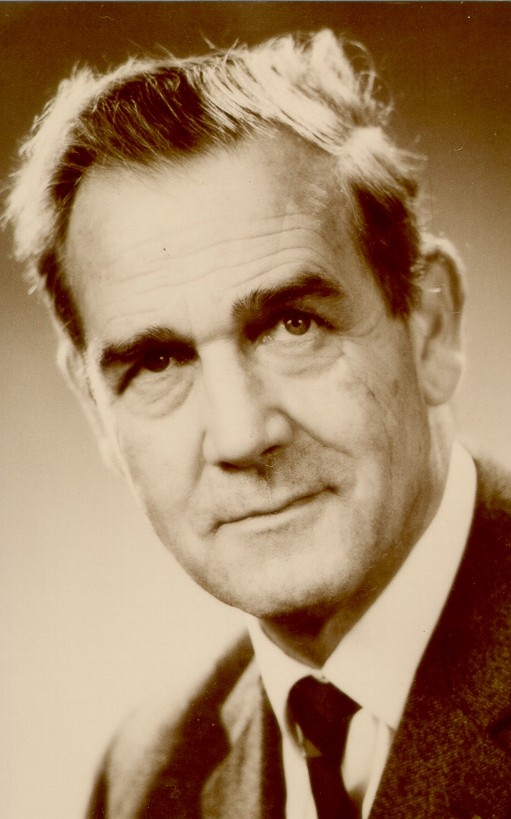
C.C.F. Gordijn
20 december

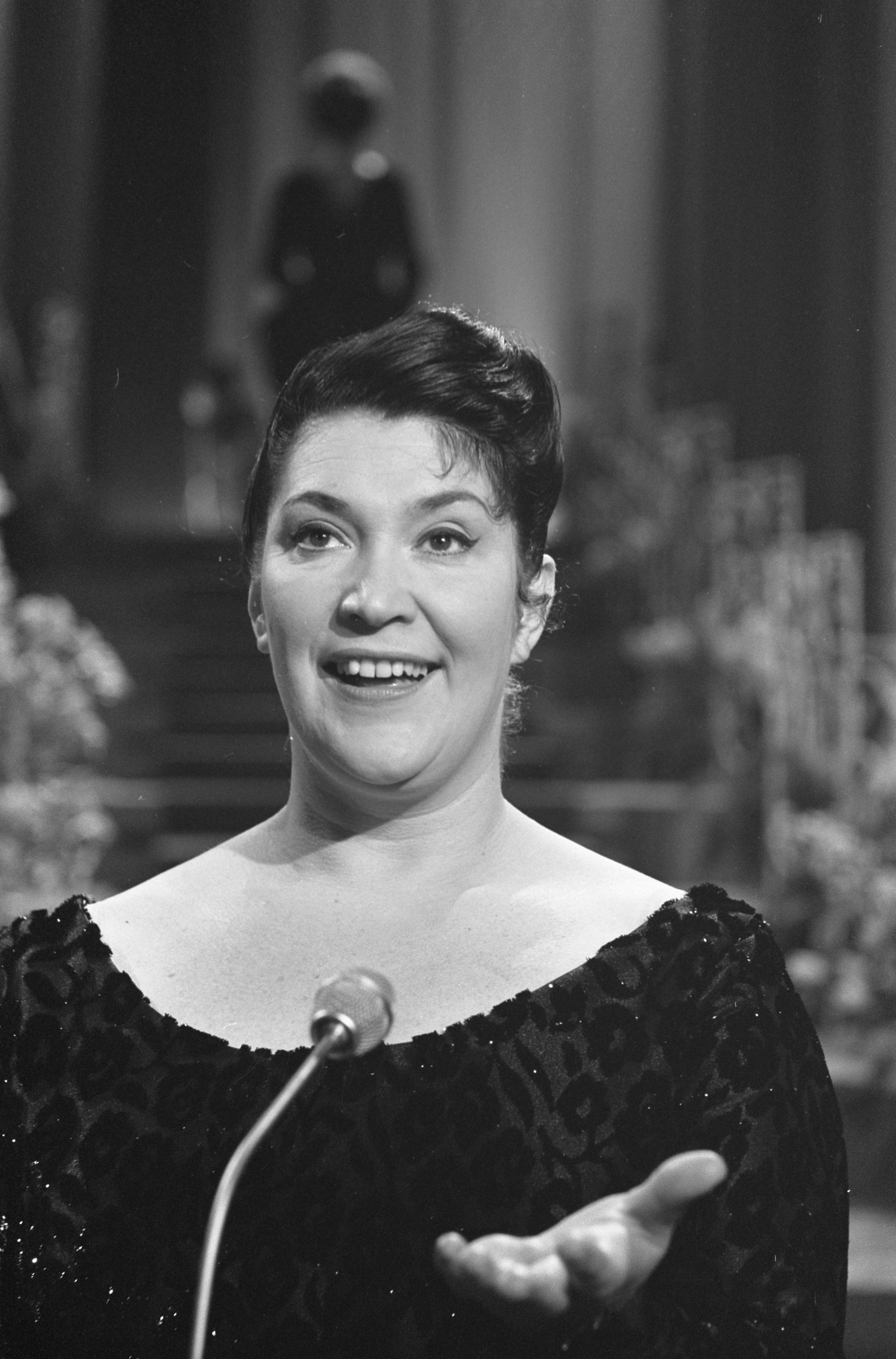
Rita Corita
24 december

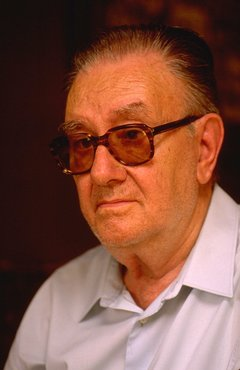
Joan Brossa i Cuervo
30 december

| 1 | 2 | 3 | 4 | 5 | 6 | 7 | 8 | 9 | 10 | 11 | 12 | 13 | 14 | 15 | 16 | 17 | 18 | 19 | 20 | 21 | 22 | 23 | 24 | 25 | 26 | 27 | 28 | 29 | 30 | 31 |
| - | - | - | - | - | - | - | - | - | -- | -- | -- | -- | -- | -- | -- | -- | -- | -- | -- | -- | -- | -- | -- | -- | -- | -- | -- | -- | -- | -- |

### 1 december
- Albert de Klerk (81), Nederlands organist en componist
- Bertil Nordahl (81), Zweeds voetballer
- Friedrich-Karl von Plehwe (86), Duits militair en diplomaat

### 2 december
- Roy Burrowes (68), Amerikaans jazzmusicus

### 3 december
- Herre Halbertsma (78), Nederlands historicus

### 4 december
- Henk Molenberg (74), Nederlands acteur

### 5 december
- Emiel Rogiers (75), Belgisch wielrenner

### 6 december
- César Baldaccini (77), Frans beeldhouwer

### 7 december
- Martin Rodbell (73), Amerikaans biochemicus

### 8 december
- Wouter Kotte (64), Nederlands museumdirecteur

### 9 december
- Ger Klein (73), Nederlands politicus
- Steve Miller (54), Brits pianist

### 10 december
- Wang Ganchang (91), Chinees natuurkundige
- Ray Goossens (74), Belgisch animator

### 11 december
- Anton Stankowski (92), Duits schilder, fotograaf en grafisch ontwerper

### 13 december
- Lew Grade (91), Brits impresario
- Willem den Toom (87), Nederlands militair en politicus

### 14 december
- Gustave Breyne (84), Belgisch politicus

### 15 december
- Eligius Dekkers (83), Belgisch geestelijke
- Jan Meyerowitz (85), Duits-Amerikaans componist

### 16 december
- Antonio Cobos Sánchez (76), Spaans entomoloog
- William Gaddis (75), Amerikaans schrijver

### 18 december
- Lev Djomin (72), Sovjet-Russisch kosmonaut

### 19 december
- Antonio Ordóñez (66), Spaans torero

### 20 december
- Carl Christian Friedrich Gordijn (89), Nederlands bewegingswetenschapper
- Miklós Sárkány (90), Hongaars waterpolospeler

### 21 december
- Edmond de Goeyse (91), Belgisch schrijver
- Sándor Ivády (95), Hongaars waterpolospeler
- Ernst-Günther Schenck (94), Duits militair

### 22 december
- Samuel Pieter Bentinck (89), Nederlands burgemeester
- Maurice Meuleman (64), Belgisch wielrenner

### 23 december
- Anatoli Rybakov (87), Russisch schrijver

### 24 december
- Rita Corita (81), Nederlands zangeres
- Daan Kagchelland (84), Nederlands zeiler

### 25 december
- Richard Paul (58), Amerikaans acteur
- John Pulman (75), Brits snookerspeler
- Hendrik van Teylingen (60), Nederlands schrijver

### 27 december
- Ricardo Tormo (46), Spaans motorcoureur

### 28 december
- Karl Humenberger (92), Oostenrijks voetballer en voetbalcoach

### 29 december
- Willem Kersters (69), Belgisch componist en musicus
- Don Taylor (72), Amerikaans acteur en zanger

### 30 december
- Joan Brossa i Cuervo (79), Catalaans dichter/letterkundige
- Armand Fassin (73), Belgisch politicus
- Eugene Roe (77), Amerikaans militair
- George Webb (87), Brits acteur

## Datum onbekend
- Hans Bourquin (83/84), Zwitsers stuurman bij het roeien

1900 ·
1901 ·
1902 ·
1903 ·
1904 ·
1905 ·
1906 ·
1907 ·
1908 ·
1909 ·
1910 ·
1911 ·
1912 ·
1913 ·
1914 ·
1915 ·
1916 ·
1917 ·
1918 ·
1919 ·
1920 ·
1921 ·
1922 ·
1923 ·
1924 ·
1925 ·
1926 ·
1927 ·
1928 ·
1929 ·
1930 ·
1931 ·
1932 ·
1933 ·
1934 ·
1935 ·
1936 ·
1937 ·
1938 ·
1939 ·
1940 ·
1941 ·
1942 ·
1943 ·
1944 ·
1945 ·
1946 ·
1947 ·
1948 ·
1949 ·
1950 ·
1951 ·
1952 ·
1953 ·
1954 ·
1955 ·
1956 ·
1957 ·
1958 ·
1959 ·
1960 ·
1961 ·
1962 ·
1963 ·
1964 ·
1965 ·
1966 ·
1967 ·
1968 ·
1969 ·
1970 ·
1971 ·
1972 ·
1973 ·
1974 ·
1975 ·
1976 ·
1977 ·
1978 ·
1979 ·
1980 ·
1981 ·
1982 ·
1983 ·
1984 ·
1985 ·
1986 ·
1987 ·
1988 ·
1989 ·
1990 ·
1991 ·
1992 ·
1993 ·
1994 ·
1995 ·
1996 ·
1997 ·
1998 ·
1999 ·
2000 ·
2001 ·
2002 ·
2003 ·
2004 ·
2005 ·
2006 ·
2007 ·
2008 ·
2009 ·
2010 ·
2011 ·
2012 ·
2013 ·
2014 ·
2015 ·
2016 ·
2017 ·
2018 ·
2019 ·
2020 ·
2021 ·
2022 ·
2023 ·
2024 ·
2025